# 千原ジュニアの座王
『千原ジュニアの座王』（ちはらジュニアのざおう）は、関西テレビで放送されているバラエティ番組。

## 概要
芸人たちがお笑いの即興力で競い合う番組。千原ジュニアが企画を考案しMCも務める冠番組で、千原がライブで行っていた企画を関西テレビのスタッフや放送作家が改良し、同局の企画募集に出したところ番組化が決まった。
公式サイトでは「新感覚お笑い番組」と謳っており、千原はお笑いの総合力が試される内容から「お笑い十種競技」と例えている。2021年に全国ネットSPが放送されてからは「笑いの総合格闘技」とも称している。
2017年10月28日から2018年3月31日まで月1回の特番として放送され、同年4月9日よりレギュラー放送を開始した。
2018年4月から同年6月までは毎週火曜（月曜深夜）、2018年7月から2021年3月までは毎週日曜（土曜深夜）、2021年4月からは毎週土曜（金曜深夜）に放送されている。
最新回はTVer、カンテレドーガで無料配信するほか、各種動画配信サービスで過去回アーカイブの有料配信も行っている。
2025年3月11日に日本武道館でのライブイベントが開催された。

## 出演者

### MC
- 千原ジュニア（千原兄弟） - 番組での肩書は「座王主宰」。

### アシスタント
いずれも関西テレビアナウンサー。公式サイトでは、2020年6月13日深夜の放送まで「進行」と記載されていたが、番組開始当初から実際の進行は殆ど千原が務めている。
- 竹上萌奈 - 大喜利の女子アナウンサーに関する問題では回答を発表することがある。2025年6月20日深夜放送分ではプレイヤーとして出演し、5勝で座王を獲得した[6][7]。
- 高橋真理恵・橋本和花子・中島めぐみ・舘山聖奈・谷元星奈 - 竹上の代役として出演することがある。

### プレイヤー
- 西田幸治（笑い飯） - 唯一のブラックビブス所持者(300勝以上)。座王(優勝)獲得回数、対戦勝利数が全プレイヤーで1位。その圧倒的な強さから「座王の鬼」と評される。
- R藤本 - ゴールドビブス所持者(100勝以上)。基本的にベジータのモノマネで出演し、出演者・ナレーターからも芸名ではなく「ベジータ」と呼ばれる。
- 堂前透（ロングコートダディ） - ゴールドビブス所持者。番組で活躍する「細身メガネセンス系芸人[注 1]」の筆頭。大喜利や歌を得意とする。
- 西森洋一（モンスターエンジン） - ゴールドビブス所持者。「鉄工所モノマネ」「ヘビースモーカー」などのギャグを持つ。
- 大須賀健剛（セルライトスパ） - ゴールドビブス所持者。堂前と対を成す「センスわがままボディ芸人[注 2]」の筆頭。体格を活かしたネタや持病の腰痛ネタを得意とする。
- 田崎佑一（藤崎マーケット） - 座王獲得回数は10回以上。イーロン・マスクのモノマネなど、多彩なネタで勝利を積み重ねる。
- 稲田直樹（アインシュタイン） - 座王獲得回数は10回以上。大喜利や自身の容姿を活かしたネタを得意とする。
- 岩部彰（ミサイルマン） - 準優勝回数が多い。「武将様」のキャラクターで対戦時以外に出演者の誰かを呼んでネタやコントを披露する。歌を得意とする。100勝達成間近の99勝を誇るが、それ以降14連敗（番組最多記録）とスランプに陥っている。2025年5月16日深夜放送分で100敗を喫し、同年6月20日深夜放送分ではアシスタント（プレイヤー出演した竹上の代役）として出演。
- 浅越ゴエ（ザ・プラン9） - 番組開始当初は審査委員長として出演。「細身メガネセンス系芸人」のひとりで、大喜利やモノボケを得意とする。
- サツマカワRPG - 吉本興業所属以外の芸人で最多座王獲得者（ケイダッシュステージ所属）。番組屈指の「ギャガー」であり、大喜利も得意とする。
- ルシファー吉岡 - 同じく、吉本所属以外の芸人の強豪（マセキ芸能社所属）。「センスわがままボディ芸人」のひとりで、下ネタを絡めたボケを得意とする。

### 審査委員長
- お〜い!久馬（ザ・プラン9） - 審査委員長としては最多出演[9]。
- ほんこん - 久馬と共に審査委員長を長く務める[9]。
- 藤本敏史（FUJIWARA) - 2019年11月より出演。2023年10月の当て逃げ事故発覚により、2023年11月から2024年12月までは出演を自粛した。
- くっきー!（野性爆弾） - SPおよび日本武道館ライブではプレイヤーとして出演。
- 西田幸治（笑い飯） - 2022年より審査委員長を兼任。
- 板尾創路 - 2021年まで新春SPに出演。2022年11月11日深夜の放送でレギュラー回に初出演。
- ケンドーコバヤシ - 日本武道館ライブではプレイヤーとして出演。
- 中川家礼二
- 小杉竜一（ブラックマヨネーズ） - 主にSPやチャンピオン大会に出演。
- 松本人志 (ダウンタウン） - 2022年の新春SPに出演。
- 今田耕司 - 2022年5月3日放送の全国ネットSP、2023年・2024年の新春SPに出演。
- 大竹一樹（さまぁ〜ず） - 2022年10月18日放送の全国ネットSPに出演。番組初の吉本興業所属以外の審査委員長（ホリプロ所属）。
- 柴田英嗣（アンタッチャブル） - 2024年12月23日放送の全国ネットSPに出演。2人目の吉本所属以外の審査委員長（プロダクション人力舎所属）。
- バカリズム - 2025年の新春SPに出演。3人目の吉本所属以外の審査委員長（マセキ芸能社所属）。
- 田中卓志（アンガールズ） - 2025年5月30日深夜の放送より出演。4人目、かつレギュラー回では初の吉本所属以外の審査委員長（ワタナベエンターテインメント所属）。

その他のプレイヤーおよび審査委員長として出演した芸人の詳細は放送リスト節を参照。

## ルール

### 基本ルール
- 毎回異なる10名[注 3]の芸人がプレイヤーとして出演し、イス取りゲームを行う。イスには「大喜利」「ギャグ」「モノマネ」などの即興ネタのお題が書かれている[10]。
  - 「大喜利」のみ、イスが2脚用意されている（例外の回あり）。参加プレイヤーが多い特別企画では「大喜利」のイスがさらに増やされ、「ギャグ」「モノマネ」なども増枠される。
  - イス取りゲームの音楽（オクラホマミキサー[注 4]）の開始と停止は、MC席の千原が手元のボタンを押して操作する。
- イスに座れなかった芸人（座れず芸人[注 5]）は、座っている芸人とお題を吟味し、「このお題だったら勝てる」と思う芸人を指名する。対戦相手を狙い撃ちしたいときや、苦手なお題のイスが残ったときなど、作戦としてあえてイスを譲り、座れず芸人となってもよい。
- 指名された芸人のイスに書かれたお題に沿って、両者が即興ネタを披露し対決する。先攻は座れず芸人、後攻は指名された芸人となる。
- 両者のネタの披露後、審査委員長（各回のゲスト芸人）が勝敗を判定する。勝者はゲームに残り、敗者は敗者席へと退場する。「引き分け」の判定が下ることもあり、その場合は同じお題で再戦する。「大喜利」「歌」「中継」などのお題では、問題が変更される。
- 対戦に使用したお題のイスは取り除かれ、イス取りゲームと対戦が繰り返される。最終的に、2名による決勝戦で勝利した芸人が優勝者「座王」となる。座王はエンディングにてトロフィーを持ち、MC席後方にある背もたれ付きの豪華なイスに座ることができる。

### グループ勝ち抜き方式
2020年6月6日深夜から同年12月5日深夜までの放送では、「3つの密」を避ける収録状況においてイス取りゲームができなかったため、グループ勝ち抜き方式が行われた。2020年6月6日深夜と同13日深夜の放送では、千原と審査委員長のくっきー!（野性爆弾）はリモートで出演した。
- 10名の芸人プレイヤーは、5名ずつAグループとBグループに分けられる。前半はAグループ、後半はBグループの芸人がスタジオに入り、離れて着席する。残りの芸人は別室にて待機し、戦況を見守る。
- まず、千原がAグループの芸人の中からくじで1名を抽選する。抽選された芸人が先攻となり、9個の即興ネタのお題（「大喜利」は2個）からひとつを選択する。お題は使い切りで、次の対戦からは選択できない。
- 千原がAグループからもう1名を後攻として抽選し、抽選された2名がお題に沿った即興ネタで対決する。
- 審査委員長が勝敗を判定し、敗者は退場の代わりに「敗者」と書かれたバッジを付けられ脱落となる。
- 次の対戦は、千原が新たに抽選した2名で行う。対戦を繰り返し、最後まで残った1名がAグループ代表となる。
- Bグループも同じ要領で代表を決定し、各グループの代表同士で決勝戦を行う。先攻は千原が抽選し、最後まで残ったお題で対戦する。勝利した芸人が優勝者「座王」となる。

2021年1月16日深夜、および同年2月6日深夜から3月20日深夜までの放送では、グループを分けずに10名による勝ち抜き方式で行われた。対戦ルールは2グループでの勝ち抜き方式と同様で、最後まで残った芸人が「座王」となる。
2022年10月18日放送の全国ネットSP、および2023年以降の新春SPでは、従来のイス取り形式を取り入れつつ2グループに分かれた形式を行った。各グループ残り2名になった時点で決勝ステージ進出となり、決勝ステージは勝ち残った4名でイス取りを行う。開始前にグループ戦で残ったお題に加え、審査委員長がお題を1つ追加する。

### 主なお題
2025年現在の放送では、レギュラーお題として、以下の6個のお題の中から4～5個が登場する。2024年までは、ほとんどの回で6個のお題が登場していた。
- 大喜利 - 一般的な大喜利の問題のほか、回答形式が指定される問題[注 6]、下ネタの問題、千原せいじやアンミカ、その回の審査委員長（ほんこんなど）らをいじる問題なども出題される。視聴者から問題を募集し採用することもある。
  - 大喜利の問題はスタッフ総出で毎回1000個以上の案を出し合い、最終的に千原によって20個から30個ほどに絞り込まれている[2]。
- ギャグ - 「モノマネのようなギャグ（モノマネをしながら一言ボケるネタなど）」も許容される。
- モノマネ - 同じく、「ギャグのようなモノマネ（「あるあるネタ」「〇〇でよく見る人」を一人コントとして演じるネタなど）」も許容される。
- モノボケ - スタッフが用意した小道具を使ってボケるお題。それ以外にも、自身が着用している物や出演者・スタッフなど、スタジオ内にあれば何を使ってもよい[注 7][注 8]。
- 歌 - 出題曲に合わせて適当な詞をつけて歌うお題。基本的に替え歌ではなく、ヒット曲のイントロ部分や、番組やCMなどで使われるBGM[注 9]、クラシック音楽、インストゥルメンタルなどが出題される。
- 1分トーク[注 10] - 自由なテーマで1分ほどのトークを披露するお題。トークが1分を超えても罰則はない。話し終わった後は手元のボタンを押して終了となる[注 11]。

レギュラー以外のお題は、毎回3～4個ほどが週替わりで登場する。週替わりのお題の一部を示す。
- 写真 - 出題される写真を使ってボケるお題。いわゆる「写真で一言」。2020年8月22日深夜の放送までは、上記のお題と共にほぼ毎回登場していた。
- 土下座 - プレイヤーが土下座をしながら、過去の過ちを謝罪するお題。土下座をしながら懇願するネタが披露されることもある。
- キス - プレイヤーがマネキンにキスをし、その直前もしくは直後にボケるお題。新型コロナ感染症流行以降は、対戦の間に除菌している様子が映されている。
- 死に際 - プレイヤーがベッドに横たわりながら、死に際の一言という設定でボケるお題。
- 中継 - 出題される中継先の設定で、プレイヤーが面白おかしくレポートをするお題。背景はグリーンバック合成で表示される。
- メンチ - プレイヤーがMC席の審査委員長に対して睨みつけながら近付き、一言物申すお題[注 12]。
- 作家 - プレイヤーが考えたネタを、用意されたゲスト芸人に演じさせるお題。有名人に扮したモノマネ芸人に面白い一言を言わせる「有名人」のお題もある。
- ふすま - プレイヤーがふすまを開け閉めして、ふすまの向こうにいる設定の人物への呼びかけで笑いをとるお題。
- 楽屋 - プレイヤーが楽屋挨拶に行き、任意のタレントに対して挨拶する際もしくは事後の一言で笑いをとるお題。
- ぬいぐるみ - プレイヤーがクマのぬいぐるみを抱きながらイスに座り、反省や愚痴など心の声をぬいぐるみに吐露するお題。
- 司令官 - プレイヤーが新世紀エヴァンゲリオンの登場人物・碇ゲンドウ風の司令官に扮し、任意の人物に対して司令を出すお題。
- 弔辞 - プレイヤーが千原を故人に見立てて、思い出やエピソードなどを語りボケるお題。
- 反対 - プレイヤーがデモ行進の先頭に立つ参加者に扮し「反対! 反対!」と言い、任意の何かに対して叫ぶお題。
- 耳打ち - プレイヤーが千原に対して筒を使い、大きな声では言えないことを耳打ちするお題。
- ビンタ - プレイヤーがマネキンを任意の人物に設定して、ビンタをする前もしくは事後の一言で笑いをとるお題。
- 取り調べ - プレイヤーが取り調べ室のセットで刑事に扮し、任意の人物に対して取り調べを行うお題。
- 訂正 - プレイヤーがニュースキャスターに扮し、間違えて伝えた情報を訂正してボケるお題。
- 駆け込み - プレイヤーがスタジオの端から慌てながら駆け込み、千原に慌てている理由を報告するお題。
- 暗転 - プレイヤーの前振りの後に照明が暗転し、「1年後」などと時間経過のセリフを言って明転した後の一言で笑いをとるお題。
- 面会 - プレイヤーが刑務所の面会室のセットで、面会相手のマネキンに対してボケるお題。プレイヤーは面会する側、される側のどちらの立場でもよい。

なお、前述した「ギャグ」と「モノマネ」の相互乗り入れたネタのように、あるお題に他のお題の要素を組み込むこともある程度許容される。
その他のお題
それぞれに設定されたシチュエーションに沿って一言ボケるお題が多い。
- 顔 / 説教 / 口癖 / 悪口川柳 / プロポーズ / 写メ / 叫び / 留守電 / ささやき / つぶやき / 効果音 / ツンデレ / 寝言 / かるた / 過去 / 暗闇 / 小窓 / CM前 / 原西[注 14] / お告げ / ジェスチャー / ちゃぶ台 / 神社[注 15] / 魔王 / すりガラス / タクシー / 絶望 / 井戸 / 寝坊 / 三度見 / 特技 / インターホン / 反対 / ニュース / かご /  通知 / 目撃 / ※個人 / カンペ / なぐさめ / 未来 / お見舞い / ツッコミ / 施術 / 逮捕 / ラジオ / 退店 / 仮面 / 目撃者 / 殉職 / 美容師 / 強制終了 / 視聴者 / 添い寝 / 待ち合わせ / 目覚め / 子守り / マネージャー / 映画監督 / 探偵 / 腕まくら / 歌謡曲

## 番組の特徴・備考
- 芸人プレイヤーは各自が白いTシャツを用意し[注 16][注 17]、その上に男性は水色のビブス、女性はピンク色のビブスを着用して参加する。
  - 対戦で100勝を達成するとゴールドビブスが[13]、200勝を達成すると名前および「200[注 18]」が金色で刺繍された20万円相当のブラックビブスが、それぞれ番組から用意される[14]。2025年現在、100勝達成者は西田幸治（笑い飯）と堂前透（ロングコートダディ）、R藤本、西森洋一（モンスターエンジン）、大須賀健剛（セルライトスパ）の5人のみで、西田は2021年4月30日深夜の放送にて200勝[14]、2023年11月24日深夜の放送にて300勝を達成し[15]、唯一のブラックビブス所持者となっている。西田はその強さから「座王の鬼」「ミスター座王」と称されている[13]。
  - 2021年1月30日深夜の放送からは、土下座王（後述）用に灰色のビブスが用意された。土下座王が対戦で1勝すると、通常のビブスに復帰する[16]。
  - なお、MCの千原はスーツ、審査委員長は赤のジャケットと蝶ネクタイを着用して出演する[注 19][注 20]。板尾創路のみ、彼が千原と共演した『着信御礼!ケータイ大喜利』（NHK総合）と同じく、白のタキシードと蝶ネクタイを着用して出演する[17][注 21]。
- スタジオのセットは白を基調としている[注 22]。関西ローカルの深夜枠ということで予算が限られており、割り切って簡素化させ真っ白なセットとなった。出演する芸人に対して「真っ白な状態で新しい面白いことをやってほしい」という意味もある[2]。収録は通常カンテレ大阪本社スタジオで行われるが、全国ネットSPは東京のスタジオ（主にフジテレビ湾岸スタジオを使用）で収録が行われている。
- モノマネをしながら参加する芸人もいる。実例として、ベジータに扮するR藤本、野沢雅子に扮する田島直弥（アイデンティティ）[18]、オール巨人に扮する兼光タカシ（プラス・マイナス[注 23]）[19]、井上公造のモノマネで「井上小公造」に扮する市川義一（女と男）[20]らがいる。
- ギャグやモノマネを得意とする芸人が敗退した場合は、千原からの振りや本人の要望でネタを披露する時間が設けられる場合がある。また、オープニングでの出演者紹介やイス取りゲームの対戦相手指名のくだり、途中に挟まれる敗者席コメントで笑いをとるなど、出演芸人による自由なボケも見どころとなっている。
  - 千原も、思い付きで優勝特典を設ける、審査委員長を交代させるなど、自由な番組進行をすることがある。
  - いわゆるじゃないほう芸人やスベリ芸人が場の雰囲気をものにして大活躍をしたり[注 24]、連敗やネタ切れなどで追い込まれた芸人が新境地や温めていた芸風・ネタを開花させたりすることもある[注 25]。
- 面白いネタに大笑いした千原が、MC卓を両手で何度も叩くことがあり、「机ドンドン」と称されて番組の名物となっている[2]。これまでの最多ドンドンはヘンダーソン中村のぬいぐるみ「母親とスーパーマラドーナ武智がディープキスしていた話」で36回(中村が話してから審査員西田が判定札を上げるまで)。
- 番組初期の出演者は吉本興業所属の芸人がほとんどであったが、2020年1月2日深夜放送の新春即興王SPでは、30名のプレイヤーのうち半数の15名が他事務所の芸人だった[18]。この回以降、吉本所属以外の芸人も毎回数名が参加する。2020年7月4日深夜の放送では木村美穂（阿佐ヶ谷姉妹）が決勝で笑い飯西田を破り、吉本所属芸人以外で初の座王となった[21]。
- 番組初期の新春SPなど、通常よりも多くのプレイヤーが参加する回では、敗者復活戦が実施される場合がある。10名ないし20名が退場した時点で、それまでの敗者からクイズやくじ引き、審査委員長による推薦などで復活候補者を絞り、大喜利対決で復活する1名を決定する。
  - 2022年10月18日放送の全国ネットSP以降は敗者復活戦が行われなかったが、2025年5月23日深夜放送のチャンピオン大会では約2年半ぶりに敗者復活戦を実施した。
- 特番時代は、各回の座王に賞金1万円が贈られた。
- レギュラー放送が開始された当初は、その週に活躍した芸人5名が翌週も参加できるというルールがあった[4]。
- コロナ禍以前は、「なるべく劇場でやっているような空間を作りたい」という意図から30人ほどの観覧客を入れて収録していた[2]。観覧客も白のトップスを着用していた。
- 2020年12月12日深夜の放送からイス取りゲームが復活した際は、イスおよびプレイヤーの間隔が空けられ、プレイヤーはフェイスガードを着用する処置がとられた。千原からは「接触を避けて、譲り合いの精神でイス取りゲームをするように」という説明がなされた[22]。
  - 2021年8月20日深夜から同年10月8日深夜までの放送では、プレイヤーはマスクを着用していた[23]。
  - 2023年6月9日深夜の放送からフェイスガードなしに戻った。

## 特別企画

### チャンピオン大会
約半年ごと（2020年上半期、2021年下半期、2024年上半期を除く）に、それまでの座王獲得者が「グランド座王」を目指す大会が開催される。グランド座王には、金のイスが贈られる。
| 放送日                                | 審査委員長                     | グランド座王                 | 備考                                                                        |
| ------------------------------------- | ------------------------------ | ---------------------------- | --------------------------------------------------------------------------- |
| 2018年03月31日深夜                    | すっちー                       | 西田幸治（笑い飯）           | 特番時代の各回の座王および準優勝者と、 オーバーエイジ枠のジミー大西が参加。 |
| 2018年08月04日深夜                    | ハイヒールリンゴ               | 川原克己（天竺鼠）           |                                                                             |
| 2019年03月23日深夜                    | ケンドーコバヤシ               | 西田幸治（笑い飯）           |                                                                             |
| 2019年10月12日深夜                    | 小杉竜一（ブラックマヨネーズ） | 西田幸治（笑い飯）           | 45分SP                                                                      |
| 2020年11月28日深夜                    | 小杉竜一（ブラックマヨネーズ） | R藤本                        | 45分SP。12名によるグループ勝ち抜き方式。                                    |
| 2021年04月16日深夜                    | 小杉竜一（ブラックマヨネーズ） | 浅越ゴエ（ザ・プラン9）      |                                                                             |
| 2022年03月04日深夜                    | ほんこん                       | 堂前透（ロングコートダディ） | 1時間SP。プレイヤー12名が参加。                                             |
| 2022年09月23日深夜                    | ほんこん                       | 西田幸治（笑い飯）           | 40分SP。プレイヤー12名が参加。                                              |
| 2023年04月11日 23:00 - 23:30          | 小杉竜一ブラックマヨネーズ）   | 渡辺隆（錦鯉）               | 全国ネットでの放送。                                                        |
| 2023年10月03日 23:00 - 23:30          | 小杉竜一ブラックマヨネーズ）   | R藤本                        | 全国ネットでの放送。 同年10月13日深夜にディレクターズカット版45分SPを放送。 |
| 2024年07月26日深夜                    | 板尾創路                       | 初瀬悠太（ななまがり）       | 45分SP。プレイヤー13名が参加。 初瀬は日本武道館ライブへの出場権を獲得。     |
| 2025年05月16日深夜 2025年05月23日深夜 | お〜い!久馬（ザ・プラン9）     | ルシファー吉岡               | 2週完結。プレイヤー16名が参加。 前半戦終了後に敗者復活戦を実施。            |

### 新春SP
レギュラー放送化以降、毎年1月2日には多人数による新春SPが放送される。
- 2019年から2021年までは深夜枠の2時間拡大版として放送され、審査委員長は板尾創路が務めた。座王には、各回ごとの優勝賞品が贈られた。
- 2022年からは全国ネット（FNS系列）・プライムタイム（22:00 - 23:30）の1時間半拡大版として放送される。放送内容の詳細は次の全国ネットSPの項目を参照。

| 放送日             | タイトル                          | 審査委員長 | 座王               | 優勝賞品                                                      | 備考 |
| ------------------ | --------------------------------- | ---------- | ------------------ | ------------------------------------------------------------- | --- |
| 2019年01月02日深夜 | 31人!新春即興王SP                 | 板尾創路   | 西田幸治（笑い飯） | ニトリ提供のエアーマッサージチェア                            | プレイヤーの人数は、平成31年にちなんだもの。                                                                                 |
| 2020年01月02日深夜 | 超豪華!人気芸人30人!!新春即興王SP | 板尾創路   | R藤本              | 城崎温泉の松葉ガニ5万円分                                     | 同年1月11日深夜に未公開場面集を放送。                                                                                        |
| 2021年01月02日深夜 | 超豪華!人気芸人30名!新春2時間SP   | 板尾創路   | 西田幸治（笑い飯） | 日本盛の生原酒缶365本 焼肉店「北新地 はらみ」の食事券30万円分 | 10名ずつ3グループに分かれての勝ち抜き方式。 各グループから1名ずつが決勝ステージに進出。 同年1月9日深夜に未公開場面集を放送。 |

### 全国ネットSP
2021年5月4日より『笑いの総合格闘技!千原ジュニアの座王』と題し、全国ネット（FNS系列）での特番が放送されている。全国ネットSPの座王には、「金の座王像」が贈られる。番組のレギュラー放送回数には数えられない。
| 放送日時                     | タイトル                                    | 審査委員長                     | 座王                         | 備考 |
| ---------------------------- | ------------------------------------------- | ------------------------------ | ---------------------------- | --- |
| 2021年05月04日 23:00 - 24:00 | 笑いの総合格闘技!千原ジュニアの座王         | 小杉竜一（ブラックマヨネーズ） | 西田幸治（笑い飯）           | プレイヤー15名が参加。 『クセバラWEEK』の一環として放送。 |
| 2022年01月02日 22:00 - 23:30 | 笑いの総合格闘技!千原ジュニアの座王 新春SP  | 松本人志（ダウンタウン）       | 西田幸治（笑い飯）           | 番組初のプライムタイムでの放送。 プレイヤー20名が参加。 第59回ギャラクシー賞テレビ部門に選奨。 第48回放送文化基金賞奨励賞を受賞 2024年5月より、放送ライブラリーにて視聴可能。 |
| 2022年05月03日 23:00 - 23:50 | 笑いの総合格闘技!千原ジュニアの座王         | 今田耕司                       | 西田幸治（笑い飯）           | プレイヤー15名が参加。 同年5月13日深夜に未公開SPを放送。 |
| 2022年10月18日 21:00 - 22:48 | 笑いの総合格闘技!千原ジュニアの座王 2時間SP | 大竹一樹（さまぁ〜ず）         | 林田洋平（ザ・マミィ）       | 番組史上初のゴールデンタイムでの2時間スペシャルを放送。 プレイヤー28名が2グループに分かれ、各2名ずつが決勝ステージに進出。 同年10月21日深夜に未公開SPを放送。                 |
| 2023年01月02日 22:00 - 23:30 | 笑いの総合格闘技!千原ジュニアの座王 新春SP  | 今田耕司                       | 平子祐希（アルコ&ピース）    | 2度目のプライムタイムでの放送。 プレイヤー22名が2グループに分かれ、各2名ずつが決勝ステージに進出。 同年1月6日深夜に未公開SPを放送。                                           |
| 2024年01月02日 22:00 - 23:30 | 笑いの総合格闘技!千原ジュニアの座王 新春SP  | 今田耕司                       | 堂前透（ロングコートダディ） | 3度目のプライムタイムでの放送。 プレイヤー24名が2グループに分かれ、各2名ずつが決勝ステージに進出。 同年1月12日深夜に未公開SPを放送。                                          |
| 2024年12月24日 23:00 - 23:30 | 千原ジュニアの座王 聖夜の細身センスメガネSP | 柴田英嗣（アンタッチャブル）   | ルシファー吉岡               | 全員がメガネを着用して出演。優勝賞品も「金のメガネ座王像」だった。 2025年1月17日深夜に未公開SPを放送。                                                                        |
| 2025年01月02日 22:00 - 23:30 | 笑いの総合格闘技!千原ジュニアの座王 新春SP  | バカリズム                     | 西田幸治（笑い飯）           | 4度目のプライムタイムでの放送。 プレイヤー24名が2グループに分かれ、各2名ずつが決勝ステージに進出。 同年1月10日深夜に未公開SPを放送。                                          |

### 傑作選
過去のネタや対戦を振り返る企画。
爆笑傑作選1時間SP
2019年4月6日深夜放送。MCの千原、審査委員長を多く務めるザ・プラン9お〜い!久馬、最多優勝者の笑い飯西田が、過去の名勝負や爆笑ネタを振り返った。
新型コロナウイルスによる収録休止期
2020年5月2日深夜から同年5月30日深夜まで、および同年6月20日深夜は、新型コロナウイルスが感染拡大し新規に収録ができなかった状況から、過去のチャンピオン大会や傑作選（笑い飯西田の爆笑ネタ55連発、座王歌謡祭2020、R藤本の「ベジータ外伝」、ものまね座王傑作選）が放送された。
座王V50記念!笑い飯西田の爆笑ネタ50連発SP
2021年12月3日深夜放送。笑い飯西田の優勝50回を記念して過去の西田のネタを千原の解説付きで振り返った。
堂前ネタ傑作選
2023年3月31日深夜放送。堂前の過去のネタを千原の解説付きで振り返った。
座王歌謡祭2024
2024年6月28日深夜放送。4年ぶりに「歌」のお題で披露された傑作ネタを特集した。
怒り座王
2024年9月27日深夜放送。「メンチ」「ディスり大喜利」「ビンタ」などの傑作ネタや、番組で起きた「怒りの3大事件」を特集した。

### 女芸人SP
不定期に行われる女性芸人のみでの座王。第2回以降は放送時間を拡大して行われる。
女芸人SP
2021年7月30日深夜放送。レギュラー回として行われた。審査委員長はザ・プラン9お〜い!久馬が務めた。座王は島田珠代。
第2回女芸人SP
2021年12月26日深夜放送。日曜深夜に45分拡大版で放送された。審査委員長はブラックマヨネーズ小杉が務めた。座王は島田珠代（女芸人SP連覇）。
第3回女芸人1時間SP
2022年12月23日深夜放送。女性芸人13名が参加。審査委員長は野性爆弾くっきー!が務めた。座王はヨネダ2000愛。

### 年末1時間SP
年末1時間SP（2023年）
2023年12月22日深夜放送。芸人15名が参加。審査委員長は野性爆弾くっきー!が務めた。「締め座王」は笑い飯西田。
年末1時間SP（2024年）
2024年12月20日深夜放送。芸人15名が参加。審査委員長は芸能活動自粛から約1年ぶりの出演となるFUJIWARA藤本が務めた。座王は笑い飯西田。

### その他の特別企画
好評御礼!人気芸人15人!!春の1時間SP
2020年3月7日深夜放送。審査委員長はブラックマヨネーズ小杉が務めた。座王はR藤本。
土下座王
2020年9月5日深夜放送。フルーツポンチ村上の「弱い奴だけで戦わせてほしい」という提案により、村上を含めた座王未獲得者10名が参加した。5名ずつ関東グループと関西グループに分かれ、グループ負け残り方式を行い、最弱の「土下座王」を決定した。審査委員長は笑い飯西田が務めた。土下座王は女と男市川。決勝戦で、当時の最多記録の11連敗中だったしずる池田に敗れ、大会名に合わせてエンディングで土下座を行った。更に同年10月31日深夜の放送では勝ち抜き方式の待機中に市川にのみ椅子が用意されない、2021年1月30日深夜の放送からは通常ビブスを没収され、前述の灰色のビブスを着て出演、同年3月20日深夜の放送で初戦敗退してからは「女と土下男 土下男」名義で出演させられるといった事実上の罰ゲームを受けた。いずれも同年4月30日深夜の放送でフルーツポンチ村上に勝利した時点で解除された。
放送300回記念1時間SP
2024年2月18日深夜放送。芸人15名が参加。審査委員長はほんこんが務めた。座王は笑い飯西田。

## 座王獲得者
座王の初獲得が早い順に記載する。座王初獲得放送日はいずれも「深夜」の記載は省略する。備考欄の各種記録は、最新放送回現在。所属事務所が記載されていない芸人は、吉本興業所属。太字は初登場で座王達成者。
| 名前                               | 座王を初獲得した放送日 | 備考 |
| ---------------------------------- | ---------------------- | --- |
| 西田幸治（笑い飯）                 | 2017年10月28日         | 座王獲得回数1位(71回)、ブラックビブス所持者、最大連勝記録(28連勝)、最大連覇記録(4連覇)、最大個人連覇記録(出場回8連続)、最多準優勝回数記録(24回)保持者 |
| 中山女子短期大学                   | 2017年11月25日         | |
| 大林健二（モンスターエンジン）     | 2017年12月26日         | 初の1勝座王及び初勝利での初座王 |
| 山内健司（かまいたち）             | 2018年1月27日          | |
| 武智（スーパーマラドーナ）         | 2018年2月24日          | |
| 岩倉美里（蛙亭）                   | 2018年4月9日           | 初の女性座王、現在はイワクラに改名 |
| 稲田直樹（アインシュタイン）       | 2018年4月16日          | 初出場でない初優勝達成は初 |
| ヤナギブソン（ザ・プラン9）        | 2018年5月7日           | |
| 原西孝幸（FUJIWARA）               | 2018年5月14日          | |
| 今井将人（ヒガシ逢ウサカ）         | 2018年5月21日          | 現在はピン芸人で今井らいぱちに改名 |
| ちゃらんぽらん冨好                 | 2018年5月28日          | |
| 田崎佑一（藤崎マーケット）         | 2018年6月4日           | 座王獲得回数5位(13回) |
| 川原克己（天竺鼠）                 | 2018年7月7日           | 初座王獲得時、トミーズ健がちょんまげのモノボケで放った「げまんちょ」というギャグを流用して勝利したため、翌週のみ「げまんちょ」として出演した。 |
| 大須賀健剛（セルライトスパ）       | 2018年7月14日          | 座王獲得回数3位(20回)、ゴールドビブス所持者、番組で唯一の対戦無しでの座王獲得経験者 |
| 粗品（霜降り明星）                 | 2018年8月18日          | |
| 村田秀亮（とろサーモン）           | 2018年8月25日          | |
| こいで（シャンプーハット）         | 2018年9月22日          | 現在は恋さんに改名 |
| 真栄田賢（スリムクラブ）           | 2018年10月27日         | 座王獲得の最長ブランク記録保持者(1643日) |
| 堂前透（ロングコートダディ）       | 2018年11月3日          | 座王獲得回数4位(19回)、ゴールドビブス所持者、日本武道館ライブの座王獲得者 |
| 駒場孝（ミルクボーイ）             | 2018年11月10日         | |
| 岩部彰（ミサイルマン）             | 2018年12月14日         | 最大連敗記録保持者(14連敗) |
| 八木真澄（サバンナ）               | 2019年1月12日          | |
| 盛山晋太郎（見取り図）             | 2019年1月19日          | |
| なかやまきんに君                   | 2019年2月16日          | 現在はフリー |
| 新山（さや香）                     | 2019年5月25日          | |
| 桑原雅人（トット）                 | 2019年6月1日           | |
| 藤本聖（ジュリエッタ）             | 2019年7月1日           | ジュリエッタ解散後、カソク装置のメンバー（フジモトに改名）を経て、現在はピン芸人でmossanに改名 |
| 橋本直（銀シャリ）                 | 2019年7月8日           | |
| 鰻和弘（銀シャリ）                 | 2019年7月13日          | コンビで2人とも座王を獲得したのは初 |
| R藤本                              | 2019年8月3日           | 座王獲得回数2位(22回)、ゴールドビブス所持者 |
| 真べぇ（ダブルアート）             | 2019年8月31日          | |
| 西森洋一（モンスターエンジン）     | 2019年9月7日           | ゴールドビブス所持者 |
| 佐久間一行                         | 2019年12月14日         | |
| 岩橋良昌（プラス・マイナス）       | 2020年1月25日          | 現在はフリーのピン芸人 |
| 九条ジョー（コウテイ）             | 2020年3月21日          | コウテイ解散後、レ・ヴァンのメンバーを経て、現在はピン芸人 |
| 木村美穂（阿佐ヶ谷姉妹）           | 2020年7月4日           | ASH&Dコーポレーション所属、吉本興業以外の所属芸人で初の座王 |
| 阪本（マユリカ)                    | 2020年8月8日           | |
| 伊織（からし蓮根）                 | 2020年8月22日          | |
| 下田真生（コウテイ）               | 2020年9月19日          | 土下座王出身者から初の座王。現在はシモタに改名、シモリュウのメンバー |
| 川村エミコ（たんぽぽ）             | 2020年9月26日          | ホリプロコム所属 |
| 椿鬼奴                             | 2020年10月31日         | |
| サーヤ（ラランド）                 | 2020年12月12日         | 初座王獲得当時はフリー、現在はレモンジャム所属。最短芸歴座王(初座王獲得時3年目) |
| 村上ショージ                       | 2021年1月23日          | 最年長座王(初座王獲得時65歳)、最長芸歴座王(同44年目) |
| 村上健志（フルーツポンチ）         | 2021年1月30日          | 土下座王出身者 |
| 渡辺隆（錦鯉）                     | 2021年2月20日          | ソニー・ミュージックアーティスツ所属 |
| 池田一真（しずる）                 | 2021年2月27日          | 土下座王出身者、2022年1月から2025年4月まではKAƵMA名義。初座王獲得時は、カメラマンが優勝決定時に間違えて対戦相手の都築拓紀（四千頭身）を映したため「審査員（FUJIWARA藤本）とカメラマンで判定が分かれた」として「半座王」の異名がついた。2021年3月20日の放送では座王獲得回数を半座王と表示されるが、この回で2回目の座王を獲得してからは半座王も1回と数えられている。 |
| 浅越ゴエ（ザ・プラン9）            | 2021年3月13日          | |
| 賀屋壮也（かが屋）                 | 2021年3月27日          | マセキ芸能社所属 |
| 田辺智加（ぼる塾）                 | 2021年4月9日           | |
| 水川かたまり（空気階段）           | 2021年5月14日          | |
| 関太（タイムマシーン3号）          | 2021年5月28日          | 太田プロダクション所属 |
| 布川ひろき（トム・ブラウン）       | 2021年6月11日          | ケイダッシュステージ所属 |
| たかし（トレンディエンジェル）     | 2021年6月25日          | |
| 高木晋哉（ジョイマン）             | 2021年7月2日           | |
| 島田珠代                           | 2021年7月30日          | 女性芸人の最多座王獲得者(4回) |
| ちゅうえい（流れ星☆）              | 2021年9月10日          | 浅井企画所属 |
| 永見大吾（カベポスター）           | 2021年9月24日          | |
| なだぎ武                           | 2021年10月1日          | |
| AMEMIYA                            | 2021年11月19日         | ソニー・ミュージックアーティスツ所属 |
| 林田洋平（ザ・マミィ）             | 2022年1月21日          | プロダクション人力舎所属 |
| ガク（真空ジェシカ）               | 2022年2月4日           | プロダクション人力舎所属 |
| 芝大輔（モグライダー）             | 2022年2月11日          | マセキ芸能社所属 |
| 空道太郎（ラフ次元）               | 2022年2月25日          | |
| 愛（ヨネダ2000）                   | 2022年3月11日          | |
| 中村フー（ヘンダーソン）           | 2022年4月1日           | |
| かみちぃ（ジェラードン）           | 2022年6月24日          | 1回の放送での最多勝タイ記録保持者(7勝) |
| チャンス大城                       | 2022年7月1日           | 土下座王出身者 |
| 木﨑太郎（祇園）                   | 2022年7月22日          | 土下座王出身者 |
| サツマカワRPG                      | 2022年8月5日           | ケイダッシュステージ所属、吉本興業以外の所属芸人の最多座王獲得者(7回) |
| 原口あきまさ                       | 2022年8月12日          | ケイダッシュステージ所属 |
| 中西茂樹（なすなかにし）           | 2022年9月9日           | 松竹芸能所属 |
| 金子きょんちぃ（ぱーてぃーちゃん） | 2022年9月17日          | ワタナベエンターテインメント所属 |
| 岸健之助（ネルソンズ）             | 2022年10月14日         | |
| 岡野陽一                           | 2022年11月11日         | プロダクション人力舎所属 |
| やす子                             | 2022年12月9日          | ソニー・ミュージックアーティスツ所属、最年少座王(初座王獲得時24歳3ヵ月1週) |
| 平子祐希（アルコ&ピース）          | 2023年1月2日           | 太田プロダクション所属、新春スペシャル及び全国ネットスペシャルで座王未経験者が優勝したのは初 |
| 鳥居みゆき                         | 2023年2月10日          | サンミュージックプロダクション所属 |
| 福田麻貴（3時のヒロイン）          | 2023年3月10日          | |
| 大ちゃん（ちゃんぴおんず）         | 2023年4月21日          | ワタナベエンターテインメント所属 |
| 信子（ぱーてぃーちゃん）           | 2023年7月14日          | ワタナベエンターテインメント所属 |
| アンゴラ村長（にゃんこスター）     | 2023年7月21日          | ワタナベエンターテインメント所属 |
| 田所仁（ライス）                   | 2023年9月8日           | |
| ヤジマリー。（スカチャン）         | 2023年9月15日          | |
| 高木貫太（ストレッチーズ）         | 2023年9月29日          | 太田プロダクション所属 |
| 森下直人（ななまがり）             | 2023年11月17日         | |
| 三島達矢（すゑひろがりず）         | 2023年12月15日         | |
| 中谷（マユリカ）                   | 2024年2月9日           | |
| あぁ〜しらき                       | 2024年4月19日          | グレープカンパニー所属、1回の放送での最多勝タイ記録(7回)、1回の放送での最大連戦連勝記録(7連勝)保持者 |
| 出井隼之介（ヤーレンズ）           | 2024年4月26日          | ケイダッシュステージ所属 |
| 初瀬悠太（ななまがり）             | 2024年5月3日           | |
| ルシファー吉岡                     | 2024年5月10日          | マセキ芸能社所属 |
| 鬼沢さん（鬼としみちゃむ）         | 2024年5月17日          | |
| 山名文和（アキナ）                 | 2024年6月7日           | |
| Den（リンダカラー∞）               | 2024年6月14日          | ワタナベエンターテインメント所属 |
| 水田信二                           | 2024年6月21日          | |
| 園田祥太（ダウ90000）              | 2024年8月30日          | 初座王獲得当時はYOU GO sign所属、現在はオフィスカニバブル所属 |
| 国崎和也（ランジャタイ）           | 2024年9月6日           | グレープカンパニー所属 |
| 兼光タカシ                         | 2024年10月4日          | 初座王獲得にかかった最多出場記録保持者(26回) |
| 橋本市民球場（隣人）               | 2024年11月15日         | |
| 溜口佑太朗（ラブレターズ）         | 2024年12月6日          | ASH&Dコーポレーション所属 |
| 脇田（シシガシラ）                 | 2024年12月13日         | |
| 檜原洋平（ママタルト）             | 2025年1月24日          | サンミュージックプロダクション所属 |
| 紺野ぶるま                         | 2025年1月31日          | 松竹芸能所属 |
| マツモトクラブ                     | 2025年3月14日          | ソニー・ミュージックアーティスツ所属 |
| 谷拓哉（パンプキンポテトフライ）   | 2025年3月21日          | ホリプロコム所属、初座王獲得の放送日の10日後に解散。現在はピン芸人でとりあえず谷に改名 |
| くっきー!（野性爆弾）              | 2025年4月4日           | |
| 竹上萌奈（関西テレビアナウンサー） | 2025年6月20日          | 芸人以外で初の座王（初出場時に5勝） |
| 益田康平（カゲヤマ）               | 2025年7月4日           | |
| 蓮見翔（ダウ90000）                | 2025年7月11日          | オフィスカニバブル所属 |
| 浜田順平（カベポスター）           | 2025年7月18日          | 前回出演から座王獲得までの最長ブランク記録保持者(2099日) |
| 前田壮太（カラタチ）               | 2025年8月15日          | |

## 放送リスト
放送日は公式サイト上の表記に倣い、「深夜」の記載は省略する。特記が無い限り、実際の放送日は記載した日付の翌日となる。
| 2017年（平成29年） | 2017年（平成29年） | 2017年（平成29年）                                                                                                   | 2017年（平成29年）                                        | 2017年（平成29年）      |
| 回                 | 放送日             | プレイヤー | お題                                                      | 審査委員長              |
| ------------------ | ------------------ | --- | --------------------------------------------------------- | ----------------------- |
| 1                  | 10/28              | 西田幸治（笑い飯）、霜降り明星、プリマ旦那、学天即、大自然、守谷日和                                                 | 大喜利・モノマネ・ギャグ・モノボケ・1分トーク・写真・顔   | 哲夫（笑い飯）          |
| 2                  | 11/25              | ヒューマン中村、中山女子短期大学、クロスバー直撃、学天即、岩部彰（ミサイルマン）、マルセイユ、矢野勝也（矢野・兵動） | 大喜利・モノマネ・ギャグ・モノボケ・1分トーク・写真・説教 | 浅越ゴエ（ザ・プラン9） |
| 3                  | 12/26              | モンスターエンジン、さや香、堀川絵美、おいでやす小田、木﨑太郎（祇園）、トット、ジミー大西                           | 大喜利・モノマネ・ギャグ・モノボケ・1分トーク・写真・口癖 | ハイヒールリンゴ        |

| 2018年（平成30年） | 2018年（平成30年） | 2018年（平成30年） | 2018年（平成30年）                                                    | 2018年（平成30年）         | 2018年（平成30年） |
| 回                 | 放送日             | プレイヤー | お題                                                                  | 審査委員長                 | 備考 |
| ------------------ | ------------------ | --- | --------------------------------------------------------------------- | -------------------------- | --- |
| 4                  | 1/27               | かまいたち、林健（ギャロップ）、盛山晋太郎（見取り図）、大須賀健剛（セルライトスパ）、ビスケットブラザーズ、伊織（からし蓮根）、熊元プロレス（紅しょうが）、こいで（シャンプーハット）                                                                           | 大喜利・モノマネ・ギャグ・モノボケ・1分トーク・写真・歌               | すっちー                   | |
| 5                  | 2/24               | スーパーマラドーナ、もりやすバンバンビガロ、梅村賢太郎（ラフ次元）、ヒューマン中村、盛山晋太郎（見取り図）、たかのり（ツートライブ）、里（大自然）、きむきむ（パーティーパーティー)、ちゃらんぽらん冨好                                                          | 大喜利・モノマネ・ギャグ・モノボケ・1分トーク・写真・悪口川柳         | お〜い!久馬（ザ・プラン9） | |
| 6                  | 3/31               | 西田幸治（笑い飯）、粗品（霜降り明星）、中山女子短期大学、岩部彰（ミサイルマン）、モンスターエンジン、山内健司（かまいたち）、大須賀健剛（セルライトスパ）、武智正剛（スーパーマラドーナ）、ジミー大西                                                           | 大喜利・ギャグ・モノボケ・1分トーク・写真・プロポーズ・歌・説教       | すっちー                   | チャンピオン大会 |
| 7                  | 4/9                | おいでやす小田、アキナ、かまいたち、アインシュタイン、THIS IS 岡下（THIS IS パン）、岩倉美里（蛙亭）、ちゃらんぽらん冨好 | 大喜利・モノマネ・ギャグ・モノボケ・1分トーク・写真                   | お〜い!久馬（ザ・プラン9） | レギュラー放送開始。 放送時間が火曜（月曜深夜）に移動。 |
| 8                  | 4/16               | 岩倉美里（蛙亭）、山内健司（かまいたち）、山名文和（アキナ）、稲田直樹（アインシュタイン）、THIS IS 岡下（THIS IS パン）、祇園、ダブルアート、矢野勝也（矢野・兵動）                                                                                             | 大喜利・モノマネ・ギャグ・モノボケ・1分トーク・写真・説教             | お〜い!久馬（ザ・プラン9） | |
| 9                  | 4/23               | 稲田直樹（アインシュタイン）、 山内健司（かまいたち)、THIS IS 岡下（THIS IS パン）、ダブルアート、 土肥ポン太、堂前透（ロングコートダディ）、爆ノ介、トニーフランク、かつみ（かつみ♥さゆり）                                                                     | 大喜利・モノマネ・ギャグ・モノボケ・1分トーク・写真・写メ             | 星田英利                   | |
| 10                 | 4/30               | 岩部彰（ミサイルマン）、山内健司（かまいたち）、リリー（見取り図）、西田幸治（笑い飯）、堂前透（ロングコートダディ）、爆ノ介、東村雅夫（まるむし商店）、西森洋一（モンスターエンジン）、馬と魚、土肥ポン太                                                       | 大喜利・モノマネ・歌・モノボケ・1分トーク・写真・ギャグ               | 浜本広晃（テンダラー）     | |
| 11                 | 5/7                | 林健（ギャロップ）、スーパーマラドーナ、ヤナギブソン（ザ・プラン9）、中山女子短期大学、吉田たち、フースーヤ、ジミー大西 | 大喜利・モノマネ・歌・モノボケ・1分トーク・写真・ギャグ               | てつじ（シャンプーハット） | |
| 12                 | 5/14               | 原西孝幸（FUJIWARA）、林健（ギャロップ）、ヤナギブソン（ザ・プラン9）、こいで（シャンプーハット）、中山女子短期大学、スーパーマラドーナ、桑原雅人（トット）、ヒガシ逢ウサカ                                                                                      | 大喜利・モノマネ・写メ・モノボケ・1分トーク・写真・ギャグ             | お〜い!久馬（ザ・プラン9） | |
| 13                 | 5/21               | 原西孝幸（FUJIWARA）、武智正剛（スーパーマラドーナ）、林健（ギャロップ）、桑原雅人（トット）、守谷日和、周平魂（ツートライブ）、ニッポンの社長、ヒガシ逢ウサカ                                                                                                   | 大喜利・モノマネ・歌・モノボケ・1分トーク・写真・ギャグ               | ほんこん                   | |
| 14                 | 5/28               | 霜降り明星、迫田篤（デルマパンゲ）、桑原雅人（トット）、今井将人（ヒガシ逢ウサカ）、周平魂（ツートライブ）、阪本（マユリカ）、ちゃらんぽらん冨好、辻（ニッポンの社長）、守谷日和                                                                                 | 大喜利・モノマネ・説教・モノボケ・1分トーク・写真・ギャグ             | 浜本広晃（テンダラー）     | |
| 15                 | 6/4                | ちゃらんぽらん冨好、霜降り明星、ネイビーズアフロ、アキナ、さや香、田崎佑一（藤崎マーケット） | 大喜利・モノマネ・写メ・モノボケ・1分トーク・写真・ギャグ・叫び       | お〜い!久馬（ザ・プラン9） | |
| 16                 | 6/11               | 霜降り明星、お〜い!久馬（ザ・プラン9）、山名文和（アキナ）、からし蓮根、チャンス大城、田崎佑一（藤崎マーケット）、石井（さや香）、西田幸治（笑い飯） | 大喜利・モノマネ・写メ・モノボケ・1分トーク・写真・ギャグ・歌         | ハイヒールリンゴ           | |
| 17                 | 6/18               | 霜降り明星、チャンス大城、笑い飯、ジミー大西、アインシュタイン、伊織（からし蓮根）、田崎佑一（藤崎マーケット） | 大喜利・写真・モノマネ・ギャグ・写メ・1分トーク・モノボケ・叫び       | てつじ（シャンプーハット） | 笑い飯西田が、準決勝のモノマネ対決で藤崎マーケット田崎に敗れ、初出場からの連勝記録・個人連覇記録がストップ。                                                  |
| 18                 | 6/25               | アインシュタイン、桑原雅人（トット）、スマイル、ビスケットブラザーズ、藤井輝雄（しましまんず）、田崎佑一（藤崎マーケット）、哲夫（笑い飯） | 大喜利・写真・モノマネ・ギャグ・写メ・1分トーク・モノボケ・歌         | 星田英利                   | |
| 19                 | 7/7                | アインシュタイン、川原克己（天竺鼠）、木﨑太郎（祇園）、ロングコートダディ、田村裕（麒麟）、クロスバー直撃、トミーズ健 | 大喜利・写真・モノマネ・ギャグ・写メ・1分トーク・モノボケ・叫び       | 兵動大樹（矢野・兵動）     | 放送時間が日曜（土曜深夜）に移動。 |
| 20                 | 7/14               | 川原克己（天竺鼠）、木﨑太郎（祇園）、田村裕（麒麟）、kento fukaya、かつみ（かつみ♥さゆり）、プラス・マイナス、大須賀健剛（セルライトスパ）、渡邊孝平（クロスバー直撃）、堂前透（ロングコートダディ）                                                            | 大喜利・写真・モノマネ・ギャグ・写メ・1分トーク・モノボケ・留守電     | 浅越ゴエ（ザ・プラン9）    | 前回のやり取りから、この回のみ天竺鼠川原は「げまんちょ」名義で出演。 番組で唯一の「両者敗退」判定、および対戦無しでの座王獲得（セルライトスパ大須賀）が発生。 |
| 21                 | 7/21               | 大須賀健剛（セルライトスパ）、プラス・マイナス、川原克己（天竺鼠）、堂前透（ロングコートダディ）、西田幸治（笑い飯）、岩部彰（ミサイルマン）、蛙亭、さゆり（かつみ♥さゆり）                                                                                      | 大喜利・写真・モノマネ・ギャグ・写メ・1分トーク・モノボケ・歌         | すっちー                   | |
| 22                 | 7/28               | 今井将人（ヒガシ逢ウサカ）、西田幸治（笑い飯）、川原克己（天竺鼠）、ジミー大西、ヒューマン中村、石井（さや香）、蛙亭、阪本（マユリカ）、大須賀健剛（セルライトスパ）                                                                                             | 大喜利・写真・モノマネ・ギャグ・写メ・1分トーク・モノボケ・ささやき   | お〜い!久馬（ザ・プラン9） | |
| 23                 | 8/4                | 西田幸治（笑い飯）、田崎佑一（藤崎マーケット）、稲田直樹（アインシュタイン）、山内健司（かまいたち）、川原克己（天竺鼠）、岩倉美里（蛙亭）、ちゃらんぽらん冨好、今井将人（ヒガシ逢ウサカ）、ヤナギブソン（ザ・プラン9）、原西孝幸（FUJIWARA）                    | 大喜利・写真・モノマネ・ギャグ・1分トーク・モノボケ・歌・叫び         | ハイヒールリンゴ           | チャンピオン大会 |
| 24                 | 8/11               | 原西孝幸（FUJIWARA）、学天即、木﨑太郎（祇園）、霜降り明星、盛山晋太郎（見取り図）、とろサーモン、馬と魚 | 大喜利・写真・モノマネ・ギャグ・1分トーク・モノボケ・歌・写メ         | 星田英利                   | |
| 25                 | 8/18               | とろサーモン、霜降り明星、木﨑太郎（祇園）、タナからイケダ、周平魂（ツートライブ）、ダブルヒガシ | 大喜利・写真・モノマネ・ギャグ・1分トーク・モノボケ・つぶやき・留守電 | 星田英利                   | |
| 26                 | 8/25               | レイザーラモン、とろサーモン、霜降り明星、ジミー大西、スーパーマラドーナ、東良介（ダブルヒガシ） | 大喜利・写真・モノマネ・ギャグ・1分トーク・モノボケ・歌・写メ         | ほんこん                   | |
| 27                 | 9/1                | レイザーラモン、スーパーマラドーナ、アキナ、ヤナギブソン（ザ・プラン9）、盛山晋太郎（見取り図）、今井将人（ヒガシ逢ウサカ）、もみちゃんズ | 大喜利・写真・モノマネ・ギャグ・1分トーク・モノボケ・効果音・叫び     | ほんこん                   | |
| 28                 | 9/15               | コウテイ、コロコロチキチキペッパーズ、ひょっこりはん、今井将人（ヒガシ逢ウサカ）、林健（ギャロップ）、アインシュタイン、ウーイェイよしたか（スマイル） | 大喜利・写真・モノマネ・ギャグ・1分トーク・モノボケ・歌・留守電       | 川島明（麒麟）             | |
| 29                 | 9/22               | アインシュタイン、こいで（シャンプーハット）、堂前透（ロングコートダディ）、大須賀健剛（セルライトスパ）、コロコロチキチキペッパーズ、ひょっこりはん、木尾陽平（アッパレード）、真栄田賢（スリムクラブ）                                                         | 大喜利・写真・モノマネ・ギャグ・1分トーク・モノボケ・歌・叫び         | お〜い!久馬（ザ・プラン9） | |
| 30                 | 9/29               | 西田幸治（笑い飯）、こいで（シャンプーハット）、井上聡（次長課長）、岩部彰（ミサイルマン）、岩橋良昌（プラス・マイナス）、堂前透（ロングコートダディ）、真栄田賢（スリムクラブ）、大須賀健剛（セルライトスパ）、西森洋一（モンスターエンジン）、阪本（マユリカ） | 大喜利・歌・写真・モノマネ・ギャグ・1分トーク・モノボケ・つぶやき     | ほんこん                   | |
| 31                 | 10/6               | 野性爆弾、西田幸治（笑い飯）、井上聡（次長課長）、真栄田賢（スリムクラブ）、辻（ニッポンの社長）、岩倉美里（蛙亭）、今井将人（ヒガシ逢ウサカ）、岩橋良昌（プラス・マイナス）、西森洋一（モンスターエンジン）                                                     | 大喜利・歌・写真・モノマネ・ギャグ・1分トーク・モノボケ・土下座       | ほんこん                   | |
| 32                 | 10/13              | 西田幸治（笑い飯）、エハラマサヒロ、アイロンヘッド、岩部彰（ミサイルマン）、稲田直樹（アインシュタイン）、堂前透（ロングコートダディ）、木﨑太郎（祇園）、守谷日和                                                                                               | 大喜利・歌・写真・モノマネ・ギャグ・1分トーク・モノボケ・叫び         | お〜い!久馬（ザ・プラン9） | |
| 33                 | 10/20              | 西田幸治（笑い飯）、空道太郎（ラフ次元）、赤木裕（たくろう）、西森洋一（モンスターエンジン）、渡邊孝平（クロスバー直撃）、川原克己（天竺鼠）、エハラマサヒロ、稲田直樹（アインシュタイン）、さや香                                                               | 大喜利・歌・写真・モノマネ・ギャグ・1分トーク・モノボケ・ツンデレ     | お〜い!久馬（ザ・プラン9） | 笑い飯西田が4連覇を達成、並びに10回目の座王を獲得。 |
| 34                 | 10/27              | スリムクラブ、川原克己（天竺鼠）、しずちゃん（南海キャンディーズ）、ネイビーズアフロ、山名文和（アキナ）、阪本（マユリカ）、桑原雅人（トット）、辻（ニッポンの社長）                                                                                             | 大喜利・歌・写真・モノマネ・ギャグ・1分トーク・モノボケ・効果音       | ほんこん                   | |
| 35                 | 11/3               | 岩倉美里（蛙亭）、スリムクラブ、山名文和（アキナ）、ツートライブ、大須賀健剛（セルライトスパ）、しずちゃん（南海キャンディーズ）、きむきむ（パーティーパーティー）、堂前透（ロングコートダディ）                                                                 | 大喜利・歌・写真・モノマネ・ギャグ・1分トーク・モノボケ・留守電       | ほんこん                   | |
| 36                 | 11/10              | ゆりやんレトリィバァ、伊織（からし蓮根）、コウテイ、西田幸治（笑い飯）、ミルクボーイ、原西孝幸（FUJIWARA）、霜降り明星 | 大喜利・歌・写真・モノマネ・ギャグ・1分トーク・モノボケ・効果音       | 木村祐一                   | |
| 37                 | 11/17              | 女と男、馬と魚、霜降り明星、ゆりやんレトリィバァ、span!、原西孝幸（FUJIWARA）、西田幸治（笑い飯） | 大喜利・歌・写真・モノマネ・ギャグ・1分トーク・モノボケ・寝言         | 木村祐一                   | |
| 38                 | 11/24              | 後藤淳平（ジャルジャル）、岩部彰（ミサイルマン）、女と男、THIS IS 岡下（THIS IS パン）、アインシュタイン、田崎佑一（藤崎マーケット）、堂前透（ロングコートダディ）、今井将人（ヒガシ逢ウサカ）                                                                   | 大喜利・歌・写真・モノマネ・ギャグ・1分トーク・モノボケ・叫び         | お〜い!久馬（ザ・プラン9） | |
| 39                 | 12/1               | トニオ（熱いお茶）、岩部彰（ミサイルマン）、後藤淳平（ジャルジャル）、田崎佑一（藤崎マーケット）、THIS IS 岡下（THIS IS パン）、桑原雅人（トット）、盛山晋太郎（見取り図）、大須賀健剛（セルライトスパ）、堂前透（ロングコートダディ）、中山女子短期大学         | 大喜利・歌・写真・モノマネ・ギャグ・1分トーク・モノボケ・留守電       | お〜い!久馬（ザ・プラン9） | |
| 40                 | 12/8               | 次長課長、メンバー、盛山晋太郎（見取り図）、岩部彰（ミサイルマン）、堂前透（ロングコートダディ）、里（大自然）、プラス・マイナス | 大喜利・歌・写真・モノマネ・ギャグ・1分トーク・モノボケ・効果音       | 星田英利                   | |
| 41                 | 12/15              | 八木真澄（サバンナ）、岩倉美里（蛙亭）、ラニーノーズ、霜降り明星、岩部彰（ミサイルマン）、里（大自然）、次長課長 | 大喜利・歌・写真・モノマネ・ギャグ・1分トーク・モノボケ・寝言         | 星田英利                   | |
| 42                 | 12/22              | 霜降り明星、西田幸治（笑い飯）、プラス・マイナス、こいで（シャンプーハット）、スーパーマラドーナ、アインシュタイン | 大喜利・歌・写真・モノマネ・ギャグ・1分トーク・モノボケ・留守電       | ほんこん                   | |

| 2019年（平成31年→令和元年） | 2019年（平成31年→令和元年） | 2019年（平成31年→令和元年） | 2019年（平成31年→令和元年）                                                                                 | 2019年（平成31年→令和元年）    | 2019年（平成31年→令和元年）                                                                     |
| 回                          | 放送日                      | プレイヤー | お題 | 審査委員長                     | 備考                                                                                            |
| --------------------------- | --------------------------- | --- | --- | ------------------------------ | ----------------------------------------------------------------------------------------------- |
| 43                          | 1/2                         | アインシュタイン、トレンディエンジェル、笑い飯、岩尾望（フットボールアワー）、霜降り明星、ハリウッドザコシショウ、ゆりやんレトリィバァ、じゅんいちダビッドソン、田島直弥（アイデンティティ)、飯尾和樹（ずん）、ウド鈴木（キャイ〜ン）、馬場園梓（アジアン）、ヤナギブソン（ザ・プラン9）、お〜い!久馬（ザ・プラン9）、加藤歩（ザブングル）、ハチミツ二郎（東京ダイナマイト）、スリムクラブ、白鳥久美子（たんぽぽ）、あばれる君、ニューヨーク、堂前透（ロングコートダディ）、はら（ゆにばーす）、岩倉美里（蛙亭）、東京ホテイソン | 大喜利・写真・ギャグ・1分トーク・説教・モノボケ・モノマネ・効果音・留守電・歌・つぶやき・叫び・寝言・かるた | 板尾創路                       | 31人!新春即興王SP                                                                               |
| 44                          | 1/5                         | 西田幸治（笑い飯）、てんしとあくま、藤本聖（ジュリエッタ）、八木真澄（サバンナ）、ヤナギブソン（ザ・プラン9）、駒場孝（ミルクボーイ）、堂前透（ロングコートダディ）、フースーヤ | 大喜利・写真・ギャグ・モノマネ・モノボケ・1分トーク・歌・寝言                                               | ほんこん                       |                                                                                                 |
| 45                          | 1/12                        | 霜降り明星、福島善成（ガリットチュウ）、木﨑太郎（祇園）、竹若元博（バッファロー吾郎）、ギャロップ、盛山晋太郎（見取り図）、天竺鼠 | 大喜利・写真・ギャグ・モノマネ・モノボケ・1分トーク・歌・効果音                                             | 兵動大樹（矢野・兵動）         |                                                                                                 |
| 46                          | 1/19                        | 西田幸治（笑い飯）、霜降り明星、こいで（シャンプーハット）、竹若元博（バッファロー吾郎）、たくろう、岩部彰（ミサイルマン）、天竺鼠 | 大喜利・写真・ギャグ・モノマネ・モノボケ・1分トーク・歌・つぶやき                                           | 兵動大樹（矢野・兵動）         |                                                                                                 |
| 47                          | 1/26                        | 西田幸治（笑い飯）、かまいたち、岩部彰（ミサイルマン）、こいで（シャンプーハット）、清友、市川義一（女と男）、白川悟実（テンダラー）、とにかく明るい安村、木尾（アッパレード） | 大喜利・写真・ギャグ・モノマネ・モノボケ・1分トーク・歌・留守電                                             | お〜い!久馬（ザ・プラン9）     |                                                                                                 |
| 48                          | 2/2                         | 哲夫（笑い飯）、とにかく明るい安村、市川義ー（女と男）、かまいたち、田崎佑一（藤崎マーケット）、盛山晋太郎（見取り図）、堂前透（ロングコートダディ）、爛々 | 大喜利・写真・ギャグ・モノマネ・モノボケ・1分トーク・歌・寝言                                               | お〜い!久馬（ザ・プラン9）     |                                                                                                 |
| 49                          | 2/9                         | なかやまきんに君、金属バット、八木真澄（サバンナ）、プラス・マイナス、ヤナギブソン（ザ・プラン9）、ウーイェイよしたか（スマイル）、水本健一（span!）、木﨑太郎（祇園） | 大喜利・写真・ギャグ・モノマネ・モノボケ・1分トーク・歌・寝言                                               | ほんこん                       |                                                                                                 |
| 50                          | 2/16                        | なかやまきんに君、コマンダンテ、木﨑太郎（祇園）、市川義一（女と男）、田中一彦（スーパーマラドーナ）、馬場園梓（アジアン）、田崎佑一（藤崎マーケット）、熊元プロレス（紅しょうが）、ヤナギブソン（ザ・プラン9） | 大喜利・写真・ギャグ・モノマネ・モノボケ・1分トーク・歌・効果音                                             | ほんこん                       |                                                                                                 |
| 51                          | 3/2                         | 西田幸治（笑い飯）、村田秀亮（とろサーモン）、田中一彦（スーパーマラドーナ）、岩部彰（ミサイルマン）、こいで（シャンプーハット）、後藤淳平（ジャルジャル）、八木真澄（サバンナ）、プラス・マイナス、堂前透（ロングコートダディ） | 大喜利・写真・ギャグ・モノマネ・モノボケ・1分トーク・歌・過去                                               | 星田英利                       |                                                                                                 |
| 52                          | 3/9                         | 西田幸治（笑い飯）、馬場園梓（アジアン）、岩部彰（ミサイルマン）、市川義一（女と男）、コマンダンテ、村田秀亮（とろサーモン）、桑原雅人（トット）、堂前透（ロングコートダディ）、今井将人（ヒガシ逢ウサカ） | 大喜利・写真・ギャグ・モノマネ・モノボケ・1分トーク・歌・叫び                                               | 星田英利                       |                                                                                                 |
| 53                          | 3/16                        | 岩部彰（ミサイルマン）、八木真澄（サバンナ）、鰻和弘（銀シャリ）、ギャロップ、市川義一（女と男）、川原克己（天竺鼠）、稲田直樹（アインシュタイン）、祇園 | 大喜利・写真・ギャグ・モノマネ・モノボケ・1分トーク・歌・暗闇                                               | お〜い!久馬（ザ・プラン9）     |                                                                                                 |
| 54                          | 3/23                        | 西田幸治（笑い飯）、八木真澄（サバンナ）、こいで（シャンプーハット）、稲田直樹（アインシュタイン）、川原克己（天竺鼠）、原西孝幸（FUJIWARA）、真栄田賢（スリムクラブ）、駒場孝（ミルクボーイ）、堂前透（ロングコートダディ）、大須賀健剛（セルライトスパ） | 大喜利・写真・ギャグ・モノマネ・モノボケ・1分トーク・歌・寝言                                               | ケンドーコバヤシ               | グランドチャンピオン大会                                                                        |
| 55                          | 3/30                        | 木村卓寛（天津）、原西孝幸（FUJIWARA）、岩部彰（ミサイルマン）、ロングコートダディ、たくろう、鰻和弘（銀シャリ）、真栄田賢（スリムクラブ）、おばたのお兄さん | 大喜利・写真・ギャグ・モノマネ・モノボケ・1分トーク・歌・留守電                                             | お〜い!久馬（ザ・プラン9）     |                                                                                                 |
| 56                          | 4/6                         | 爆笑傑作選１時間SP | 爆笑傑作選１時間SP                                                                                          | 爆笑傑作選１時間SP             | 爆笑傑作選１時間SP                                                                              |
| 57                          | 4/13                        | ヤナギブソン（ザ・プラン9）、こいで（シャンプーハット）、スーパーマラドーナ、丸亀じゃんご、見取り図、コロコロチキチキペッパーズ | 大喜利・写真・ギャグ・モノマネ・モノボケ・1分トーク・歌・暗闇                                               | ほんこん                       |                                                                                                 |
| 58                          | 4/20                        | GAG、コロコロチキチキペッパーズ、岩部彰（ミサイルマン）、盛山晋太郎（見取り図）、田崎佑一（藤崎マーケット）、からし蓮根 | 大喜利・写真・ギャグ・モノマネ・モノボケ・1分トーク・歌・効果音                                             | 星田英利                       |                                                                                                 |
| 59                          | 4/27                        | 田崎佑一（藤崎マーケット）、竹若元博（バッファロー吾郎）、とろサーモン、スーパーマラドーナ、堂前透（ロングコートダディ）、ネゴシックス、市川義ー（女と男）、岩倉美里（蛙亭） | 大喜利・写真・ギャグ・モノマネ・モノボケ・1分トーク・歌・小窓                                               | お〜い!久馬（ザ・プラン9）     |                                                                                                 |
| 60                          | 5/4                         | 竹若元博（バッファロー吾郎）、岩部彰（ミサイルマン）、とろサーモン、堂前透（ロングコートダディ）、土肥ポン太、GAG、ネゴシックス | 大喜利・写真・ギャグ・モノマネ・モノボケ・1分トーク・歌・小窓                                               | お〜い!久馬（ザ・プラン9）     |                                                                                                 |
| 61                          | 5/11                        | 三浦マイルド、コウテイ、原西孝幸（FUJIWARA）、西田幸治（笑い飯）、西森洋一（モンスターエンジン）、前野悠介（クロスバー直撃）、大須賀健剛（セルライトスパ）、木﨑太郎（祇園）、熊元プロレス（紅しょうが） | 大喜利・写真・ギャグ・モノマネ・モノボケ・1分トーク・歌・暗闇                                               | ほんこん                       |                                                                                                 |
| 62                          | 5/18                        | 西田幸治（笑い飯）、原西孝幸（FUJIWARA）、こいで（シャンプーハット）、スーパーマラドーナ、たかし（トレンディエンジェル）、ギャロップ、堂前透（ロングコートダディ）、爆ノ介 | 大喜利・写真・ギャグ・モノマネ・モノボケ・1分トーク・歌・寝言                                               | ほんこん                       |                                                                                                 |
| 63                          | 5/25                        | ますみ（天才ピアニスト）、さや香、大須賀健剛（セルライトスパ）、こいで（シャンプーハット）、哲夫（笑い飯）、三浦マイルド、アインシュタイン、堂前透（ロングコートダディ） | 大喜利・写真・ギャグ・モノマネ・モノボケ・1分トーク・歌・小窓                                               | お〜い!久馬（ザ・プラン9）     |                                                                                                 |
| 64                          | 6/3                         | 哲夫（笑い飯）、たかし（トレンディエンジェル）、岩部彰（ミサイルマン）、ギャロップ、ヤーマン亭ポゥポゥ、桑原雅人（トット）、阪本（マユリカ）、スリムクラブ | 大喜利・写真・ギャグ・モノマネ・モノボケ・1分トーク・歌・効果音                                             | お〜い!久馬（ザ・プラン9）     |                                                                                                 |
| 65                          | 6/8                         | 佐藤哲夫（パンクブーブー）、西田幸治（笑い飯）、桑原雅人（トット）、こいで（シャンプーハット）、ヤナギブソン（ザ・プラン9）、おいでやす小田、赤木裕（たくろう）、盛山晋太郎（見取り図）、令和喜多みな実 | 大喜利・写真・ギャグ・モノマネ・モノボケ・1分トーク・歌・効果音                                             | ほんこん                       |                                                                                                 |
| 66                          | 6/15                        | バイク川崎バイク、こがけん、西田幸治（笑い飯）、おいでやす小田、稲田直樹（アインシュタイン）、馬場園梓（アジアン）、こいで（シャンプーハット）、堂前透（ロングコートダディ）、ニッポンの社長 | 大喜利・写真・ギャグ・モノマネ・モノボケ・1分トーク・歌・CM前                                               | お〜い!久馬（ザ・プラン9）     |                                                                                                 |
| 67                          | 6/24                        | 哲夫（笑い飯）、稲田直樹（アインシュタイン）、トータルテンボス、スーパーマラドーナ、見取り図、堂前透（ロングコートダディ）、萌々（爛々） | 大喜利・写真・ギャグ・モノマネ・モノボケ・1分トーク・歌・寝言                                               | お〜い!久馬（ザ・プラン9）     |                                                                                                 |
| 68                          | 7/1                         | 哲夫（笑い飯）、馬場園梓（アジアン）、堂前透（ロングコートダディ）、ますみ（天才ピアニスト）、馬と魚、こがけん、藤本聖（ジュリエッタ）、バイク川崎バイク、マヂカルラブリー | 大喜利・写真・ギャグ・モノマネ・モノボケ・1分トーク・歌・小窓                                               | ハイヒールリンゴ               |                                                                                                 |
| 69                          | 7/8                         | 哲夫（笑い飯）、ヤナギブソン（ザ・プラン9）、銀シャリ、藤本聖（ジュリエッタ）、天竺鼠、天才ピアニスト、稲田直樹（アインシュタイン） | 大喜利・写真・ギャグ・モノマネ・モノボケ・1分トーク・歌・叫び                                               | ほんこん                       |                                                                                                 |
| 70                          | 7/13                        | 笑い飯、銀シャリ、八木真澄（サバンナ）、さや香、安場泰介（丸亀じゃんご）、川原克己（天竺鼠）、なかやまきんに君 | 大喜利・写真・ギャグ・モノマネ・モノボケ・1分トーク・歌・小窓                                               | ほんこん                       |                                                                                                 |
| 71                          | 7/20                        | なかやまきんに君、こいで（シャンプーハット）、西田幸治（笑い飯）、レギュラー、赤木裕（たくろう）、堂前透（ロングコートダディ）、Dr.ハインリッヒ、桑原雅人（トット） | 大喜利・写真・ギャグ・モノマネ・モノボケ・1分トーク・歌・効果音                                             | 品川祐（品川庄司）             |                                                                                                 |
| 72                          | 7/27                        | 八木真澄（サバンナ）、堂前透（ロングコートダディ）、岩部彰（ミサイルマン）、吉田たち、レギュラー、大東翔生（ダブルヒガシ）、きむきむ（パーティーパーティー）、ウーイェイよしたか（スマイル） | 大喜利・写真・ギャグ・モノマネ・モノボケ・1分トーク・歌・寝言                                               | お〜い!久馬（ザ・プラン9）     |                                                                                                 |
| 73                          | 8/3                         | R藤本、堂前透（ロングコートダディ）、ヤナギブソン（ザ・プラン9）、こいで（シャンプーハット）、コウテイ、スーパーマラドーナ、永見大吾（カベポスター）、桑原雅人（トット） | 大喜利・写真・ギャグ・モノマネ・モノボケ・1分トーク・歌・効果音                                             | ほんこん                       |                                                                                                 |
| 74                          | 8/10                        | R藤本、スーパーマラドーナ、西森洋一（モンスターエンジン）、今井将人（ヒガシ逢ウサカ）、インディアンス、大須賀健剛（セルライトスパ）、プラス・マイナス | 大喜利・写真・ギャグ・モノマネ・モノボケ・1分トーク・歌・小窓                                               | 星田英利                       |                                                                                                 |
| 75                          | 8/17                        | ななまがり、西田幸治（笑い飯）、田崎佑一（藤崎マーケット）、堂前透（ロングコートダディ）、佐藤哲夫（パンクブーブー）、村田秀亮（とろサーモン）、市川義一（女と男）、プラス・マイナス | 大喜利・写真・ギャグ・モノマネ・モノボケ・1分トーク・歌・原西                                               | お〜い!久馬（ザ・プラン9）     | 笑い飯西田が20回目の座王を獲得。                                                                |
| 76                          | 8/24                        | 西田幸治（笑い飯）、稲田直樹（アインシュタイン）、熊元プロレス（紅しょうが）、田崎佑一（藤崎マーケット)、佐藤哲夫（パンクブーブー) 、インデイアンス、きむきむ（パーティーパーティー）、岩部彰（ミサイルマン）、西森洋一（モンスターエンジン） | 大喜利・写真・ギャグ・モノマネ・モノボケ・1分トーク・歌・小窓                                               | お〜い!久馬（ザ・プラン9）     |                                                                                                 |
| 77                          | 8/31                        | 2丁拳銃、八木真澄（サバンナ）、林健（ギャロップ）、なかやまきんに君、西森洋一（モンスターエンジン）、ダブルアート、堂前透（ロングコートダディ）、きむきむ（パーティーパーティー） | 大喜利・写真・ギャグ・モノマネ・モノボケ・1分トーク・歌・効果音                                             | ほんこん                       |                                                                                                 |
| 78                          | 9/7                         | 竹若元博（バッファロー吾郎）、2丁拳銃、中山功太、岩部彰（ミサイルマン）、西森洋一（モンスターエンジン）、藤本聖（ジュリエッタ）、堂前透（ロングコートダディ）、阪本（マユリカ）、岩倉美里（蛙亭） | 大喜利・写真・ギャグ・モノマネ・モノボケ・1分トーク・歌・小窓                                               | お〜い!久馬（ザ・プラン9）     |                                                                                                 |
| 79                          | 9/14                        | R藤本、田崎佑一（藤崎マーケット）、スーパーマラドーナ、木﨑太郎（祇園）、なかやまきんに君、八木真澄（サバンナ）、竹若元博（バッファロー吾郎）、周平魂（ツートライブ）、盛山晋太郎（見取り図） | 大喜利・写真・ギャグ・モノマネ・モノボケ・1分トーク・歌・寝言                                               | お〜い!久馬（ザ・プラン9）     |                                                                                                 |
| 80                          | 9/21                        | 西田幸治（笑い飯）、R藤本、中山功太、スーパーマラドーナ、エンペラー、赤木裕（たくろう）、岩部彰（ミサイルマン）、ヤナギブソン（ザ・プラン9） | 大喜利・写真・ギャグ・モノマネ・モノボケ・1分トーク・歌・叫び                                               | 浅越ゴエ（ザ・プラン9）        | 笑い飯西田が100勝を達成。                                                                       |
| 81                          | 9/28                        | さや香、堂前透（ロングコートダディ）、佐久間一行、もう中学生、シカゴ実業、ウーイェイよしたか（スマイル）、鰻和弘（銀シャリ）、岩部彰（ミサイルマン） | 大喜利・写真・ギャグ・モノマネ・モノボケ・1分トーク・歌・小窓                                               | お〜い!久馬（ザ・プラン9）     |                                                                                                 |
| 82                          | 10/5                        | ギャロップ、赤木裕（たくろう）、ますみ（天才ピアニスト）、鬼越トマホーク、西森洋一（モンスターエンジン）、田崎佑一（藤崎マーケット）、アインシュタイン | 大喜利・写真・ギャグ・モノマネ・モノボケ・1分トーク・歌・叫び                                               | お〜い!久馬（ザ・プラン9）     |                                                                                                 |
| 83                          | 10/12                       | 西田幸治（笑い飯）、岩部彰（ミサイルマン）、西森洋一（モンスターエンジン）、鰻和弘（銀シャリ）、田崎佑一（藤崎マーケット）、R藤本、桑原雅人（トット）、稲田直樹（アインシュタイン）、盛山晋太郎（見取り図）、堂前透（ロングコートダディ） | 大喜利・写真・ギャグ・モノマネ・モノボケ・1分トーク・歌・お告げ                                             | 小杉竜一（ブラックマヨネーズ） | チャンピオン大会45分SP この回から、笑い飯西田がゴールドビブスを着用。                           |
| 84                          | 10/19                       | 西田幸治（笑い飯）、八木真澄（サバンナ）、カベポスター、ZAZY、藤本聖（ジュリエッタ）、若井おさむ、R藤本、村田秀亮（とろサーモン）、盛山晋太郎（見取り図） | 大喜利・写真・ギャグ・モノマネ・モノボケ・1分トーク・歌・寝言                                               | 小杉竜一（ブラックマヨネーズ） |                                                                                                 |
| 85                          | 10/26                       | 原西孝幸（FUJIWARA）、八木真澄（サバンナ）、こいで（シャンプーハット）、こがけん、うるとらブギーズ、木﨑太郎（祇園）、新山（さや香）、ビスケットブラザーズ | 大喜利・写真・ギャグ・モノマネ・モノボケ・1分トーク・歌・ジェスチャー                                       | ほんこん                       |                                                                                                 |
| 86                          | 11/2                        | レギュラー、村上健志（フルーツポンチ）、コウテイ、R藤本、椿鬼奴、堂前透（ロングコートダディ）、竹若元博（バッファロー吾郎）、阪本（マユリカ） | 大喜利・写真・ギャグ・モノマネ・モノボケ・1分トーク・歌・効果音                                             | お〜い!久馬（ザ・プラン9）     |                                                                                                 |
| 87                          | 11/9                        | こがけん、田崎佑一（藤崎マーケット）、西田幸治（笑い飯）、R藤本、佐久間一行、真べぇ（ダブルアート）、村上健志（フルーツポンチ）、竹若元博（バッファロー吾郎）、藤本聖（ジュリエッタ）、西森洋一（モンスターエンジン） | 大喜利・写真・ギャグ・モノマネ・モノボケ・1分トーク・歌・キス                                               | お〜い!久馬（ザ・プラン9）     |                                                                                                 |
| 88                          | 11/16                       | ピスタチオ、スーパーマラドーナ、西森洋一（モンスターエンジン）、田崎佑一（藤崎マーケット）、椿鬼奴、堂前透（ロングコートダディ）、きむきむ（パーティーパーティー）、佐久間一行 | 大喜利・写真・ギャグ・モノマネ・モノボケ・1分トーク・歌・お告げ                                             | 後藤輝基（フットボールアワー） |                                                                                                 |
| 89                          | 11/30                       | プラス・マイナス、堂前透（ロングコートダディ）、吉田裕、田渕章裕（インディアンス）、ヤナギブソン（ザ・プラン9）、R藤本、椿鬼奴、赤木裕（たくろう）、酒井藍 | 大喜利・写真・ギャグ・モノマネ・モノボケ・1分トーク・歌・効果音                                             | 藤本敏史（FUJIWARA)            |                                                                                                 |
| 90                          | 12/7                        | 西田幸治（笑い飯）、ワッキー（ペナルティ）、徳井健太（平成ノブシコブシ）、もう中学生、田渕章裕（インディアンス）、酒井藍、阪本（マユリカ）、椿鬼奴、堂前透（ロングコートダディ）、吉田裕 | 大喜利・写真・ギャグ・モノマネ・モノボケ・1分トーク・歌・キス                                               | お〜い!久馬（ザ・プラン9）     |                                                                                                 |
| 91                          | 12/14                       | トータルテンボス、新山（さや香）、紅しょうが、佐久間一行、プラス・マイナス、岩部彰（ミサイルマン）、もう中学生 | 大喜利・写真・ギャグ・モノマネ・モノボケ・1分トーク・歌・小窓                                               | お〜い!久馬（ザ・プラン9）     |                                                                                                 |
| 92                          | 12/21                       | 西田幸治（笑い飯）、岩部彰（ミサイルマン）、ますみ（天才ピアニスト）、ロックンロールブラザーズ、ワッキー（ペナルティ）、R藤本、徳井健太（平成ノブシコブシ）、佐久間一行、大須賀健剛（セルライトスパ） | 大喜利・写真・ギャグ・モノマネ・モノボケ・1分トーク・歌・ちゃぶ台                                           | 浅越ゴエ(ザ・プラン9)          | 笑い飯西田が、1回戦の歌対決でミサイルマン岩部に敗れ、最大連勝記録・最大個人連覇記録がストップ。 |

| 2020年（令和2年） | 2020年（令和2年） | 2020年（令和2年） | 2020年（令和2年）                                                                               | 2020年（令和2年）              | 2020年（令和2年）                                                                                |
| 回                | 放送日            | プレイヤー | お題                                                                                            | 審査委員長                     | 備考                                                                                             |
| ----------------- | ----------------- | --- | ----------------------------------------------------------------------------------------------- | ------------------------------ | ------------------------------------------------------------------------------------------------ |
| 93                | 1/2               | 西田幸治（笑い飯）、霜降り明星、R藤本、狩野英孝、堂前透（ロングコートダディ）、田島直弥（アイデンティティ）、ウド鈴木（キャイ～ン）、原西孝幸（FUJIWARA）、西森洋一（モンスターエンジン）、岩部彰（ミサイルマン）、加藤歩（ザブングル）、お〜い!久馬（ザ・プラン9）、ハリウッドザコシショウ、Mr.シャチホコ、ジミー大西、飯尾和樹（ずん）、鰻和弘（銀シャリ）、田崎佑一（藤崎マーケット）、トム・ブラウン、岩尾望（フットボールアワー）、カミナリ、トレンディエンジェル、薄幸（納言）、平野ノラ、川原克己（天竺鼠）、紺野ぶるま | 大喜利・写真・ギャグ・モノマネ・モノボケ・1分トーク・歌・キス・効果音・叫び・お告げ・小窓・初詣 | 板尾創路                       | 超豪華!人気芸人30人!!新春即興王SP                                                                |
| 94                | 1/11              | 30人!新春即興王SP 未公開編 | 30人!新春即興王SP 未公開編                                                                      | 30人!新春即興王SP 未公開編     | 30人!新春即興王SP 未公開編                                                                       |
| 95                | 1/18              | 西田幸治（笑い飯）、ラニーノーズ、R藤本、桑原雅人（トット）、からし蓮根、セルライトスパ、きむきむ（パーティーパーティー） | 大喜利・写真・ギャグ・モノマネ・モノボケ・1分トーク・歌・叫び                                   | 星田英利                       |                                                                                                  |
| 96                | 1/25              | バイク川崎バイク、村上健志（フルーツポンチ）、しずる、西森洋一（モンスターエンジン）、R藤本、プラス・マイナス、コウテイ | 大喜利・写真・ギャグ・モノマネ・モノボケ・1分トーク・歌・神社                                   | お〜い!久馬（ザ・プラン9）     |                                                                                                  |
| 97                | 2/8               | 西田幸治（笑い飯）、ヤナギブソン（ザ・プラン9）、岩部彰（ミサイルマン）、岩倉美里（蛙亭）、アントニー（マテンロウ）、植野行雄（デニス）、ミルクボーイ、ガリットチュウ | 大喜利・写真・ギャグ・モノマネ・モノボケ・1分トーク・歌・効果音                                 | ハイヒールリンゴ               |                                                                                                  |
| 98                | 2/15              | すゑひろがりず、オズワルド、原西孝幸（FUJIWARA）、ワッキー（ペナルティ）、永野、クロちゃん（安田大サーカス）、八木真澄（サバンナ）、ヤナギブソン（ザ・プラン9） | 大喜利・写真・ギャグ・モノマネ・モノボケ・1分トーク・歌・効果音                                 | ほんこん                       |                                                                                                  |
| 99                | 2/15              | 西田幸治（笑い飯）、西森洋一（モンスターエンジン）、スリムクラブ、松浦景子、スーパーマラドーナ、藤本聖（ジュリエッタ）、永野、岩井ジョニ男（イワイガワ） | 大喜利・写真・ギャグ・モノマネ・モノボケ・1分トーク・歌・キス                                   | 品川祐（品川庄司）             |                                                                                                  |
| 100               | 2/22              | 西田幸治（笑い飯）、田崎佑一（藤崎マーケット）、堂前透（ロングコートダディ）、クロちゃん（安田大サーカス）、薄幸（納言）、岩部彰（ミサイルマン）、すゑひろがりず、見取り図 | 大喜利・写真・ギャグ・モノマネ・モノボケ・1分トーク・歌・叫び                                   | ほんこん                       | 放送100回記念大会SP                                                                              |
| 101               | 2/19              | THIS IS 岡下（THIS IS パン）、津田篤宏（ダイアン）、こいで（シャンプーハット）、ギャロップ、さや香、薄幸（納言）、岩井ジョニ男（イワイガワ）、きむきむ（パーティーパーティー） | 大喜利・写真・ギャグ・モノマネ・モノボケ・1分トーク・歌・キス                                   | 藤本敏史（FUJIWARA)            |                                                                                                  |
| 102               | 3/7               | 西田幸治（笑い飯）、サンシャイン池崎、AMEMIYA、アントニー（マテンロウ）、植野行雄（デニス）、りんごちゃん、狩野英孝、村上健志（フルーツポンチ）、ハリウッドザコシショウ、松浦景子、川村エミコ（たんぽぽ）、R藤本、紺野ぶるま、ヤナギブソン（ザ・プラン９）、岩部彰（ミサイルマン） | 大喜利・写真・ギャグ・モノマネ・モノボケ・1分トーク・歌・効果音・キス・死に際                   | 小杉竜一（ブラックマヨネーズ） | 人気芸人15人!春の1時間SP                                                                         |
| 103               | 3/14              | 西田幸治（笑い飯）、市川義一（女と男）、しずる、すゑひろがりず、堂前透（ロングコートダディ）、オジンオズボーン、周平魂（ツートライブ） | 大喜利・写真・ギャグ・モノマネ・モノボケ・1分トーク・歌・神社                                   | 宮川大輔                       | 笑い飯西田が30回目の座王を獲得。                                                                 |
| 104               | 3/21              | ゴー☆ジャス、八木真澄（サバンナ）、コウテイ、ニューヨーク、狩野英孝、プラス・マイナス、桑原雅人（トット） | 大喜利・写真・ギャグ・モノマネ・モノボケ・1分トーク・歌・中継                                   | 宮川大輔                       |                                                                                                  |
| 105               | 3/28              | 馬場園梓（アジアン）、ダンディ坂野、西森洋一（モンスターエンジン）、R藤本、プラス・マイナス、大須賀健剛（セルライトスパ）、平野ノラ、さや香 | 大喜利・写真・ギャグ・モノマネ・モノボケ・1分トーク・歌・小窓                                   | ほんこん                       |                                                                                                  |
| 106               | 4/4               | 西田幸治（笑い飯）、佐久間一行、おいでやす小田、ヒューマン中村、野田クリスタル（マヂカルラブリー）、守谷日和、すゑひろがりず、ますみ（天才ピアニスト）、小島よしお | 大喜利・写真・ギャグ・モノマネ・モノボケ・1分トーク・歌・効果音                                 | くっきー!（野性爆弾）          | 鬼・西田 VS R-1芸人SP                                                                            |
| 107               | 4/11              | 西田幸治（笑い飯）、岩部彰（ミサイルマン）、池田一真（しずる）、木﨑太郎（祇園）、稲田直樹（アインシュタイン）、Mr.シャチホコ、からし蓮根、コウテイ | 大喜利・写真・ギャグ・モノマネ・モノボケ・1分トーク・歌・中継                                   | くっきー!（野性爆弾）          |                                                                                                  |
| 108               | 4/18              | 田中一彦（スーパーマラドーナ）、モンスターエンジン、野田クリスタル（マヂカルラブリー）、池田一真（しずる）、白鳥久美子（たんぽぽ）、神奈月、堂前透（ロングコートダディ）、ラニーノーズ | 大喜利・写真・ギャグ・モノマネ・モノボケ・1分トーク・歌・神社                                   | 遠藤章造（ココリコ）           |                                                                                                  |
| 109               | 4/25              | 市川義一（女と男）、狩野英孝、R藤本、桑原雅人（トット）、すゑひろがりず、金属バット、あばれる君、きむきむ（パーティーパーティー） | 大喜利・写真・ギャグ・モノマネ・モノボケ・1分トーク・歌・死に際                                 | 遠藤章造（ココリコ）           |                                                                                                  |
| 110               | 5/9               | 西田幸治（笑い飯） |                                                                                                 |                                | 鬼・西田の爆笑ネタ55連発SP                                                                       |
| 111               | 5/23              | 座王歌謡祭2020 | 座王歌謡祭2020                                                                                  | 座王歌謡祭2020                 | 座王歌謡祭2020                                                                                   |
| 112               | 5/30              | R藤本 |                                                                                                 |                                | 座王ベジータ外伝（R藤本の傑作選） アイデンティティ田島が野沢雅子のモノマネでナレーションを担当。 |
| 113               | 6/6               | Aグループ 岩部彰（ミサイルマン）、西田幸治（笑い飯）、阪本（マユリカ）、西森洋一（モンスターエンジン）、松浦景子 Bグループ コウテイ、今井将人（ヒガシ逢ウサカ）、田崎佑一（藤崎マーケット）、堂前透（ロングコートダディ） | 大喜利・写真・ギャグ・モノマネ・モノボケ・1分トーク・歌・叫び                                   | くっきー!（野性爆弾）          | グループ勝ち抜き方式対戦 リモートSP                                                              |
| 114               | 6/13              | Aグループ 堂前透（ロングコートダディ）、西田幸治（笑い飯）、市川義一（女と男）、周平魂（ツートライブ）、大須賀健剛（セルライトスパ） Bグループ 岩部彰（ミサイルマン）、八木真澄（サバンナ）、ヤナギブソン（ザ・プラン9）、西森洋一（モンスターエンジン）、木﨑太郎（祇園） | 大喜利・写真・ギャグ・モノマネ・モノボケ・1分トーク・歌・神社                                   | くっきー!（野性爆弾）          |                                                                                                  |
| 115               | 6/20              | ものまね座王 傑作選 | ものまね座王 傑作選                                                                             | ものまね座王 傑作選            | ものまね座王 傑作選                                                                              |
| 116               | 6/27              | Aグループ 森田哲矢（さらば青春の光）、R藤本、加藤歩（ザブングル）、松浦景子、池田一真（しずる） Bグループ 3時のヒロイン、大須賀健剛（セルライトスパ）、田崎佑一（藤崎マーケット） | 大喜利・写真・ギャグ・モノマネ・モノボケ・1分トーク・歌・中継                                   | 剛（中川家）                   |                                                                                                  |
| 117               | 7/4               | Aグループ 田中一彦（スーパーマラドーナ）、加藤歩（ザブングル）、西田幸治（笑い飯）、ラニーノーズ Bグループ 阿佐ヶ谷姉妹、3時のヒロイン | 大喜利・写真・ギャグ・モノマネ・モノボケ・1分トーク・歌・効果音                                 | 剛（中川家）                   |                                                                                                  |
| 118               | 7/11              | Aグループ 岩部彰（ミサイルマン）、R藤本、池田一真（しずる）、阪本（マユリカ）、堂前透（ロングコートダディ） Bグループ ヤナギブソン（ザ・プラン9）、ナダル（コロコロチキチキペッパーズ）、コウテイ、守谷日和 | 大喜利・写真・ギャグ・モノマネ・モノボケ・1分トーク・歌・神社                                   | ほんこん                       |                                                                                                  |
| 119               | 7/18              | Aグループ 市川義一（女と男）、西田幸治（笑い飯）、ナダル（コロコロチキチキペッパーズ）、阿佐ヶ谷姉妹 Bグループ 森田哲矢（さらば青春の光）、モンスターエンジン、タナからイケダ | 大喜利・写真・ギャグ・モノマネ・モノボケ・1分トーク・歌・魔王                                   | ほんこん                       |                                                                                                  |
| 120               | 7/25              | Aグループ トム・ブラウン、馬場園梓（アジアン）、R藤本、原西孝幸（FUJIWARA） Bグループ 佐久間一行、村上健志（フルーツポンチ）、田中一彦（スーパーマラドーナ）、さや香 | 大喜利・写真・ギャグ・モノマネ・モノボケ・1分トーク・歌・中継                                   | 礼二（中川家）                 |                                                                                                  |
| 121               | 8/1               | Aグループ 堂前透（ロングコートダディ）、村上健志（フルーツポンチ）、西田幸治（笑い飯)、池田一真（しずる）、田崎佑一（藤崎マーケット） Bグループ オジンオズボーン、コロコロチキチキペッパーズ、松浦景子 | 大喜利・写真・ギャグ・モノマネ・モノボケ・1分トーク・歌・神社                                   | 礼二（中川家）                 |                                                                                                  |
| 122               | 8/8               | Aグループ 馬場園梓（アジアン）、コロコロチキチキペッパーズ、八木真澄（サバンナ）、池田一真（しずる） Bグループ 佐久間一行、トム・ブラウン、真べぇ（ダブルアート）、阪本（マユリカ） | 大喜利・写真・ギャグ・モノマネ・モノボケ・1分トーク・歌・死に際                                 | 兵動大樹（矢野・兵動）         |                                                                                                  |
| 123               | 8/15              | Aグループ 西田幸治（笑い飯）、オジンオズボーン、岩部彰（ミサイルマン）、西森洋一（モンスターエンジン） Bグループ R藤本、矢野勝也（矢野・兵動）、大林健二（モンスターエンジン）、きむきむ（パーティーパーティー）、市川義一（女と男） | 大喜利・写真・ギャグ・モノマネ・モノボケ・1分トーク・歌・魔王                                   | 兵動大樹（矢野・兵動）         |                                                                                                  |
| 124               | 8/22              | Aグループ 西田幸治（笑い飯）、カミナリ、稲田直樹（アインシュタイン）、守谷日和 Bグループ 阪本（マユリカ）、田崎佑一（藤崎マーケット）、川原克己（天竺鼠）、からし蓮根 | 大喜利・写真・ギャグ・モノマネ・モノボケ・1分トーク・歌・すりガラス                             | 岩尾望（フットボールアワー）   |                                                                                                  |
| 125               | 8/29              | Aグループ R藤本、稲田直樹（アインシュタイン）、狩野英孝、鬼越トマホーク Bグループ カミナリ、堂前透（ロングコートダディ）、岩部彰（ミサイルマン）、松浦景子 | 大喜利・ギャグ・モノマネ・モノボケ・1分トーク・歌・神社・メンチ                                 | お〜い!久馬（ザ・プラン9）     | R藤本が10回目の座王を獲得。                                                                      |
| 126               | 9/5               | 関東グループ 村上健志（フルーツポンチ）、池田一真（しずる）、チャンス大城、狩野英孝、加藤歩（ザブングル） 関西グループ 市川義一（女と男）、木﨑太郎（祇園）、田中一彦（スーパーマラドーナ）、下田真生（コウテイ）、周平魂（ツートライブ） | 大喜利・モノマネ・ギャグ・モノボケ・1分トーク・歌・効果音・中継                                 | 西田幸治（笑い飯）             | 最弱は誰だ!? 土下座王45分SP                                                                      |
| 127               | 9/12              | Aグループ ハリウッドザコシショウ、西田幸治（笑い飯）、浅越ゴエ（ザ・プラン9）、加藤歩（ザブングル）、ヤナギブソン(ザ・プラン9） Bグループ 川原克己（天竺鼠）、R藤本、西森洋一（モンスターエンジン）、岩部彰（ミサイルマン）、堂前透（ロングコートダディ） | 大喜利・写真・ギャグ・モノマネ・モノボケ・1分トーク・歌・魔王                                   | 岩尾望（フットボールアワー）   |                                                                                                  |
| 128               | 9/19              | Aグループ 団長（安田大サーカス）、RG（レイザーラモン）、すゑひろがりず、あばれる君 Bグループ こいで（シャンプーハット）、村上健志（フルーツポンチ）、岩部彰（ミサイルマン）、コウテイ | 大喜利・ギャグ・モノマネ・モノボケ・1分トーク・歌・中継・メンチ                                 | 藤本敏史（FUJIWARA）           |                                                                                                  |
| 129               | 9/26              | Aグループ チャンス大城、たんぽぽ、ビスケットブラザーズ Bグループ 村上健志（フルーツポンチ）、西田幸治（笑い飯）、西森洋一（モンスターエンジン）、阪本（マユリカ）、田崎佑一（藤崎マーケット） | 大喜利・ギャグ・モノマネ・モノボケ・1分トーク・歌・すりガラス・かるた                           | ほんこん                       |                                                                                                  |
| 130               | 10/3              | Aグループ レイザーラモン、団長（安田大サーカス）、たんぽぽ Bグループ 馬場園梓（アジアン）、空気階段、すゑひろがりず | 大喜利・叫び・ギャグ・モノマネ・モノボケ・1分トーク・歌・神社                                   | ほんこん                       |                                                                                                  |
| 131               | 10/10             | Aグループ タイムマシーン3号、西田幸治（笑い飯）、コウテイ Bグループ 馬場園梓（アジアン）、あばれる君、ヤナギブソン（ザ・プラン9）、堂前透（ロングコートダディ）、大須賀健剛（セルライトスパ） | 大喜利・写真・モノマネ・ギャグ・モノボケ・1分トーク・歌・お告げ                                 | お〜い!久馬（ザ・プラン9)      |                                                                                                  |
| 132               | 10/17             | Aグループ ニッポンの社長、薄幸（納言）、コウテイ Bグループ 村上健志（フルーツポンチ）、池田一真（しずる）、竹若元博（バッファロー吾郎）、田崎佑一（藤崎マーケット）、浅越ゴエ（ザ・プラン9） | 大喜利・ギャグ・モノマネ・モノボケ・1分トーク・歌・中継・効果音                                 | 藤本敏史（FUJIWARA）           |                                                                                                  |
| 133               | 10/24             | Aグループ 滝音、堂前透（ロングコートダディ）、川村エミコ（たんぽぽ）、西田幸治（笑い飯） Bグループ 馬場園梓（アジアン）、賀屋壮也（かが屋）、薄幸（納言）、加藤歩（ザブングル）、浅越ゴエ（ザ・プラン9） | 大喜利・ギャグ・モノマネ・モノボケ・1分トーク・かるた・土下座                                   | 藤本敏史（FUJIWARA）           |                                                                                                  |
| 134               | 10/31             | Aグループ ぼる塾、椿鬼奴、馬場園梓（アジアン） Bグループ 池田一真（しずる）、市川義一（女と男）、西森洋一（モンスターエンジン）、賀屋壮也（かが屋）、原西孝幸（FUJIWARA） | 大喜利・ギャグ・モノマネ・モノボケ・1分トーク・歌・神社・メンチ                                 | ほんこん                       |                                                                                                  |
| 135               | 11/7              | Aグループ 加藤歩（ザブングル）、西田幸治（笑い飯）、津田篤宏（ダイアン）、村上健志（フルーツポンチ）、椿鬼奴 Bグループ ぼる塾、川村エミコ（たんぽぽ）、岩部彰（ミサイルマン） | 大喜利・写真・モノマネ・ギャグ・モノボケ・1分トーク・歌・効果音・すりガラス                     | 兵動大樹（矢野・兵動）         |                                                                                                  |
| 136               | 11/14             | Aグループ 稲田直樹（アインシュタイン）、エイトブリッジ、川村エミコ（たんぽぽ）、八木真澄（サバンナ） Bグループ 坂本純一（GAG）、宮戸洋行（GAG）、西森洋一（モンスターエンジン）、ウーイェイよしたか（スマイル）、田崎佑一（藤崎マーケット） | 大喜利・ギャグ・モノマネ・モノボケ・1分トーク・歌・効果音・中継                                 | お〜い!久馬（ザ・プラン9）     |                                                                                                  |
| 137               | 11/21             | Aグループ アイクぬわら（超新塾）、アントニー（マテンロウ）、植野行雄（デニス）、R藤本、浅越ゴエ（ザ・プラン9） Bグループ エイトブリッジ、岩部彰（ミサイルマン）、さや香 | 大喜利・ギャグ・モノマネ・モノボケ・1分トーク・歌・お告げ・メンチ                               | 岩尾望（フットボールアワー）   |                                                                                                  |
| 138               | 11/29             | Aグループ 木村美穂（阿佐ヶ谷姉妹）、川村エミコ（たんぽぽ）、椿鬼奴、コウテイ、大須賀健剛（セルライトスパ） Bグループ 西田幸治（笑い飯）、R藤本、稲田直樹（アインシュタイン）、堂前透（ロングコートダディ）、阪本（マユリカ）、伊織（からし蓮根） | 大喜利・ギャグ・モノマネ・モノボケ・1分トーク・>歌・中継・メンチ・キス・土下座                  | 小杉竜一（ブラックマヨネーズ） | チャンピオン大会 45分SP                                                                          |
| 139               | 12/5              | Aグループ 阿佐ヶ谷姉妹、鬼越トマホーク、たかし（トレンディエンジェル） Bグループ 西田幸治（笑い飯）、田中一彦（スーパーマラドーナ）、宗安（チェリー大作戦）、坂本純一（GAG）、宮戸洋行（GAG） | 大喜利・写真・ギャグ・モノマネ・モノボケ・1分トーク・歌・すりガラス                             | 小杉竜一（ブラックマヨネーズ） | チェリー大作戦宗安は10月3日開催の座王スピンオフイベントで優勝しての出演。                        |
| 140               | 12/12             | 西田幸治（笑い飯）、さや香、R藤本、プラス・マイナス、ラランド、キャツミ、薄幸（納言） | 大喜利・ギャグ・モノマネ・モノボケ・1分トーク・歌・すりガラス・キス                             | 兵動大樹（矢野・兵動）         | イス取り復活SP（8ヵ月ぶり） キャツミは座王スピンオフイベントで準優勝しての出演。                 |
| 141               | 12/19             | 田崎佑一（藤崎マーケット)、堂前透（ロングコートダディ)、コウテイ、からし蓮根、ラランド、令和ロマン | 大喜利・ギャグ・モノマネ・モノボケ・1分トーク・歌・すりガラス・中継                             | 兵動大樹（矢野・兵動）         |                                                                                                  |

| 2021年（令和3年） | 2021年（令和3年） | 2021年（令和3年） | 2021年（令和3年） | 2021年（令和3年）              | 2021年（令和3年） |
| 回                | 放送日            | プレイヤー | お題 | 審査委員長                     | 備考 |
| ----------------- | ----------------- | --- | --- | ------------------------------ | --- |
| 142               | 1/2               | Aグループウド鈴木（キャイ～ン）、飯尾和樹（ずん）、くっきー!（野性爆弾）、西田幸治（笑い飯）、テツandトモ、おいでやす小田、こがけん、ゆりやんレトリィバァ、サーヤ（ラランド） Bグループハリウッドザコシショウ、板倉俊之（インパルス）、田島直弥（アイデンティティ）、R藤本、稲田直樹（アインシュタイン）、阿佐ヶ谷姉妹、キンタロー。、東京ホテイソン CグループCOWCOW、ロッシー（野性爆弾）、椿鬼奴、池田一真（しずる）、狩野英孝、村上健志（フルーツポンチ）、堂前透（ロングコートダディ）、はなしょー | Aグループ大喜利・ギャグ・モノボケ・歌・叫び・中継・初詣・土下座 Bグループギャグ・1分トーク・中継・モノボケ・大喜利・モノマネ・歌・効果音・キス Cグループ大喜利・歌・モノボケ・1分トーク・ギャグ・モノマネ・かるた・すりガラス・死に際 | 板尾創路                       | 超豪華!人気芸人30名!新春2時間SP |
| 143               | 1/9               | 座王新春SP 未公開スペシャル! | 座王新春SP 未公開スペシャル! | 座王新春SP 未公開スペシャル!   | 座王新春SP 未公開スペシャル! |
| 144               | 1/16              | 西田幸治（笑い飯）、おいでやす小田、こがけん、錦鯉、コウテイ、堂前透（ロングコートダディ）、はら（ゆにばーす）、ますみ（天才ピアニスト） | 大喜利・ギャグ・モノマネ・モノボケ・1分トーク・歌・効果音・中継 | お〜い!久馬（ザ・プラン9)      | ロングコートダディ堂前が10回目の座王を獲得。                                                                                             |
| 145               | 1/23              | 村上ショージ、西田幸治（笑い飯）、岩井ジョニ男（イワイガワ）、関太（タイムマシーン3号）、ツートライブ、コウテイ、大須賀健剛（セルライトスパ）、赤木裕（たくろう） | 大喜利・ギャグ・モノマネ・モノボケ・1分トーク・歌・土下座・メンチ | ほんこん                       | |
| 146               | 1/30              | 村上ショージ、椿鬼奴、岩部彰（ミサイルマン）、西森洋一（モンスターエンジン）、市川義ー（女と男）、池田一真（しずる）、村上健志（フルーツポンチ）、白鳥久美子（たんぽぽ）、チェリー吉武、阪本（マユリカ） | 大喜利・ギャグ・モノマネ・モノボケ・1分トーク・歌・死に際・中継 | 藤本敏史（FUJIWARA）           | |
| 147               | 2/6               | 西田幸治（笑い飯）、馬場園梓（アジアン）、岩部彰（ミサイルマン）、アルコ&ピース、高木晋哉（ジョイマン）、守谷日和、滝音、キャツミ | 大喜利・ギャグ・モノマネ・モノボケ・1分トーク・歌・写真・タクシー | ほんこん                       | 笑い飯西田が40回目の座王を獲得。 |
| 148               | 2/13              | 八木真澄（サバンナ）、ヤナギブソン（ザ・プラン9）、馬場園梓（アジアン）、おいでやす小田、こがけん、稲田直樹（アインシュタイン）、周平魂（ツートライブ）、堂前透（ロングコートダディ）、コウテイ | 大喜利・ギャグ・モノマネ・1分トーク・モノボケ・歌・中継・キス | お〜い!久馬（ザ・プラン9）     | |
| 149               | 2/20              | 八木真澄（サバンナ）、ヤナギブソン（ザ・プラン9）、錦鯉、岩部彰（ミサイルマン）、モンスターエンジン、稲田直樹（アインシュタイン）、永見大吾（カベポスター）、キャツミ | 大喜利・ギャグ・モノマネ・モノボケ・歌・1分トーク・土下座・メンチ | ほんこん                       | ジョイマン高木が出演予定だったが、2本前の収録のみの参加と勘違いして帰ってしまい、急遽サバンナ八木が参戦した。                            |
| 150               | 2/27              | 西森洋一（モンスターエンジン）、池田一真（しずる）、R藤本、ロングコートダディ、きむきむ（パーティーパーティー）、からし蓮根、都築拓紀（四千頭身）、サーヤ（ラランド） | 大喜利・ギャグ・モノマネ・モノボケ・歌・1分トーク・中継・土下座 | 藤本敏史（FUJIWARA）           | |
| 151               | 3/6               | 西田幸治（笑い飯）、岩部彰（ミサイルマン）、R藤本、村上健志（フルーツポンチ）、今井らいぱち、熊元プロレス（紅しょうが）、レインボー、ウエストランド | 大喜利・ギャグ・モノマネ・モノボケ・歌・1分トーク・効果音・死に際 | 兵動大樹（矢野・兵動）         | |
| 152               | 3/13              | 浅越ゴエ（ザ・プラン9）、西田幸治（笑い飯）、大須賀健剛（セルライトスパ）、Everybody、コウテイ、キャツミ、都築拓紀（四千頭身）、サーヤ（ラランド） | 大喜利・ギャグ・モノマネ・モノボケ・歌・1分トーク・メンチ・キス | 藤本敏史（FUJIWARA）           | |
| 153               | 3/20              | ヤナギブソン（ザ・プラン9）、市川義一（女と男）、池田一真（しずる）、滝音、村上健志（フルーツポンチ）、コウテイ、ウエストランド | 大喜利・ギャグ・モノマネ・モノボケ・歌・1分トーク・中継・絶望 | 兵動大樹（矢野・兵動）         | オープニングでのやり取りから、今回も敗戦した土下座王の女と男市川が当番組限定で「女と土下男の土下男」と改名した。                         |
| 154               | 3/27              | 村上ショージ、ヤナギブソン（ザ・プラン9）、加藤歩（ザブングル）、田崎佑一（藤崎マーケット）、池田一真（しずる）、内海崇（ミルクボーイ）、Everybody、賀屋壮也（かが屋）、ほしのディスコ（パーパー） | 大喜利・ギャグ・モノマネ・モノボケ・歌・1分トーク・中継・土下座 | 小杉竜一（ブラックマヨネーズ） | |
| 155               | 4/2               | 西田幸治（笑い飯）、西森洋一（モンスターエンジン）、ぼる塾、ほしのディスコ（パーパー）、加藤歩、キャツミ、からし蓮根 | 大喜利・ギャグ・モノマネ・モノボケ・歌・1分トーク・中継・メンチ | くっきー!（野性爆弾）          | 放送時間が土曜（金曜深夜）に移動。 |
| 156               | 4/9               | 浅越ゴエ（ザ・プラン9）、川村エミコ（たんぽぽ）、堂前透（ロングコートダディ）、kento fukaya、ZAZY、コウテイ、きりやはるか（ぼる塾）、田辺智加（ぼる塾）、賀屋壮也（かが屋） | 大喜利・ギャグ・モノマネ・モノボケ・歌・1分トーク・キス・死に際 | くっきー!（野性爆弾）          | |
| 157               | 4/16              | 村上ショージ、八木真澄（サバンナ）、浅越ゴエ（ザ・プラン9）、西田幸治（笑い飯）、岩部彰（ミサイルマン）、川村エミコ（たんぽぽ）、池田一真（しずる）、村上健志（フルーツポンチ）、駒場孝（ミルクボーイ）、大須賀健剛（セルライトスパ） | 大喜利・ギャグ・モノマネ・モノボケ・歌・1分トーク・メンチ・井戸 | 小杉竜一（ブラックマヨネーズ） | チャンピオン大会 |
| 158               | 4/23              | 島田珠代、飯尾和樹（ずん）、浅越ゴエ（ザ・プラン9）、バービー（フォーリンラブ）、空気階段、隣人、コウテイ | 大喜利・ギャグ・モノマネ・モノボケ・歌・1分トーク・メンチ・キス | 礼二（中川家）                 | |
| 159               | 4/30              | 飯尾和樹（ずん）、西田幸治（笑い飯）、市川義一（女と男）、もう中学生、R藤本、村上健志（フルーツポンチ）、バービー（フォーリンラブ）、ナダル（コロコロチキチキペッパーズ）、エルフ | 大喜利・ギャグ・モノマネ・モノボケ・歌・1分トーク・効果音・井戸 | ケンドーコバヤシ               | 笑い飯西田が200勝を達成し、ブラックビブスを着用。 女と男市川がフルーツポンチ村上に勝利し、「土下男」の返上と通常ビブスの復活を果たした。 |
| SP                | 5/4               | ウド鈴木（キャイ〜ン）、ハリウッドザコシショウ、西田幸治（笑い飯）、秋山竜次（ロバート）、山本博（ロバート）、岩部彰（ミサイルマン）、友近、R藤本、村上健志（フルーツポンチ）、見取り図、阿佐ヶ谷姉妹、粗品（霜降り明星）、ゆりやんレトリィバァ | 大喜利・ギャグ・モノマネ・モノボケ・歌・1分トーク・中継・神社・キス・死に際・メンチ | 小杉竜一（ブラックマヨネーズ） | 笑いの総合格闘技!千原ジュニアの座王 初の全国ネットとして1時間の放送（23:00 - 翌0:00）。                                                  |
| 160               | 5/7               | 全国ネット未公開SP | 全国ネット未公開SP | 全国ネット未公開SP             | 全国ネット未公開SP |
| 161               | 5/14              | 浅越ゴエ（ザ・プラン9）、岩部彰（ミサイルマン）、もう中学生、村上健志（フルーツポンチ）、空気階段、ドーナツ・ピーナツ、ラランド | 大喜利・ギャグ・モノマネ・モノボケ・歌・1分トーク・中継・土下座 | 礼二（中川家）                 | |
| 162               | 5/21              | 西田幸治（笑い飯）、西森洋一（モンスターエンジン）、R藤本、ランジャタイ、ロングコートダディ、大須賀健剛（セルライトスパ）、ナダル（コロコロチキチキペッパーズ）、サーヤ（ラランド） | 大喜利・ギャグ・モノマネ・モノボケ・歌・1分トーク・メンチ・寝坊 | ケンドーコバヤシ               | |
| 163               | 5/28              | 西田幸治（笑い飯）、田中一彦（スーパーマラドーナ）、R藤本、 木﨑太郎（祇園）、関太（タイムマシーン3号）、堂前透（ロングコートダディ）、トム・ブラウン、ナダル（コロコロチキチキペッパーズ）、下田真生（コウテイ） | 大喜利・ギャグ・モノマネ・モノボケ・歌・1分トーク・写真・土下座 | お〜い!久馬（ザ・プラン9）     | |
| 164               | 6/4               | 村上ショージ、西田幸治（笑い飯）、椿鬼奴、岩部彰（ミサイルマン）、ちゅうえい（流れ星☆）、関太（タイムマシーン3号）、ミキ、隣人 | 大喜利・ギャグ・モノマネ・モノボケ・歌・1分トーク・中継・効果音 | ケンドーコバヤシ               | |
| 165               | 6/11              | 浅越ゴエ（ザ・プラン9）、プラス・マイナス、R藤本、ナダル（コロコロチキチキペッパーズ）、トム・ブラウン、ネイビーズアフロ、ワタリ119 | 大喜利・ギャグ・モノマネ・モノボケ・歌・1分トーク・メンチ・小窓 | ほんこん                       | |
| 166               | 6/18              | 村上ショージ、島田珠代、浅越ゴエ（ザ・プラン9）、椿鬼奴、ちゅうえい（流れ星☆）、西森洋一（モンスターエンジン）、田崎佑一（藤崎マーケット）、大須賀健剛（セルライトスパ）、新山（さや香）、ワタリ119 | 大喜利・ギャグ・モノマネ・モノボケ・歌・1分トーク・キス・死に際 | ケンドーコバヤシ               | |
| 167               | 6/25              | 西田幸治（笑い飯）、田崎佑一（藤崎マーケット）、トレンディエンジェル、稲田直樹（アインシュタイン）、堂前透（ロングコートダディ）、隣人、ハリウリサ、サーヤ（ラランド） | 大喜利・ギャグ・モノマネ・モノボケ・歌・1分トーク・キス・メンチ | くっきー!（野性爆弾）          | |
| 168               | 7/2               | 浅越ゴエ（ザ・プラン9）、岩部彰（ミサイルマン）、高木晋哉（ジョイマン）、岩井ジョニ男（イワイガワ）、トレンディエンジェル、稲田直樹（アインシュタイン）、ウエストランド、阪本（マユリカ） | 大喜利・ギャグ・モノマネ・モノボケ・歌・1分トーク・中継・説教 | 藤本敏史（FUJIWARA）           | |
| 169               | 7/9               | 浅越ゴエ（ザ・プラン9）、ヤナギブソン（ザ・プラン9）、市川義一（女と男）、村上健志（フルーツポンチ）、R藤本、木﨑太郎（祇園）、周平魂（ツートライブ）、きつね、サーヤ（ラランド） | 大喜利・ギャグ・モノマネ・モノボケ・歌・1分トーク・写真・効果音 | くっきー!（野性爆弾）          | |
| 170               | 7/16              | ロッシー（野性爆弾）、西田幸治（笑い飯）、西森洋一（モンスターエンジン）、もう中学生、R藤本、大須賀健剛（セルライトスパ）、ウエストランド、からし蓮根 | 大喜利・ギャグ・モノマネ・モノボケ・歌・1分トーク・死に際・タクシー | ほんこん                       | |
| 171               | 7/23              | 西田幸治（笑い飯）、馬場園梓、加藤歩、ちゅうえい（流れ星☆）、西森洋一（モンスターエンジン）、ウーイェイよしたか（スマイル）、山名文和（アキナ）、堂前透（ロングコートダディ）、コウテイ | 大喜利・ギャグ・モノマネ・モノボケ・歌・1分トーク・中継・メンチ | 徳井義実（チュートリアル）     | |
| 172               | 7/30              | 島田珠代、♥さゆり（かつみ♥さゆり）、川村エミコ（たんぽぽ）、Aマッソ、薄幸（納言）、熊元プロレス（紅しょうが）、吉住、餅田コシヒカリ（駆け抜けて軽トラ）、荒川（エルフ） | 大喜利・ギャグ・モノマネ・モノボケ・歌・1分トーク・死に際・すりガラス | お〜い!久馬（ザ・プラン9）     | 女芸人SP |
| 173               | 8/6               | 浅越ゴエ（ザ・プラン9）、関太（タイムマシーン3号）、池田一真（しずる）、田崎佑一（藤崎マーケット）、山名文和（アキナ）、村上健志（フルーツポンチ）、R藤本、新山（さや香）、吉住 | 大喜利・ギャグ・モノボケ・歌・1分トーク・効果音・三度見 | 兵動大樹（矢野・兵動）         | プレイヤー9名での放送。 |
| 174               | 8/13              | 原西孝幸（FUJIWARA）、西田幸治（笑い飯）、ちゅうえい（流れ星☆）、岩部彰（ミサイルマン）、友近、池田一真（しずる）、R藤本、滝音、ゆりやんレトリィバァ | 大喜利・ギャグ・モノマネ・モノボケ・歌・1分トーク・キス・特技 | ほんこん                       | |
| 175               | 8/20              | ♥さゆり（かつみ♥さゆり）、ハリウッドザコシショウ、原口あきまさ、西田幸治（笑い飯）、ちゅうえい（流れ星☆）、宇都宮まき、村上健志（フルーツポンチ）、バービー（フォーリンラブ）、隣人 | 大喜利・ギャグ・モノマネ・モノボケ・歌・1分トーク・キス・特技 | お〜い!久馬（ザ・プラン9）     | |
| 176               | 8/27              | ハリウッドザコシショウ、錦鯉、ザブングル加藤、岩部彰（ミサイルマン）、R藤本、滝音、空気階段 | 大喜利・ギャグ・モノマネ・モノボケ・歌・1分トーク・死に際・小窓 | ほんこん                       | 第174回にて、敗退した際に戦闘服を脱がされたR藤本が戦闘服奪還をかけて挑むも、優勝した錦鯉渡辺に奪われてしまった。                         |
| 177               | 9/3               | 原口あきまさ、浅越ゴエ（ザ・プラン9）、西田幸治（笑い飯）、ザブングル加藤、市川義一（女と男）、バービー（フォーリンラブ）、堂前透（ロングコートダディ）、空気階段、荒川（エルフ） | 大喜利・ギャグ・モノマネ・モノボケ・歌・1分トーク・中継・特技 | 藤本敏史（FUJIWARA）           | |
| 178               | 9/10              | 村上ショージ、原西孝幸（FUJIWARA）、TOKYO COOL、ちゅうえい（流れ星☆）、R藤本、木﨑太郎（祇園）、大須賀健剛（セルライトスパ）、ますみ（天才ピアニスト）、キャツミ | 大喜利・ギャグ・モノマネ・モノボケ・歌・1分トーク・メンチ・インターホン | ハイヒールリンゴ               | 第174回と第176回のやり取りから、1年以上座王を獲得していないR藤本が、初めてベジータの扮装無しで出演した。                                 |
| 179               | 9/17              | 村上ショージ、こいで（シャンプーハット）、浅越ゴエ（ザ・プラン9）、西田幸治（笑い飯）、岩部彰（ミサイルマン）、ちゅうえい（流れ星☆）、田崎佑一（藤崎マーケット）、薄幸（納言）、レインボー | 大喜利・ギャグ・モノマネ・モノボケ・歌・1分トーク・中継・作家 | お〜い!久馬（ザ・プラン9）     | 笑い飯西田が50回目の座王を獲得。 作家のお題で、レギュラーが出演。                                                                        |
| 180               | 9/24              | 河本準一（次長課長）、浅越ゴエ（ザ・プラン9）、椿鬼奴、関太（タイムマシーン3号）、西森洋一（モンスターエンジン）、ウーイェイよしたか（スマイル）、トム・ブラウン、薄幸（納言）、永見大吾（カベポスター） | 大喜利・ギャグ・モノマネ・モノボケ・歌・1分トーク・キス・死に際 | お〜い!久馬（ザ・プラン9）     | |
| 181               | 10/1              | 島田珠代、原西孝幸（FUJIWARA）、なだぎ武、西田幸治（笑い飯）、椿鬼奴、川原克己（天竺鼠）、ロングコートダディ、トム・ブラウン | 大喜利・ギャグ・モノマネ・モノボケ・歌・1分トーク・中継・特技 | ケンドーコバヤシ               | |
| 182               | 10/8              | なだぎ武、河本準一（次長課長）、ちゅうえい（流れ星☆）、高木晋哉（ジョイマン）、プラス・マイナス、池田一真（しずる）、セルライトスパ、荒川（エルフ） | 大喜利・ギャグ・モノマネ・モノボケ・歌・1分トーク・メンチ・インターホン | ケンドーコバヤシ               | |
| 183               | 10/15             | 西田幸治（笑い飯）、アルコ&ピース、大須賀健剛（セルライトスパ）、そいつどいつ、コウテイ、きりやはるか（ぼる塾）、田辺智加（ぼる塾） | 大喜利・ギャグ・モノマネ・モノボケ・歌・1分トーク・メンチ・ふすま | 藤本敏史（FUJIWARA）           | |
| 184               | 10/22             | 西森洋一（モンスターエンジン）、R藤本、うるとらブギーズ、木﨑太郎（祇園）、阪本（マユリカ）、宮下兼史鷹（宮下草薙）、吉住、ラランド | 大喜利・ギャグ・モノマネ・モノボケ・歌・1分トーク・中継・土下座 | ケンドーコバヤシ               | |
| 185               | 10/29             | ♥さゆり（かつみ♥さゆり）、タンク（シンクタンク）、浅越ゴエ（ザ・プラン9）、西田幸治（笑い飯）、岩部彰（ミサイルマン）、山名文和（アキナ）、Aマッソ、レインボー | 大喜利・ギャグ・モノマネ・モノボケ・歌・1分トーク・特技・インターホン | ケンドーコバヤシ               | |
| 186               | 11/5              | 西森洋一（モンスターエンジン）、田崎佑一（藤崎マーケット）、ウエストランド、ZAZY、コウテイ、永見大吾（カベポスター）、ザ・マミィ | 大喜利・ギャグ・モノマネ・モノボケ・歌・1分トーク・死に際・メンチ | くっきー!（野性爆弾）          | |
| 187               | 11/12             | 岩部彰（ミサイルマン）、兼光タカシ（プラス・マイナス）、川村エミコ（たんぽぽ）、R藤本、岡田直子、ジェラードン、ウエストランド | 大喜利・ギャグ・モノマネ・モノボケ・歌・1分トーク・中継・キス | くっきー!（野性爆弾）          | |
| 188               | 11/19             | ハリウッドザコシショウ、ロッシー（野性爆弾）、浅越ゴエ（ザ・プラン9）、AMEMIYA、R藤本、ジェラードン、隣人 | 大喜利・ギャグ・モノマネ・モノボケ・歌・1分トーク・特技・ふすま | ケンドーコバヤシ               | |
| 189               | 11/26             | 村上ショージ、ハリウッドザコシショウ、西田幸治（笑い飯）、宇都宮まき、兼光タカシ（プラス・マイナス）、川村エミコ（たんぽぽ）、きむきむ（パーティーパーティー）、阪本（マユリカ）、ザ・マミィ | 大喜利・ギャグ・モノマネ・モノボケ・歌・1分トーク・特技・作家 | ケンドーコバヤシ               | 作家のお題で、天津木村が出演。 |
| 190               | 12/3              | 西田幸治（笑い飯） | |                                | 座王V50記念!爆笑ネタ50連発、千原ジュニアの解説付きで、西田の過去の傑作ネタを50個紹介。                                                   |
| 191               | 12/10             | 西田幸治（笑い飯）、Dr.ハインリッヒ、JP、堂前透（ロングコートダディ）、ZAZY、さや香、永見大吾（カベポスター）、ハリウリサ | 大喜利・ギャグ・モノマネ・モノボケ・歌・1分トーク・中継・楽屋 | 品川祐（品川庄司）             | |
| 192               | 12/17             | 田崎佑一（藤崎マーケット）、モグライダー、R藤本、村上健志（フルーツポンチ）、Aマッソ、阪本（マユリカ）、熊元プロレス（紅しょうが）、ますみ（天才ピアニスト） | 大喜利・ギャグ・モノマネ・モノボケ・歌・1分トーク・キス・死に際 | 藤本敏史（FUJIWARA）           | こんなことしてる場合ちゃうねんSP |
| 193               | 12/26             | 島田珠代、岡田直子、Aマッソ、ゆりやんレトリィバァ、田辺智加（ぼる塾）、きりやはるか（ぼる塾）、吉住、荒川（エルフ）、サーヤ（ラランド） | 大喜利・ギャグ・モノマネ・モノボケ・歌・1分トーク・神社・作家 | 小杉竜一（ブラックマヨネーズ） | 第2回女芸人SP 日曜深夜に45分の拡大版で放送。 作家のお題で、ですよ。が出演。                                                              |

| 2022年（令和4年） | 2022年（令和4年） | 2022年（令和4年） | 2022年（令和4年） | 2022年（令和4年）          | 2022年（令和4年） |
| 回                | 放送日            | プレイヤー | お題 | 審査委員長                 | 備考 |
| ----------------- | ----------------- | --- | --- | -------------------------- | --- |
| SP                | 1/2               | 島田珠代、飯尾和樹（ずん）、くっきー!（野性爆弾）、西田幸治（笑い飯）、平子祐希（アルコ&ピース）、岩部彰（ミサイルマン）、R藤本、稲田直樹（アインシュタイン）、堂前透（ロングコートダディ）、ナダル（コロコロチキチキペッパーズ）、霜降り明星、オズワルド、イワクラ（蛙亭）、田辺智加（ぼる塾）、きりやはるか（ぼる塾）、吉住、荒川（エルフ）、サーヤ（ラランド） | 大喜利・ギャグ・モノマネ・モノボケ・歌・1分トーク・初詣・土下座・キス・死に際・メンチ・中継・作家・ふすま・楽屋                                                                                                 | 松本人志（ダウンタウン）   | 笑いの総合格闘技!千原ジュニアの座王 新春SP 2度目の全国ネットとして1時間半の放送（22:00 - 23:30）。 作家のお題で、レギュラーが出演。                                                                              |
| 194               | 1/14              | 原西孝幸（FUJIWARA）、ザブングル加藤、R藤本、村上健志（フルーツポンチ）、ZAZY、もも、コウテイ、荒川（エルフ） | 大喜利・ギャグ・モノマネ・モノボケ・歌・1分トーク・メンチ・特技 | 西田幸治（笑い飯）         | ザブングル加藤が足の肉離れを起こしたため、千原の裁定により加藤は予め「大喜利」のイスに座った状態での参加となった。                                                                                               |
| 195               | 1/21              | 島田珠代、岩部彰（ミサイルマン）、西森洋一（モンスターエンジン）、ウーイェイよしたか（スマイル）、和田まんじゅう（ネルソンズ）、岸健之助（ネルソンズ）、Aマッソ、ザ・マミィ | 大喜利・ギャグ・モノマネ・モノボケ・歌・1分トーク・土下座・ふすま | 藤本敏史（FUJIWARA）       | |
| 196               | 1/28              | 西田幸治（笑い飯）、ヤナギブソン（ザ・プラン9）、椿鬼奴、田崎佑一（藤崎マーケット）、ナダル（コロコロチキチキペッパーズ）、ZAZY、真空ジェシカ、オダウエダ | 大喜利・ギャグ・モノマネ・モノボケ・歌・1分トーク・メンチ・ぬいぐるみ | くっきー!（野性爆弾）      | |
| 197               | 2/4               | 椿鬼奴、兼光タカシ（プラス・マイナス）、山名文和（アキナ）、木﨑太郎（祇園）、アタック西本（ジェラードン）、真空ジェシカ、荒川（エルフ）、ヨネダ2000 | 大喜利・ギャグ・モノマネ・モノボケ・歌・1分トーク・キス・死に際 | くっきー!（野性爆弾）      | |
| 198               | 2/11              | ロッシー（野性爆弾）、岩部彰（ミサイルマン）、芝大輔（モグライダー）、アタック西本（ジェラードン）、阪本（マユリカ）、コウテイ、ザ・マミィ | 大喜利・ギャグ・モノボケ・歌・1分トーク・神社・ふすま | 西田幸治（笑い飯）         | プレイヤー9名での放送。 |
| 199               | 2/18              | 友近、西森洋一（モンスターエンジン）、芝大輔（モグライダー）、堂前透（ロングコートダディ）、大須賀健剛（セルライトスパ）、蛙亭、オダウエダ、林田洋平（ザ・マミィ） | 大喜利・ギャグ・モノマネ・モノボケ・歌・1分トーク・楽屋・中継 | お〜い!久馬（ザ・プラン9） | ロングコートダディ堂前が100勝を達成。 |
| 200               | 2/25              | なだぎ武、川村エミコ（たんぽぽ）、田崎佑一（藤崎マーケット）、KAƵMA（しずる）、空道太郎（ラフ次元）、コウテイ、荒川（エルフ）、やす子 | 大喜利・ギャグ・モノボケ・歌・1分トーク・楽屋・死に際 | 藤本敏史（FUJIWARA）       | プレイヤー9名での放送。 |
| 201               | 3/4               | 浅越ゴエ（ザ・プラン9）、西田幸治（笑い飯）、AMEMIYA、岩部彰（ミサイルマン）、ちゅうえい（流れ星☆）、川村エミコ（たんぽぽ）、芝大輔（モグライダー）、R藤本、堂前透（ロングコートダディ）、阪本（マユリカ）、ガク（真空ジェシカ）、永見大吾（カベポスター） | 大喜利・ギャグ・モノボケ・歌・1分トーク・ぬいぐるみ・中継・メンチ・弔辞 | ほんこん                   | チャンピオン大会 1時間SP この回から、ロングコートダディ堂前がゴールドビブスを着用。 |
| 202               | 3/11              | なだぎ武、原西孝幸（FUJIWARA）、岩部彰（ミサイルマン）、KAƵMA（しずる）、R藤本、都築拓紀（四千頭身）、石橋遼大（四千頭身）、ヨネダ2000、やす子 | 大喜利・ギャグ・モノマネ・モノボケ・歌・1分トーク・キス・司令官 | お〜い!久馬（ザ・プラン9） | |
| 203               | 3/18              | ♥さゆり（かつみ♥さゆり）、島田珠代、浅越ゴエ（ザ・プラン9）、西森洋一（モンスターエンジン）、真空ジェシカ、都築拓紀（四千頭身）、石橋遼大（四千頭身）、キャツミ | 大喜利・ギャグ・モノボケ・歌・1分トーク・土下座・ふすま | 藤本敏史（FUJIWARA）       | プレイヤー9名での放送。 |
| 204               | 3/25              | 西田幸治（笑い飯）、アルコ&ピース、周平魂（ツートライブ）、ZAZY、男性ブランコ、kento fukaya、もも | 大喜利・ギャグ・モノマネ・モノボケ・歌・1分トーク・メンチ・反対 | ケンドーコバヤシ           | |
| 205               | 4/1               | 西森洋一（モンスターエンジン）、兼光タカシ（プラス・マイナス）、村上健志（フルーツポンチ）、ヘンダーソン 、堂前透（ロングコートダディ）、Aマッソ、都築拓紀（四千頭身）、やす子 | 大喜利・ギャグ・モノマネ・モノボケ・歌・1分トーク・楽屋・ぬいぐるみ | 西田幸治（笑い飯）         | |
| 206               | 4/8               | 浅越ゴエ（ザ・プラン9）、岩部彰（ミサイルマン）、市川義ー（女と男）、R藤本 、マユリカ、粗品（霜降り明星）、都築拓紀（四千頭身）、ラランド | 大喜利・ギャグ・モノマネ・モノボケ・歌・1分トーク・中継・司令官 | お〜い!久馬（ザ・プラン9） | |
| 207               | 4/15              | R藤本、村上健志（フルーツポンチ）、大須賀健剛（セルライトスパ）、粗品（霜降り明星） 、永見大吾（カベポスター）、フースーヤ、ラランド、やす子 | 大喜利・ギャグ・モノマネ・モノボケ・歌・1分トーク・弔辞・ニュース | 藤本敏史（FUJIWARA）       | |
| 208               | 4/22              | 島田珠代、芝大輔（モグライダー）、ランジャタイ、大須賀健剛（セルライトスパ）、お見送り芸人しんいち、コウテイ、ヨネダ2000 | 大喜利・ギャグ・モノマネ・モノボケ・歌・1分トーク・中継・ぬいぐるみ | ほんこん                   | |
| 209               | 4/29              | 椿鬼奴、KAƵMA（しずる）、村上健志（フルーツポンチ）、JP、堂前透（ロングコートダディ）、ガク（真空ジェシカ）、永見大吾（カベポスター）、サツマカワRPG、荒川（エルフ）、サーヤ（ラランド） | 大喜利・ギャグ・モノマネ・モノボケ・歌・1分トーク・弔辞・反対 | ほんこん                   | |
| SP                | 5/3               | ハリウッドザコシショウ、くっきー!（野性爆弾）、浅越ゴエ（ザ・プラン9）、西田幸治（笑い飯）、秋山竜次（ロバート）、友近、KAƵMA（しずる）、JP、R藤本、堂前透（ロングコートダディ）、福田麻貴（3時のヒロイン）、ZAZY、お見送り芸人しんいち、荒川（エルフ）、やす子 | 大喜利・ギャグ・モノマネ・モノボケ・歌・1分トーク・メンチ・中継・楽屋・ぬいぐるみ・弔辞・司令官 | 今田耕司                   | 笑いの総合格闘技!千原ジュニアの座王 3度目の全国ネットとして50分の放送（23:00 - 23:50）。 |
| 210               | 5/6               | 椿鬼奴、岩部彰（ミサイルマン）、芝大輔（モグライダー）、ヘンダーソン、ランジャタイ、そいつどいつ | 大喜利・ギャグ・モノボケ・歌・1分トーク・ふすま・司令官 | 藤本敏史（FUJIWARA）       | プレイヤー9名での放送。 |
| 211               | 5/13              | 未公開SP | 未公開SP | 未公開SP                   | 5月3日放送の全国ネットSP、および過去1年間の放送からの未公開ネタ特集。 |
| 212               | 5/20              | 西田幸治（笑い飯）、村上健志（フルーツポンチ）、JP、空道太郎（ラフ次元）、サツマカワRPG、隣人、土佐兄弟、サーヤ（ラランド） | 大喜利・ギャグ・モノマネ・モノボケ・歌・1分トーク・キス・メンチ | 藤本敏史（FUJIWARA）       | |
| 213               | 5/27              | 西森洋一（モンスターエンジン）、田崎佑一（藤崎マーケット）、JP、アタック西本（ジェラードン）、かみちぃ（ジェラードン）、大須賀健剛（セルライトスパ）、井口浩之（ウエストランド）、ZAZY、ザ・マミィ | 大喜利・ギャグ・モノマネ・モノボケ・歌・1分トーク・メンチ・司令官 | 木村祐一                   | |
| 214               | 6/3               | 浅越ゴエ（ザ・プラン9）、ザブングル加藤、関太（タイムマシーン3号）、兼光タカシ（プラス・マイナス）、村上健志（フルーツポンチ）、R藤本、サツマカワRPG、永見大吾（カベポスター）、天才ピアニスト | 大喜利・ギャグ・モノマネ・モノボケ・歌・1分トーク・キス・反対 | お〜い!久馬（ザ・プラン9） | R藤本が100勝を達成。 |
| 215               | 6/10              | 浅越ゴエ（ザ・プラン9）、川村エミコ（たんぽぽ）、JP、村上健志（フルーツポンチ）R藤本、木﨑太郎（祇園）、大須賀健剛（セルライトスパ）、サツマカワRPG、ハイツ友の会 | 大喜利・ギャグ・モノマネ・モノボケ・歌・1分トーク・ふすま・ぬいぐるみ | 西田幸治（笑い飯）         | この回から、R藤本がゴールドビブスを着用。 |
| 216               | 6/17              | 西田幸治（笑い飯）、岩部彰（ミサイルマン）、関太（タイムマシーン3号）、インポッシブル、堂前透（ロングコートダディ）、ZAZY、永見大吾（カベポスター）、ザ・マミィ | 大喜利・ギャグ・モノマネ・モノボケ・歌・1分トーク・土下座・楽屋 | 木村祐一                   | |
| 217               | 6/24              | なだぎ武、岩部彰（ミサイルマン）、アタック西本（ジェラードン）、かみちぃ（ジェラードン）、加納（Aマッソ）、永見大吾（カベポスター）、ますみ（天才ピアニスト）、四千頭身 | 大喜利・ギャグ・モノマネ・モノボケ・歌・1分トーク・ぬいぐるみ・かご | くっきー!（野性爆弾）      | |
| 218               | 7/1               | チャンス大城、八木真澄（サバンナ）、西田幸治（笑い飯）、ザブングル加藤、西森洋一（モンスターエンジン）、もう中学生、加納（Aマッソ）、ZAZY、後藤拓実（四千頭身）、サーヤ（ラランド） | 大喜利・ギャグ・モノマネ・モノボケ・歌・1分トーク・メンチ・作家 | 品川祐（品川庄司）         | 作家のお題で、天津木村が出演。 |
| 219               | 7/8               | チャンス大城、浅越ゴエ（ザ・プラン9）、関太（タイムマシーン3号）、もう中学生、JP、大須賀健剛（セルライトスパ）、愛（ヨネダ2000）、サーヤ（ラランド）、やす子 | 大喜利・ギャグ・モノマネ・モノボケ・歌・1分トーク・司令官 | くっきー!（野性爆弾）      | プレイヤー9名での放送。 |
| 220               | 7/15              | 原西孝幸（FUJIWARA）、山名文和（アキナ）、JP、みなみかわ、堂前透（ロングコートダディ）、大須賀健剛（セルライトスパ）、マユリカ、お見送り芸人しんいち、サツマカワRPG | 大喜利・ギャグ・モノマネ・モノボケ・歌・1分トーク・楽屋・耳打ち | ほんこん                   | |
| 221               | 7/22              | 浅越ゴエ（ザ・プラン9）、ザブングル加藤、岩部彰（ミサイルマン）、関太（タイムマシーン3号）、西森洋一（モンスターエンジン）、R藤本、木﨑太郎（祇園）、もも、やす子 | 大喜利・ギャグ・モノマネ・モノボケ・歌・1分トーク・メンチ・通知 | 木村祐一                   | |
| 222               | 7/29              | チャンス大城、西田幸治（笑い飯）、村上健志（フルーツポンチ）、ミルクボーイ、マユリカ、怪奇!YesどんぐりRPG | 大喜利・ギャグ・モノマネ・モノボケ・歌・1分トーク・中継・反対 | くっきー!（野性爆弾）      | 初の2週完結。 |
| 223               | 8/5               | チャンス大城、西田幸治（笑い飯）、村上健志（フルーツポンチ）、ミルクボーイ、マユリカ、怪奇!YesどんぐりRPG | 大喜利・ギャグ・モノマネ・モノボケ・歌・1分トーク・中継・反対 | くっきー!（野性爆弾）      | 初の2週完結。 |
| 224               | 8/12              | なだぎ武、原口あきまさ、浅越ゴエ（ザ・プラン9）、田崎佑一（藤崎マーケット）、JP、ヘンダーソン、永見大吾（カベポスター）、ヨネダ2000 | 大喜利・ギャグ・モノマネ・モノボケ・歌・1分トーク・ぬいぐるみ・目撃 | くっきー!（野性爆弾）      | |
| 225               | 8/19              | なだぎ武、西田幸治（笑い飯）、永野、西森洋一（モンスターエンジン）、阪本（マユリカ）、お見送り芸人しんいち、ダブルヒガシ、荒川（エルフ）、都留拓也（ラパルフェ） | 大喜利・ギャグ・モノマネ・モノボケ・歌・1分トーク・楽屋・耳打ち | 品川祐（品川庄司）         | |
| 226               | 8/26              | チャンス大城、岩部彰（ミサイルマン）、R藤本、インポッシブル、木﨑太郎（祇園）、堂前透（ロングコートダディ）、永見大吾（カベポスター）、金の国 | 大喜利・ギャグ・モノマネ・モノボケ・歌・1分トーク・司令官・※個人 | 西田幸治（笑い飯）         | |
| 227               | 9/2               | なだぎ武、原口あきまさ、浅越ゴエ（ザ・プラン9）、ヤナギブソン（ザ・プラン9）、岩部彰（ミサイルマン）、関太（タイムマシーン3号）、ZAZY、ぱーてぃーちゃん | 大喜利・ギャグ・モノマネ・モノボケ・歌・1分トーク・キス・目撃 | 藤本敏史（FUJIWARA）       | |
| 228               | 9/9               | 西田幸治（笑い飯）、なすなかにし、川村エミコ（たんぽぽ）、田崎佑一（藤崎マーケット）、大須賀健剛（セルライトスパ）、トム・ブラウン、タイムキーパー | 大喜利・ギャグ・モノマネ・モノボケ・歌・1分トーク・ふすま・通知 | お〜い!久馬（ザ・プラン9） | |
| 229               | 9/17              | 狩野英孝、アタック西本（ジェラードン）、かみちぃ（ジェラードン）、Yes!アキト、永見大吾（カベポスター）、荒川（エルフ）、ぱーてぃーちゃん、ニシダ（ラランド） | 大喜利・ギャグ・モノマネ・モノボケ・歌・1分トーク・キス・中継 | 西田幸治（笑い飯）         | |
| 230               | 9/23              | チャンス大城、浅越ゴエ（ザ・プラン9）、西田幸治（笑い飯）、西森洋一（モンスターエンジン）、芝大輔（モグライダー）、R藤本、村上健志（フルーツポンチ）、木﨑太郎（祇園）、かみちぃ（ジェラードン）、大須賀健剛（セルライトスパ）、阪本（マユリカ）、サツマカワRPG | 大喜利・ギャグ・モノマネ・モノボケ・歌・1分トーク・楽屋・ぬいぐるみ・司令官・耳打ち | ほんこん                   | チャンピオン大会 40分SP |
| 231               | 9/30              | 島田珠代、原西孝幸（FUJIWARA）、チャンス大城、永野、高木晋哉（ジョイマン）、インポッシブル、怪奇!YesどんぐりRPG | ギャグ・大喜利・モノボケ・1分トーク・>歌・楽屋・※個人 | 西田幸治（笑い飯）         | ギャガーSP |
| 232               | 10/7              | 関太（タイムマシーン3号）、西森洋一（モンスターエンジン）、プラス・マイナス、田崎佑一（藤崎マーケット）、たかし（トレンディエンジェル）、トム・ブラウン、堂前透（ロングコートダディ）、永見大吾（カベポスター） | 大喜利・ギャグ・モノマネ・モノボケ・歌・1分トーク・ぬいぐるみ・耳打ち | お〜い!久馬（ザ・プラン9） | |
| 233               | 10/14             | 西田幸治（笑い飯）、ちゅうえい（流れ星☆）、西森洋一（モンスターエンジン）、木﨑太郎（祇園）、バービー（フォーリンラブ）、ネルソンズ、クロコップ | 大喜利・ギャグ・モノマネ・モノボケ・歌・1分トーク・目撃・カンペ | お〜い!久馬（ザ・プラン9） | |
| SP                | 10/18             | Aグループ西田幸治（笑い飯）、長谷川雅紀（錦鯉）、平子祐希（アルコ&ピース）、箕輪はるか（ハリセンボン）、すゑひろがりず、堂前透（ロングコートダディ）、霜降り明星、伊藤俊介（オズワルド）、怪奇!YesどんぐりRPG、サーヤ（ラランド） Bグループチャンス大城、ハリウッドザコシショウ、関太（タイムマシーン3号）、西森洋一（モンスターエンジン）、おいでやす小田、芝大輔（モグライダー）、R藤本、大須賀健剛（セルライトスパ）、福田麻貴（3時のヒロイン）、ガク（真空ジェシカ）、林田洋平（ザ・マミィ）、ぱーてぃーちゃん | Aグループ大喜利・ギャグ・モノマネ・モノボケ・歌・1分トーク・土下座・キス、メンチ・作家・楽屋・目撃 Bグループ大喜利・ギャグ・モノマネ・モノボケ・歌・1分トーク・死に際・ふすま、司令官・反対・ぬいぐるみ・耳打ち | 大竹一樹（さまぁ〜ず）     | 笑いの総合格闘技!千原ジュニアの座王 2時間SP 4度目の全国ネットとして108分の放送（21:00 - 22:48）。 作家のお題で、レギュラーが出演。                                                                               |
| 234               | 10/21             | 全国ネット未公開SP | 全国ネット未公開SP | 全国ネット未公開SP         | 全国ネット未公開SP |
| 235               | 10/28             | 浅越ゴエ（ザ・プラン9）、バービー（フォーリンラブ）、大須賀健剛（セルライトスパ）、お見送り芸人しんいち、ZAZY、ぱーてぃーちゃん、ハイツ友の会 | 大喜利・ギャグ・モノマネ・モノボケ・歌・1分トーク・通知・なぐさめ | ほんこん                   | セルライトスパ大須賀が10回目の座王を獲得。 |
| 236               | 11/4              | 恋さん（シャンプーハット）、八木真澄（サバンナ）、岩部彰（ミサイルマン）、川村エミコ（たんぽぽ）、R藤本、村上健志（フルーツポンチ）、Yes!アキト、サツマカワRPG、金の国 | 大喜利・ギャグ・モノマネ・モノボケ・歌・1分トーク・ふすま・未来 | 西田幸治（笑い飯）         | |
| 237               | 11/11             | 浅越ゴエ（ザ・プラン9）、岩部彰（ミサイルマン）、村上健志（フルーツポンチ）、木﨑太郎（祇園）、ヤジマリー。（スカチャン） 、岡野陽一、カミナリ、林田洋平（ザ・マミィ）、ソマオ・ミートボール | 大喜利・ギャグ・モノマネ・モノボケ・歌・1分トーク・キス・目撃 | 板尾創路                   | 岩部対木﨑の大喜利対決にて、勝利した岩部の回答に番組初のコンプライアンスNGが発生。木﨑が復活し再戦した結果、木﨑の勝利となった。また、岡野対木﨑の目撃対決でもコンプラNGが出て回答がカットされた（岡野の勝利）。 |
| 238               | 11/18             | 西田幸治（笑い飯）、西森洋一（モンスターエンジン）、や団、お見送り芸人しんいち、ガク（真空ジェシカ）、林田洋平（ザ・マミィ）、ちっぴぃちゃんズ、やす子 | 大喜利・ギャグ・モノマネ・モノボケ・歌・1分トーク・楽屋・司令官 | お〜い!久馬（ザ・プラン9） | |
| 239               | 11/25             | チャンス大城、西田幸治（笑い飯）、岩部彰（ミサイルマン）、スーパーマラドーナ、西森洋一（モンスターエンジン）、木﨑太郎（祇園）、ZAZY、金の国 | 大喜利・ギャグ・モノマネ・モノボケ・歌・1分トーク・土下座・反対 | 藤本敏史（FUJIWARA）       | 笑い飯西田が60回目の座王を獲得。 |
| 240               | 12/2              | 浅越ゴエ（ザ・プラン9）、大須賀健剛（セルライトスパ）、いぬ、おばたのお兄さん、林田洋平（ザ・マミィ）、ぱーてぃーちゃん、ソマオ・ミートボール | 大喜利・ギャグ・モノマネ・モノボケ・歌・1分トーク・キス・なぐさめ | 板尾創路                   | |
| 241               | 12/9              | 岩部彰（ミサイルマン）、あぁ〜しらき、プラスマイナス、R藤本、キンタロー。、永見大吾（カベポスター）、ママタルト、やす子 | 大喜利・ギャグ・モノマネ・モノボケ・歌・1分トーク・未来・お見舞い | 西田幸治（笑い飯）         | |
| 242               | 12/16             | なだぎ武、浅越ゴエ（ザ・プラン9）、関太（タイムマシーン3号） 、R藤本、木﨑太郎（祇園）、レインボー、永見大吾（カベポスター）、ストレッチーズ | 大喜利・ギャグ・モノマネ・モノボケ・歌・1分トーク・耳打ち・ツッコミ | 板尾創路                   | |
| 243               | 12/23             | 島田珠代、川村エミコ（たんぽぽ）、牧野ステテコ、イワクラ（蛙亭）、熊元プロレス（紅しょうが）、キンタロー。、荒川（エルフ）、信子（ぱーてぃーちゃん）、金子きょんちぃ（ぱーてぃーちゃん）、ヨネダ2000、ハイツ友の会 | 大喜利・ギャグ・モノマネ・モノボケ・歌・1分トーク・土下座・キス・楽屋・ぬいぐるみ・耳打ち | くっきー!（野性爆弾）      | 第3回女芸人1時間SP |

| 2023年（令和5年） | 2023年（令和5年） | 2023年（令和5年） | 2023年（令和5年） | 2023年（令和5年）                            | 2023年（令和5年） |
| 回                | 放送日            | プレイヤー | お題 | 審査委員長                                   | 備考 |
| ----------------- | ----------------- | --- | --- | -------------------------------------------- | --- |
| SP                | 1/2               | Aグループ芝大輔（モグライダー）、R藤本、斎藤司（トレンディエンジェル）、チョコレートプラネット、大須賀健剛（セルライトスパ）、イワクラ（蛙亭）、サツマカワRPG、Yes!アキト、林田洋平（ザ・マミィ）、荒川（エルフ） Bグループ西田幸治（笑い飯）、平子祐希（アルコ&ピース）、おいでやす小田、友近、すゑひろがりず、堂前透（ロングコートダディ）、ナダル（コロコロチキチキペッパーズ）、永見大吾（カベポスター）、信子（ぱーてぃーちゃん）、金子きょんちぃ（ぱーてぃーちゃん） | Aグループ大喜利・ギャグ・モノマネ・モノボケ・歌・1分トーク・キス・メンチ・楽屋 Bグループ大喜利・モノマネ・モノボケ・歌・1分トーク・土下座・作家・ふすま・司令官 | 今田耕司                                     | 笑いの総合格闘技!千原ジュニアの座王 新春SP 5度目の全国ネットとして1時間半の放送（22:00 - 23:30）。 作家のお題で、ですよ。が出演。                                        |
| 244               | 1/6               | 新春未公開SP | 新春未公開SP | 新春未公開SP                                 | 新春未公開SP |
| 245               | 1/13              | 岩部彰（ミサイルマン）、関太（タイムマシーン3号）、村上健志（フルーツポンチ） 、木﨑太郎（祇園）、サツマカワRPG、Yes!アキト、熊元プロレス（紅しょうが）、荒川（エルフ）、金の国 | 大喜利・ギャグ・モノマネ・モノボケ・歌・1分トーク・神社・取り調べ                                                                                               | 藤本敏史（FUJIWARA）                         | |
| 246               | 1/20              | 島田珠代、浅越ゴエ（ザ・プラン9）、田崎佑一（藤崎マーケット）、村上健志（フルーツポンチ） 、稲田直樹（アインシュタイン）、堂前透（ロングコートダディ）、井口浩之（ウエストランド）、Yes!アキト、どんぐりたけし、ソマオ・ミートボール | 大喜利・ギャグ・モノマネ・モノボケ・歌・1分トーク・反対・なぐさめ                                                                                               | くっきー!（野性爆弾）                        | 2週完結。 ソマオ対どんぐりのギャグ対決にて、番組最多の8回の引き分けが発生（ソマオ勝利）。                                                                                |
| 247               | 1/27              | 島田珠代、浅越ゴエ（ザ・プラン9）、田崎佑一（藤崎マーケット）、村上健志（フルーツポンチ） 、稲田直樹（アインシュタイン）、堂前透（ロングコートダディ）、井口浩之（ウエストランド）、Yes!アキト、どんぐりたけし、ソマオ・ミートボール | 大喜利・ギャグ・モノマネ・モノボケ・歌・1分トーク・反対・なぐさめ                                                                                               | くっきー!（野性爆弾）                        | 2週完結。 ソマオ対どんぐりのギャグ対決にて、番組最多の8回の引き分けが発生（ソマオ勝利）。                                                                                |
| 248               | 2/3               | チャンス大城、浅越ゴエ（ザ・プラン9）、馬場園梓、大須賀健剛（セルライトスパ）、村上健志（フルーツポンチ） 、サツマカワRPG、Yes!アキト、ストレッチーズ、ソマオ・ミートボール | 大喜利・ギャグ・モノマネ・モノボケ・歌・1分トーク・お見舞い・ツッコミ                                                                                           | お〜い!久馬（ザ・プラン9）                   | |
| 249               | 2/10              | 竹若元博（バッファロー吾郎）、岩部彰（ミサイルマン）、鳥居みゆき、R藤本、すゑひろがりず、堂前透（ロングコートダディ）、ZAZY、薄幸（納言）、きりやはるか（ぼる塾） | 大喜利・ギャグ・モノマネ・モノボケ・歌・1分トーク・中継・ぬいぐるみ                                                                                             | 板尾創路                                     | |
| 250               | 2/17              | 西田幸治（笑い飯）、西森洋一（モンスターエンジン）、インポッシブル、すゑひろがりず、大須賀健剛（セルライトスパ）、きりやはるか（ぼる塾）、ソマオ・ミートボール、ちっぴぃちゃんズ | 大喜利・ギャグ・モノマネ・モノボケ・歌・1分トーク・司令官・施術                                                                                                 | ほんこん                                     | |
| 251               | 2/24              | KAƵMA（しずる）、稲田直樹（アインシュタイン）、国崎和也（ランジャタイ）、大須賀健剛（セルライトスパ）、ウエストランド、岡野陽一、サツマカワRPG、林田洋平（ザ・マミィ） | 大喜利・ギャグ・モノボケ・歌・1分トーク・土下座・キス | 藤本敏史（FUJIWARA）                         | プレイヤー9名での放送。 |
| 252               | 3/3               | 田崎佑一（藤崎マーケット）、オジンオズボーン篠宮、KAƵMA（しずる）、大須賀健剛（セルライトスパ）、ダイヤモンド、キンタロー。、怪奇!YesどんぐりRPG | 大喜利・ギャグ・モノマネ・モノボケ・歌・1分トーク・耳打ち・取り調べ                                                                                             | 藤本敏史（FUJIWARA）                         | ファーストサマーウイカが投稿したオクラホマミキサーを使用。 |
| 253               | 3/10              | チャンス大城、岩部彰（ミサイルマン）、川村エミコ（たんぽぽ）、田崎佑一（藤崎マーケット）、村上健志（フルーツポンチ）、岡野陽一、ZAZY、福田麻貴（3時のヒロイン）、金の国 | 大喜利・ギャグ・モノマネ・モノボケ・歌・1分トーク・ぬいぐるみ・反対                                                                                             | 板尾創路                                     | |
| 254               | 3/17              | 西田幸治（笑い飯）、ヤナギブソン（ザ・プラン9）、モグライダー、ウエストランド、Yes!アキト、コットン、田津原理音 | 大喜利・ギャグ・モノマネ・モノボケ・歌・1分トーク・楽屋・ビンタ                                                                                                 | 小杉竜一（ブラックマヨネーズ）               | |
| 255               | 3/24              | 浅越ゴエ（ザ・プラン9）、岩部彰（ミサイルマン）、田崎佑一（藤崎マーケット）、ウエストランド、ガク（真空ジェシカ）、豪快キャプテン、ちゃんぴおんず | 大喜利・ギャグ・モノマネ・モノボケ・歌・1分トーク・ふすま・司令官                                                                                               | 西田幸治（笑い飯）                           | |
| 256               | 3/31              | 堂前透（ロングコートダディ） | |                                              | 堂前ネタ傑作選 千原ジュニアの解説付きで、堂前の過去の傑作ネタを紹介。 |
| 257               | 4/7               | 浅越ゴエ（ザ・プラン9）、R藤本、木﨑太郎（祇園）、田津原理音、永見大吾（カベポスター）、ぱーてぃーちゃん、荒川（エルフ）、萌々（爛々） | 大喜利・ギャグ・モノマネ・モノボケ・歌・1分トーク・楽屋・ビンタ                                                                                                 | お〜い!久馬（ザ・プラン9）                   | |
| SP                | 4/11              | 西田幸治（笑い飯）、平子祐希（アルコ&ピース）、渡辺隆（錦鯉）、鳥居みゆき、田崎佑一（藤崎マーケット）、村上健志（フルーツポンチ）、大須賀健剛（セルライトスパ）、福田麻貴（3時のヒロイン）、サツマカワRPG、サーヤ（ラランド） | 大喜利・ギャグ・モノボケ・歌・1分トーク・ふすま・ぬいぐるみ・ビンタ                                                                                             | 小杉竜一（ブラックマヨネーズ）               | チャンピオン大会 6度目の全国ネットとして放送（23:00 - 23:30）。 |
| 258               | 4/14              | 岩部彰（ミサイルマン）、西森洋一（モンスターエンジン）、堂前透（ロングコートダディ）、大須賀健剛（セルライトスパ）、岸健之助（ネルソンズ）、コロコロチキチキペッパーズ、蛙亭、サツマカワRPG | 大喜利・ギャグ・モノマネ・モノボケ・歌・1分トーク・キス・目撃                                                                                                   | ほんこん                                     | |
| 259               | 4/21              | 島田珠代、西森洋一（モンスターエンジン）、川村エミコ（たんぽぽ）、村上健志（フルーツポンチ）、コロコロチキチキペッパーズ、ちゃんぴおんず、荒川（エルフ）、ソマオ・ミートボール | 大喜利・ギャグ・モノマネ・モノボケ・歌・1分トーク・土下座・施術                                                                                                 | 西田幸治（笑い飯）                           | |
| 260               | 4/28              | 竹若元博（バッファロー吾郎）、長谷川雅紀（錦鯉）、真栄田賢（スリムクラブ）、たかし（トレンディエンジェル）、ネルソンズ、トニーフランク、ガク（真空ジェシカ）、荒川（エルフ） | 大喜利・ギャグ・モノマネ・モノボケ・歌・1分トーク・反対・取り調べ                                                                                               | ケンドーコバヤシ                             | |
| 261               | 5/5               | 西田幸治（笑い飯）、岩部彰（ミサイルマン）、R藤本、マイスイートメモリーズ、キュウ、マユリカ、田津原理音 | 大喜利・ギャグ・モノマネ・モノボケ・歌・1分トーク・司令官・ビンタ                                                                                               | 藤本敏史（FUJIWARA）                         | |
| 262               | 5/12              | 浅越ゴエ（ザ・プラン9）、オジンオズボーン篠宮、西森洋一（モンスターエンジン）、R藤本、大須賀健剛（セルライトスパ）、シモタ、そいつどいつ、ストレッチーズ | 大喜利・ギャグ・モノマネ・モノボケ・歌・1分トーク・メンチ・逮捕                                                                                                 | ほんこん                                     | モンスターエンジン西森が100勝を達成。 |
| 263               | 5/19              | ザブングル加藤、西森洋一（モンスターエンジン）、田崎佑一（藤崎マーケット）、村上健志（フルーツポンチ）、稲田直樹（アインシュタイン）、大須賀健剛（セルライトスパ）、こたけ正義感、都留拓也（ラパルフェ）、鬼としみちゃむ | 大喜利・ギャグ・モノマネ・モノボケ・歌・1分トーク・楽屋・ラジオ                                                                                                 | お〜い!久馬（ザ・プラン9）                   | この回から、モンスターエンジン西森がゴールドビブスを着用。 |
| 264               | 5/26              | なだぎ武、チャンス大城、馬場園梓、木﨑太郎（祇園）、ヘンダーソン、にゃんこスター、サツマカワRPG、ソマオ・ミートボール | 大喜利・ギャグ・モノマネ・モノボケ・歌・1分トーク・土下座・ビンタ                                                                                               | お〜い!久馬（ザ・プラン9）                   | |
| 265               | 6/2               | 岩部彰（ミサイルマン）、川村エミコ（たんぽぽ）、稲田直樹（アインシュタイン）、堂前透（ロングコートダディ）、林田洋平（ザ・マミィ）、爛々、四千頭身 | 大喜利・ギャグ・モノマネ・モノボケ・歌・1分トーク・キス・退店                                                                                                   | 藤本敏史（FUJIWARA）                         | |
| 266               | 6/9               | 西田幸治（笑い飯）、ギャロップ、関太（タイムマシーン3号）、村上健志（フルーツポンチ）、木﨑太郎（祇園）、国崎和也（ランジャタイ）、ぱーてぃーちゃん | 大喜利・ギャグ・モノマネ・モノボケ・歌・1分トーク・効果音・ふすま                                                                                               | くっきー!（野性爆弾）                        | |
| 267               | 6/16              | 浅越ゴエ（ザ・プラン9）、椿鬼奴、村上健志（フルーツポンチ）、小島よしお、田崎佑一（藤崎マーケット）、岡野陽一、九条ジョー、ちゃんぴおんず、荒川（エルフ） | 大喜利・ギャグ・モノマネ・モノボケ・歌・1分トーク・メンチ・取り調べ                                                                                             | 礼二（中川家）                               | 藤崎マーケット田崎が10回目の座王を獲得。 |
| 268               | 6/23              | くっきー!（野性爆弾）、岩部彰（ミサイルマン）、西森洋一（モンスターエンジン）、堂前透（ロングコートダディ）、サツマカワRPG、ガク（真空ジェシカ）、コットン、寺田寛明、林田洋平（ザ・マミィ） | 大喜利・ギャグ・モノマネ・モノボケ・歌・1分トーク・ビンタ・ラジオ                                                                                               | 椿鬼奴                                       | 元審査委員長くっきー!緊急参戦45分SP |
| 269               | 6/30              | 浅越ゴエ（ザ・プラン9）、西田幸治（笑い飯）、田崎佑一（藤崎マーケット）、R藤本、大須賀健剛（セルライトスパ）、超新塾 | 大喜利・ギャグ・モノマネ・モノボケ・歌・1分トーク・土下座・死に際                                                                                               | ほんこん                                     | チーム座王 VS 超新塾SP |
| 270               | 7/7               | 西堀亮（マシンガンズ）、岩部彰（ミサイルマン）、もう中学生、村上健志（フルーツポンチ）、R藤本、堂前透（ロングコートダディ）、ナダル（コロコロチキチキペッパーズ）、Yes!アキト、こたけ正義感、ちっぴぃちゃんズ | 大喜利・ギャグ・モノマネ・モノボケ・歌・1分トーク・弔辞・仮面                                                                                                   | 板尾創路                                     | |
| 271               | 7/14              | 岩部彰（ミサイルマン）、プラス・マイナス、すゑひろがりず、からし蓮根、すがちゃん最高No.1（ぱーてぃーちゃん）、信子（ぱーてぃーちゃん）、荒川（エルフ） | 大喜利・ギャグ・モノマネ・モノボケ・歌・1分トーク・楽屋・ラジオ                                                                                                 | 板尾創路                                     | |
| 272               | 7/21              | チャンス大城、岩部彰（ミサイルマン）、西森洋一（モンスターエンジン）、木﨑太郎（祇園）、にゃんこスター、さや香、エルフ | 大喜利・ギャグ・モノマネ・モノボケ・歌・1分トーク・司令官・ビンタ                                                                                               | お〜い!久馬（ザ・プラン9）                   | |
| 273               | 7/28              | 芝大輔（モグライダー）、R藤本、村上健志（フルーツポンチ）、大須賀健剛（セルライトスパ）、サツマカワRPG、スナフキンズ、永見大吾（カベポスター）、ちゃんぴおんず | 大喜利・ギャグ・モノマネ・モノボケ・歌・1分トーク・ふすま・ぬいぐるみ                                                                                           | 藤本敏史（FUJIWARA）                         | |
| 274               | 8/4               | 小島よしお、田崎佑一（藤崎マーケット）、R藤本、芝大輔（モグライダー）、国崎和也（ランジャタイ）、永見大吾（カベポスター）、荒川（エルフ）、こたけ正義感、爛々 | 大喜利・ギャグ・モノマネ・モノボケ・歌・1分トーク・キス・取り調べ                                                                                               | ほんこん                                     | 決勝戦のカベポスター永見対モグライダー芝の大喜利対決にて、決勝戦最多の4回の引き分けが発生（永見勝利）。                                                                  |
| 275               | 8/11              | 島田珠代、原西孝幸（FUJIWARA）、浅越ゴエ（ザ・プラン9）、村上健志（フルーツポンチ）、すゑひろがりず、サツマカワRPG、ぱーてぃーちゃん | 大喜利・ギャグ・モノマネ・モノボケ・歌・1分トーク・効果音・弔辞                                                                                                 | お〜い!久馬（ザ・プラン9）                   | |
| 276               | 8/18              | 西田幸治（笑い飯）、クールポコ。、すゑひろがりず、堂前透（ロングコートダディ）、隣人、林田洋平（ザ・マミィ）、ソマオ・ミートボール | 大喜利・ギャグ・モノマネ・モノボケ・歌・1分トーク・土下座・ラジオ                                                                                               | お〜い!久馬（ザ・プラン9）                   | |
| 277               | 8/25              | 浅越ゴエ（ザ・プラン9）、小島よしお、西森洋一（モンスターエンジン）、KAƵMA（しずる）、大須賀健剛（セルライトスパ）、ネルソンズ、ストレッチーズ | 大喜利・ギャグ・モノマネ・モノボケ・歌・1分トーク・ふすま・ビンタ                                                                                               | ほんこん                                     | プレイヤーの見た目が地味で、「アクが強く笑いの栄養価が高い」との理由から「山菜座王」と題して放送。番組タイトルのテロップも「千原ジュニアの山菜座王」に変更された。       |
| 278               | 9/1               | 岩部彰（ミサイルマン）、大須賀健剛（セルライトスパ）、ZAZY、薄幸（納言）、ケビンス、サツマカワRPG、九条ジョー、ちゃんぴおんず | 大喜利・ギャグ・モノマネ・モノボケ・歌・1分トーク・取り調べ・施術                                                                                               | 藤本敏史（FUJIWARA）                         | オープニングでのやり取りから、FUJIWARA藤本とのキスを懸けた「フジモン審査委員長の唇王」と題して放送。セルライトスパ大須賀が座王を獲得し、エンディングで藤本とキスをした。 |
| 279               | 9/8               | なだぎ武、浅越ゴエ（ザ・プラン9）、ヤナギブソン（ザ・プラン9）、ザブングル加藤、ライス、稲田直樹（アインシュタイン）、ドーナツ・ピーナツ、こたけ正義感 | 大喜利・ギャグ・モノマネ・モノボケ・歌・1分トーク・ぬいぐるみ・ビンタ                                                                                           | 板尾創路                                     | |
| 280               | 9/15              | 永野、岩部彰（ミサイルマン）、オジンオズボーン篠宮、稲田直樹（アインシュタイン）、ヘンダーソン、ヤジマリー。（スカチャン）、サツマカワRPG、荒川（エルフ）、ソマオ・ミートボール | 大喜利・ギャグ・モノマネ・モノボケ・歌・1分トーク・土下座・楽屋                                                                                                 | ケンドーコバヤシ                             | |
| 281               | 9/22              | 西田幸治（笑い飯）、馬場園梓、かもめんたる、田崎佑一（藤崎マーケット）、、ヤジマリー。（スカチャン）、Yes!アキト、永見大吾（カベポスター）、豪快キャプテン | 大喜利・ギャグ・モノマネ・モノボケ・歌・1分トーク・キス・取り調べ                                                                                               | お〜い!久馬（ザ・プラン9）                   | 水中、それは苦しいが投稿したオクラホマミキサーを使用。 藤崎マーケット田崎がぎっくり腰を起こしたため、田崎は予め「取り調べ」のイスに座った状態での参加となった。          |
| 282               | 9/29              | 西田幸治（笑い飯）、ヤナギブソン（ザ・プラン9）、川村エミコ（たんぽぽ）、村上健志（フルーツポンチ）、木﨑太郎（祇園）、ななまがり、ストレッチーズ、やす子 | 大喜利・ギャグ・モノマネ・モノボケ・歌・1分トーク・効果音・土下座                                                                                               | 板尾創路                                     | |
| SP                | 10/3              | 西田幸治（笑い飯）、KAƵMA（しずる）、R藤本、ヤジマリー。（スカチャン）、大須賀健剛（セルライトスパ）、堂前透（ロングコートダディ）、賀屋壮也（かが屋）、永見大吾（カベポスター）、アンゴラ村長（にゃんこスター）、サーヤ（ラランド） | 大喜利・ギャグ・モノボケ・歌・1分トーク・土下座・メンチ・ビンタ                                                                                                 | 小杉竜一（ブラックマヨネーズ）               | チャンピオン大会 7度目の全国ネットとして放送（23:00 - 23:30）。 |
| 283               | 10/6              | チャンス大城、タイムマシーン3号、西森洋一（モンスターエンジン）、木﨑太郎（祇園）、大須賀健剛（セルライトスパ）、アンゴラ村長（にゃんこスター）、萌々（爛々）、ナイチンゲールダンス | 大喜利・ギャグ・モノマネ・モノボケ・歌・1分トーク・ふすま・司令官                                                                                               | 西田幸治（笑い飯）                           | |
| 284               | 10/13             | チャンピオン大会ディレクターズカット版45分SP | チャンピオン大会ディレクターズカット版45分SP | チャンピオン大会ディレクターズカット版45分SP | チャンピオン大会ディレクターズカット版45分SP |
| 285               | 10/20             | 島田珠代、浅越ゴエ（ザ・プラン9）、KAƵMA（しずる）、ライス、国崎和也（ランジャタイ）、大須賀健剛（セルライトスパ）、堂前透（ロングコートダディ）、アンゴラ村長（にゃんこスター）、林田洋平（ザ・マミィ） | 大喜利・ギャグ・モノマネ・モノボケ・歌・1分トーク・死に際・ビンタ                                                                                               | 西田幸治（笑い飯）                           | |
| 286               | 10/27             | 永野、小島よしお、西森洋一（モンスターエンジン）、すゑひろがりず、バービー（フォーリンラブ）、大須賀健剛（セルライトスパ）、田津原理音、からし蓮根 | 大喜利・ギャグ・モノマネ・モノボケ・歌・1分トーク・ぬいぐるみ・取り調べ                                                                                         | ほんこん                                     | すゑひろがりず三島は、下ネタが得意なことから今回のみ「変態侍」名義で出演。                                                                                               |
| 287               | 11/3              | 岩部彰（ミサイルマン）、KAƵMA（しずる）、R藤本、トット、バービー（フォーリンラブ）、サツマカワRPG、ちゃんぴおんず、萌々（爛々） | 大喜利・ギャグ・モノマネ・モノボケ・歌・1分トーク・楽屋・耳打ち                                                                                                 | 藤本敏史（FUJIWARA） 竹上萌奈                | |
| 288               | 11/10             | 竹若元博（バッファロー吾郎）、浅越ゴエ（ザ・プラン9）、西森洋一（モンスターエンジン）、ジグザグジギー、大須賀健剛（セルライトスパ）、カゲヤマ、ラブレターズ | 大喜利・ギャグ・モノマネ・モノボケ・歌・1分トーク・土下座・取り調べ                                                                                             | くっきー!（野性爆弾）                        | |
| 289               | 11/17             | もう中学生、川村エミコ（たんぽぽ）、ライス、村上健志（フルーツポンチ）、ななまがり、大須賀健剛（セルライトスパ）、サツマカワRPG、ガク（真空ジェシカ） | 大喜利・ギャグ・モノマネ・モノボケ・歌・1分トーク・キス・ふすま                                                                                                 | くっきー!（野性爆弾）                        | |
| 290               | 11/24             | チャンス大城、西田幸治（笑い飯）、ヤナギブソン（ザ・プラン9）、ザブングル加藤、岩部彰（ミサイルマン）、村上健志（フルーツポンチ）、薄幸（納言）、エルフ、萌々（爛々） | 大喜利・ギャグ・モノマネ・モノボケ・歌・1分トーク・ビンタ・目撃者                                                                                               | くっきー!（野性爆弾）                        | 笑い飯西田が300勝を達成。 |
| 291               | 12/1              | 西森洋一（モンスターエンジン）、田崎佑一（藤崎マーケット）、KAƵMA（しずる）、ケビンス、サツマカワRPG、ファイヤーサンダー、ヨネダ2000 | 大喜利・ギャグ・モノマネ・モノボケ・歌・1分トーク・ふすま・反対                                                                                                 | お〜い!久馬（ザ・プラン9）                   | |
| 292               | 12/8              | 島田珠代、岩部彰（ミサイルマン）、村上健志（フルーツポンチ）、スカチャン、ガク（真空ジェシカ）、隣人、高木貫太（ストレッチーズ）、こたけ正義感 | 大喜利・ギャグ・モノマネ・モノボケ・歌・1分トーク・死に際・司令官                                                                                               | くっきー!（野性爆弾）                        | |
| 293               | 12/15             | 岩部彰（ミサイルマン）、R藤本、三島達矢（すゑひろがりず）、ヤジマリー。（スカチャン）、周平魂（ツートライブ）、からし蓮根、ゼンモンキー | 大喜利・ギャグ・モノマネ・モノボケ・歌・1分トーク・キス・ビンタ                                                                                                 | 礼二（中川家）                               | |
| 294               | 12/22             | TKO、西田幸治（笑い飯）、岩部彰（ミサイルマン）、オジンオズボーン篠宮暁、KAƵMA（しずる）、サルゴリラ、南條庄助（すゑひろがりず）、ヤジマリー。（スカチャン）、キンタロー。、サツマカワRPG、ぱーてぃーちゃん | 大喜利・ギャグ・モノマネ・モノボケ・歌・1分トーク・キス・メンチ・土下座・楽屋・ビンタ・弔辞                                                                     | くっきー!（野性爆弾）                        | 年末1時間SP |

| 2024年（令和6年） | 2024年（令和6年） | 2024年（令和6年） | 2024年（令和6年） | 2024年（令和6年）            | 2024年（令和6年） |
| 回                | 放送日            | プレイヤー | お題 | 審査委員長                   | 備考 |
| ----------------- | ----------------- | --- | --- | ---------------------------- | --- |
| SP                | 1/2               | Aグループ錦鯉、西田幸治（笑い飯）、平子祐希（アルコ&ピース）、友近、サルゴリラ、KAƵMA（しずる）、ヤジマリー。（スカチャン）、ナダル（コロコロチキチキペッパーズ）、阪本（マユリカ）、永見大吾（カベポスター） Bグループ芝大輔（モグライダー）、R藤本、村上健志（フルーツポンチ）、チョコレートプラネット、すゑひろがりず、阿佐ヶ谷姉妹、堂前透（ロングコートダディ）、大須賀健剛（セルライトスパ）、ガク（真空ジェシカ） | Aグループ大喜利・ギャグ・モノマネ・モノボケ・歌・1分トーク・メンチ・作家・ふすま・司令官 Bグループ大喜利・ギャグ・モノマネ・モノボケ・歌・土下座・キス・楽屋・反対・ビンタ | 今田耕司                     | 笑いの総合格闘技!千原ジュニアの座王 新春SP 8度目の全国ネットとして1時間半の放送（22:00 - 23:30）。 作家のお題で、ですよ。が出演。        |
| 295               | 1/12              | 新春未公開SP | 新春未公開SP | 新春未公開SP                 | 新春未公開SP |
| 296               | 1/19              | 永野、田崎佑一（藤崎マーケット）、村上健志（フルーツポンチ）、大須賀健剛（セルライトスパ）、きしたかの、高木貫太（ストレッチーズ）、エルフ、萌々（爛々） | 大喜利・ギャグ・モノマネ・モノボケ・歌・1分トーク・弔辞・取り調べ | ほんこん                     | |
| 297               | 1/26              | 浅越ゴエ（ザ・プラン9）、南條庄助（すゑひろがりず）、カゲヤマ、はら（ゆにばーす）、サツマカワRPG、賀屋壮也（かが屋）、熊元プロレス（紅しょうが）、はるかぜに告ぐ | 大喜利・ギャグ・モノマネ・モノボケ・歌・1分トーク・ふすま・司令官 | くっきー!（野性爆弾）        | |
| 298               | 2/2               | 島田珠代、ザブングル加藤、大須賀健剛（セルライトスパ）、ネルソンズ、サツマカワRPG、Yes！アキト、くらげ | 大喜利・ギャグ・モノマネ・モノボケ・歌・1分トーク・ぬいぐるみ・ビンタ | ケンドーコバヤシ             | 座王を獲得したセルライトスパ大須賀のコメントを受けて、エンディングでザブングル加藤とケンドーコバヤシの大喜利エキシビションマッチを実施。 |
| 299               | 2/9               | 木本武宏（TKO）、あぁ〜しらき、ヤーレンズ、ナダル（コロコロキチキチペッパーズ）、マユリカ、ガク（真空ジェシカ）、高木貫太（ストレッチーズ）、永見大吾（カベポスター） | 大喜利・ギャグ・モノマネ・モノボケ・歌・1分トーク・ビンタ・訂正 | 板尾創路                     | |
| 300               | 2/16              | チャンス大城、西田幸治（笑い飯）、岩部彰（ミサイルマン）、西森洋一（モンスターエンジン）、川村エミコ（たんぽぽ）、R藤本、村上健志（フルーツポンチ）、ヤジマリー。（スカチャン）、堂前透（ロングコートダディ）、大須賀健剛（セルライトスパ）、さや香、サツマカワRPG、信子（ぱーてぃーちゃん）、金子きょんちぃ（ぱーてぃーちゃん）                                                                                         | 大喜利・ギャグ・モノマネ・モノボケ・歌・1分トーク・キス・メンチ・取り調べ・殉職・美容師                                                                                    | ほんこん                     | 放送300回記念1時間SP |
| 301               | 2/23              | 田崎佑一（藤崎マーケット）、バイク川崎バイク、インポッシブル、すゑひろがりず、トム・ブラウン、ヘンダーソン | 大喜利・ギャグ・モノマネ・モノボケ・歌・1分トーク・死に際・土下座 | 板尾創路                     | プレイヤーが全員男性芸人のため「漢座王」と題して放送。                                                                                   |
| 302               | 3/1               | 西森洋一（モンスターエンジン）、R藤本、堂前透（ロングコートダディ）、鬼としみちゃむ、ダンビラムーチョ、林田洋平（ザ・マミィ）、ヨネダ2000 | 大喜利・ギャグ・モノマネ・モノボケ・歌・1分トーク・ビンタ・強制終了 | 西田幸治（笑い飯）           | モンスターエンジン西森が10回目の座王を獲得。                                                                                             |
| 303               | 3/8               | 西田幸治（笑い飯）、岩部彰（ミサイルマン）、すゑひろがりず、シシガシラ、ヤジマリー。（スカチャン）、サツマカワRPG、荒川（エルフ）、ソマオ・ミートボール | 大喜利・ギャグ・モノマネ・モノボケ・歌・1分トーク・小窓・メンチ | 礼二（中川家）               | |
| 304               | 3/15              | 浅越ゴエ（ザ・プラン９）、岩部彰（ミサイルマン）、ななまがり、kento fukaya、岸大将（きしたかの）、サツマカワRPG、真輝志、信子（ぱーてぃーちゃん）、金子きょんちぃ（ぱーてぃーちゃん） | 大喜利・ギャグ・モノマネ・モノボケ・歌・1分トーク・反対・ビンタ | くっきー!（野性爆弾）        | |
| 305               | 3/22              | TKO、田崎佑一（藤崎マーケット）、ライス、街裏ぴんく、ルシファー吉岡、大須賀健剛（セルライトスパ）、サツマカワRPG、田津原理音 | 大喜利・ギャグ・モノマネ・モノボケ・歌・1分トーク・キス・訂正 | くっきー!（野性爆弾）        | |
| 306               | 3/29              | 原西孝幸(FUJIWARA)、ザブングル加藤、島田珠代、岩部彰（ミサイルマン）、ヤジマリー。（スカチャン）、堂前透（ロングコートダディ）、大須賀健剛（セルライトスパ）、Yes！アキト、バッテリィズ | 大喜利・ギャグ・モノマネ・モノボケ・歌・1分トーク・弔辞・土下座 | ほんこん                     | |
| 307               | 4/5               | 田崎佑一（藤崎マーケット）、R藤本、ヤジマリー。（スカチャン）、村上健志（フルーツポンチ）、木﨑太郎（祇園）、ナダル（コロコロチキチキペッパーズ）、髙野正成（きしたかの）、高木貫太（ストレッチーズ）、すがちゃん最高No.1（ぱーてぃーちゃん）、信子（ぱーてぃーちゃん） | 大喜利・ギャグ・モノマネ・モノボケ・歌・1分トーク・ふすま・駆け込み | お〜い!久馬（ザ・プラン9）   | |
| 308               | 4/12              | ウーイェイよしたか（スマイル）、街裏ぴんく、村上健志（フルーツポンチ）、斉藤慎二（ジャングルポケット）、太田博久（ジャングルポケット）、ルシファー吉岡、真輝志、ガク（真空ジェシカ）、はるかぜに告ぐ | 大喜利・ギャグ・モノマネ・モノボケ・歌・1分トーク・キス・土下座 | ケンドーコバヤシ             | 因縁の対決!!40分SP |
| 309               | 4/19              | 西田幸治（笑い飯）、あぁ〜しらき、村上健志（フルーツポンチ）、斉藤慎二（ジャングルポケット）、太田博久（ジャングルポケット）、 大須賀健剛（セルライトスパ）、 ナダル（コロコロチキチキペッパーズ） 、サツマカワRPG、ちゃんぴおんず | 大喜利・ギャグ・モノマネ・モノボケ・歌・1分トーク・ビンタ・訂正 | お〜い!久馬（ザ・プラン9）   | |
| 310               | 4/26              | 田崎佑一（藤崎マーケット）、R藤本、ヤーレンズ、 大須賀健剛（セルライトスパ）、カゲヤマ、荒川（エルフ）、空前メテオ | 大喜利・ギャグ・モノマネ・モノボケ・歌・1分トーク・司令官・反対 | 西田幸治（笑い飯）           | |
| 311               | 5/3               | 西田幸治（笑い飯）、R藤本、ななまがり、すゑひろがりず、シシガシラ、ぐろう | 大喜利・ギャグ・モノマネ・モノボケ・歌・1分トーク・駆け込み・視聴者 | お〜い!久馬（ザ・プラン9）   | プレイヤーが全員男性芸人のため「漢座王」と題して放送。                                                                                   |
| 312               | 5/10              | あぁ〜しらき、田崎祐一（藤崎マーケット）、KAƵMA（しずる）、田所仁（ライス）、ルシファー吉岡、堂前透（ロングコートダディ）、ダイタク、隣人 | 大喜利・ギャグ・モノマネ・モノボケ・歌・1分トーク・土下座・ふすま | くっきー!（野性爆弾）        | 大喜利対決の女子アナに関する問題で、竹上が飛び入りで回答を披露しスタジオ内の爆笑をさらった。                                             |
| 313               | 5/17              | 木本武宏（TKO）、浅越ゴエ（ザ・プラン9）、西森洋一（モンスターエンジン）、ウーイェイよしたか（スマイル）、KAƵMA（しずる）、田所仁（ライス）、鬼としみちゃむ、サツマカワRPG、真輝志 | 大喜利・ギャグ・モノマネ・モノボケ・歌・1分トーク・訂正・添い寝 | くっきー!（野性爆弾）        | スマイルよしたかが初出場から12連敗となり、連敗ワースト記録を更新。                                                                       |
| 314               | 5/24              | 西田幸治（笑い飯）、西森洋一（モンスターエンジン）、市川義一（男と女）、R藤本、大須賀健剛（セルライトスパ）、堂前透（ロングコートダディ）、インディアンス、広燈、萌々（爛々） | 大喜利・ギャグ・モノマネ・モノボケ・歌・1分トーク・キス・駆け込み | ケンドーコバヤシ             | |
| 315               | 5/31              | 浅越ゴエ（ザ・プラン9）、岩部彰（ミサイルマン）、田中一彦（スーパーマラドーナ）、田崎祐一（藤崎マーケット）、R藤本、インディアンス、ケビンス、Yes!アキト | 大喜利・ギャグ・モノマネ・モノボケ・歌・1分トーク・小窓・ビンタ | ケンドーコバヤシ             | R藤本が20回目の座王を獲得。 |
| 316               | 6/7               | ザブングル加藤、岩部彰（ミサイルマン）、山名文和（アキナ）、タモンズ、ラフ次元、木崎太郎（祇園）、永見大吾（カベポスター）、萌々（爛々） | 大喜利・ギャグ・モノマネ・モノボケ・歌・1分トーク・土下座・視聴者 | くっきー!（野性爆弾）        | |
| 317               | 6/14              | 山名文和（アキナ）、斎藤司（トレンディエンジェル）、大須賀健剛（セルライトスパ）、永見大吾（カベポスター）、真輝志、すがちゃん最高No.1（ぱーてぃーちゃん）、信子（ぱーてぃーちゃん）、リンダカラー∞ | 大喜利・ギャグ・モノマネ・モノボケ・歌・1分トーク・ふすま・殉職 | くっきー!（野性爆弾）        | |
| 318               | 6/21              | ザ・パンチ、田中一彦（スーパーマラドーナ）、水田信二、サルゴリラ、R藤本、ヤジマリー。（スカチャン）、高野正成（きしたかの）、橋本市民球場（隣人） | 大喜利・ギャグ・モノマネ・モノボケ・歌・1分トーク・ビンタ・駆け込み | お〜い!久馬（ザ・プラン9）   | |
| 319               | 6/28              | 座王歌謡祭2024 | 座王歌謡祭2024 | 座王歌謡祭2024               | 座王歌謡祭2024 |
| 320               | 7/5               | 岩部彰（ミサイルマン）、水田信二、田崎佑一（藤崎マーケット）、ツートライブ、阿佐ヶ谷姉妹、ヤジマリー。（スカチャン）、大須賀健剛（セルライトスパ）、高野正成（きしたかの） | 大喜利・ギャグ・モノマネ・モノボケ・歌・1分トーク・キス・楽屋 | 西田幸治（笑い飯）           | |
| 321               | 7/12              | 浅越ゴエ（ザ・プラン9）、岩部彰（ミサイルマン）、村上健志（フルーツポンチ）、マユリカ、ガク（真空ジェシカ）、信子（ぱーてぃーちゃん）、マーメイド、りなぴっぴ（リンダカラー∞） | 大喜利・ギャグ・モノマネ・モノボケ・歌・1分トーク・死に際・訂正 | お〜い!久馬（ザ・プラン9）   | |
| 322               | 7/19              | 島田珠代、市川義一（男と女）、ウーイェイよしたか（スマイル）、田崎祐一（藤崎マーケット）、村上健志（フルーツポンチ）、脇田（シシガシラ）、ガク（真空ジェシカ）、松浦景子、信子（ぱーてぃーちゃん）、りなぴっぴ（リンダカラー∞） | 大喜利・ギャグ・モノマネ・モノボケ・歌・1分トーク・土下座・弔辞 | 西田幸治（笑い飯）           | スマイルよしたかが松浦との1分トーク対決にて番組初勝利を飾り、連敗ワースト記録を12で止めた。                                              |
| 323               | 7/26              | 西田幸治（笑い飯）、あぁ〜しらき、水田信二、田崎祐一（藤崎マーケット）、KAƵMA（しずる）、R藤本、稲田直樹（アインシュタイン）、ななまがり、ルシファー吉岡、ヤジマリー。（スカチャン）、鬼沢さん（鬼としみちゃむ）、Den（リンダカラー∞） | 大喜利・ギャグ・モノマネ・モノボケ・歌・1分トーク・土下座・ふすま・ビンタ・駆け込み                                                                                        | 板尾創路                     | チャンピオン大会45分SP 2025年3月の日本武道館ライブ開催を発表。 グランド座王のななまがり初瀬が同ライブの出場権を獲得。                    |
| 324               | 8/2               | 浅越ゴエ（ザ・プラン9）、稲田直樹（アインシュタイン）、ななまがり、木﨑太郎（祇園）、ルシファー吉岡、サツマカワRPG、橋本市民球場（隣人）、山下ギャンブルゴリラ（豪快キャプテン）、萌々（爛々） | 大喜利・ギャグ・モノマネ・モノボケ・歌・1分トーク・キス・視聴者 | お〜い!久馬（ザ・プラン9）   | |
| 325               | 8/9               | チャンス大城、岩部彰（ミサイルマン）、田中一彦（スーパーマラドーナ）、街裏ぴんく、出井隼之介（ヤーレンズ）、堂前透（ロングコートダディ）、原田泰雅 （ビスケットブラザーズ）、伊織（からし蓮根）、アンゴラ村長（にゃんこスター）、清川雄司 | 大喜利・ギャグ・モノマネ・モノボケ・歌・1分トーク・小窓・殉職 | お〜い!久馬（ザ・プラン9）   | |
| 326               | 8/16              | チャンス大城、八木真澄（サバンナ）、浅越ゴエ（ザ・プラン9）、西田幸治（笑い飯）、ザブングル加藤、村上健志（フルーツポンチ）、原田泰雅 （ビスケットブラザーズ）、真輝志、赤木裕（たくろう）、アンゴラ村長（にゃんこスター） | 大喜利・ギャグ・モノマネ・モノボケ・歌・1分トーク・死に際・訂正 | くっきー!（野性爆弾）        | |
| 327               | 8/23              | あぁ〜しらき、西森洋一（モンスターエンジン）、サルゴリラ、R藤本、すゑひろがりず、はるかぜに告ぐ | 大喜利・ギャグ・モノボケ・歌・1分トーク・インターホン・ビンタ | 西田幸治（笑い飯）           | プレイヤー9名での放送。翌週の放送にて、アインシュタイン稲田が寝坊による遅刻のため2本収録の1本目に出演できなかったことが明かされた。      |
| 328               | 8/30              | 岩部彰（ミサイルマン）、あぁ〜しらき、市川義一（男と女）、田崎祐一（藤崎マーケット）、稲田直樹（アインシュタイン）、すゑひろがりず、永見大吾（カベポスター）、園田祥太（ダウ90000）、吉原怜那（ダウ90000） | 大喜利・ギャグ・モノマネ・モノボケ・歌・1分トーク・キス・ふすま | お〜い!久馬（ザ・プラン9）   | |
| 329               | 9/7               | 木本武宏（TKO）、ザブングル加藤、オジンオズボーン篠宮、兼光タカシ、ライス、国崎和也（ランジャタイ）、鬼としみちゃむ、Yes!アキト | 大喜利・ギャグ・モノマネ・モノボケ・歌・1分トーク・ぬいぐるみ・ビンタ | お〜い!久馬（ザ・プラン9）   | 「ワケあり」の芸人が多く出演し、対戦でやらかした芸人も続出したため「ワケあり座王」と題して放送。                                         |
| 330               | 9/13              | 島田珠代、岩部彰（ミサイルマン）、KAƵMA（しずる）、ななまがり、ルシファー吉岡、堂前透（ロングコートダディ）、キンタロー。、永見大吾（カベポスター）、信子（ぱーてぃーちゃん） | 大喜利・ギャグ・モノマネ・モノボケ・歌・1分トーク・視聴者・駆け込み | くっきー!（野性爆弾）        | 千原の甥が収録を見学したため「甥っ子杯」と題して放送。                                                                                   |
| 331               | 9/20              | 真栄田賢（スリムクラブ）、田崎佑一（藤崎マーケット）、ななまがり、ルシファー吉岡、隣人、すがちゃん最高No.1（ぱーてぃーちゃん）、信子（ぱーてぃーちゃん）、Den（リンダカラー∞） | 大喜利・ギャグ・モノマネ・モノボケ・歌・1分トーク・楽屋・反対 | お〜い!久馬（ザ・プラン9）   | |
| 332               | 9/27              | 怒り座王 | 怒り座王 | 怒り座王                     | 怒り座王 |
| 333               | 10/4              | 島田珠代、岩部彰（ミサイルマン）、オジンオズボーン篠宮、兼光タカシ、大須賀健剛（セルライトスパ）、カゲヤマ、広燈、Yes!アキト | 大喜利・ギャグ・モノマネ・モノボケ・歌・キス・司令官 | お〜い!久馬（ザ・プラン9）   | プレイヤー9名での放送。 |
| 334               | 10/11             | 西森洋一（モンスターエンジン）、田崎佑一（藤崎マーケット）、山名文和（アキナ）、タグ（ダブルアート）、大須賀健剛（セルライトスパ）、サツマカワRPG、栗谷（カカロニ）、すがちゃん最高No.1（ぱーてぃーちゃん）、信子（ぱーてぃーちゃん）、Den（リンダカラー∞） | 大喜利・ギャグ・モノマネ・モノボケ・歌・1分トーク・キス・弔辞 | ケンドーコバヤシ             | オープニングで彼女と交際中のすがちゃんや女性芸能人を射止めた芸人の話題が挙がったため「LOVE座王」と題して放送。                           |
| 335               | 10/18             | 西田幸治（笑い飯）、水田信二、ジェラードン、堂前透（ロングコートダディ）、原田泰雅 （ビスケットブラザーズ）、サツマカワRPG、cacao | 大喜利・ギャグ・モノマネ・モノボケ・歌・1分トーク・土下座・待ち合わせ | お〜い!久馬（ザ・プラン9）   | |
| 336               | 10/25             | TKO、浅越ゴエ（ザ・プラン9）、R藤本、シティホテル3号室、高野正成（きしたかの）、橋本市民球場（隣人）、信子（ぱーてぃーちゃん）、浦田スターク（cacao） | 大喜利・ギャグ・モノボケ・歌・1分トーク・インターホン・ビンタ・殉職 | ケンドーコバヤシ             | |
| 337               | 11/1              | 岩部彰（ミサイルマン）、サルゴリラ、水田信二、よじょう（ガクテンソク）、村上健志（フルーツポンチ）、ジェラードン、大須賀健剛（セルライトスパ）、橋本市民球場（隣人） | 大喜利・ギャグ・モノマネ・モノボケ・歌・1分トーク・小窓・メンチ | くっきー!（野性爆弾）        | 決勝戦前の千原とフルーツポンチ村上のやりとりから今回の座王が武道館ライブに出場できることになり、村上が出場権を獲得。                     |
| 338               | 11/8              | 原口あきまさ、浅越ゴエ（ザ・プラン9）、村上健志（フルーツポンチ）、大須賀健剛（セルライトスパ）、賀屋壮也（かが屋）、栗谷（カカロニ）、 九条ジョー（レ・ヴァン）、蓮見翔（ダウ90000）、園田祥太（ダウ90000）、吉原怜那（ダウ90000） | 大喜利・ギャグ・モノマネ・モノボケ・歌・1分トーク・死に際・ラジオ | お〜い!久馬（ザ・プラン9）   | |
| 339               | 11/15             | や団、ラブレターズ、堂前透（ロングコートダディ）、ファイヤーサンダー、橋本市民球場（隣人）、浦田スターク（cacao） | 大喜利・モノボケ・土下座・キス・死に際・メンチ・ぬいぐるみ・取り調べ・視聴者                                                                                               | くっきー!（野性爆弾）        | キングオブコントファイナリスト大集結SP                                                                                                   |
| 340               | 11/22             | 西田幸治（笑い飯）、ザ・パンチ、田崎佑一（藤崎マーケット）、国崎和也（ランジャタイ）、ガク（真空ジェシカ）、賀屋壮也（かが屋）、栗谷（カカロニ）、 九条ジョー（レ・ヴァン）、永見大吾（カベポスター） | 大喜利・ギャグ・モノマネ・モノボケ・歌・1分トーク・ふすま・有名人 | お〜い!久馬（ザ・プラン9）   | 有名人のお題で、柳葉敏郎のモノマネをした原口あきまさが出演。                                                                             |
| 341               | 11/29             | 浅越ゴエ（ザ・プラン9）、西田幸治（笑い飯）、岩部彰（ミサイルマン）、田崎佑一（藤崎マーケット）、すゑひろがりず、コロコロチキチキペッパーズ、萌々（爛々） | 大喜利・ギャグ・モノマネ・モノボケ・歌・小窓・駆け込み | くっきー!（野性爆弾）        | プレイヤー9名での放送。 |
| 342               | 12/6              | チャンス大城、岩部彰（ミサイルマン）、トレンディエンジェル、ヤジマリー。（スカチャン）、ラブレターズ、シティホテル3号室 | 大喜利・ギャグ・モノマネ・モノボケ・歌・1分トーク・目覚め | 岩尾望（フットボールアワー） | プレイヤー9名での放送。 |
| 343               | 12/13             | 浅越ゴエ（ザ・プラン9）、斎藤司（トレンディエンジェル）、脇田（シシガシラ）、大須賀健剛（セルライトスパ）、鬼としみちゃむ、サツマカワRPG、ママタルト | 大喜利・ギャグ・モノマネ・モノボケ・歌・楽屋・ビンタ | 岩尾望（フットボールアワー） | プレイヤー9名での放送。 |
| 344               | 12/20             | ハリウッドザコシショウ、西田幸治（笑い飯）、岩部彰（ミサイルマン）、兼光タカシ、囲碁将棋、R藤本、すゑひろがりず、国崎和也（ランジャタイ）、ラブレターズ、大須賀健剛（セルライトスパ）、アントニー（マテンロウ）、イワクラ（蛙亭） | 大喜利・ギャグ・モノマネ・モノボケ・歌・1分トーク・死に際・メンチ・ふすま・耳打ち・ビンタ・視聴者                                                                          | 藤本敏史（FUJIWARA）         | 年末1時間SP |
| SP                | 12/24             | ノーパンチ松尾（ザ・パンチ）、芝大輔（モグライダー）、稲田直樹（アインシュタイン）、堂前透（ロングコートダディ）、ルシファー吉岡、原田泰雅 （ビスケットブラザーズ）、新山（さや香）、永見大吾（カベポスター）、Den（リンダカラー∞）、浦田スターク（cacao） | 大喜利・ギャグ・モノボケ・歌・土下座・小窓・キス・メンチ | 柴田英嗣（アンタッチャブル） | 聖夜の細身センスメガネSP 9度目の全国ネットとして放送（23:00 - 23:30）。                                                                  |

| 2025年（令和7年） | 2025年（令和7年） | 2025年（令和7年） | 2025年（令和7年） | 2025年（令和7年）                                | 2025年（令和7年） |
| 回                | 放送日            | プレイヤー | お題 | 審査委員長                                       | 備考 |
| ----------------- | ----------------- | --- | --- | ------------------------------------------------ | --- |
| SP                | 1/2               | Aグループくっきー!（野性爆弾）、錦鯉、西田幸治（笑い飯）、芝大輔（モグライダー）、児玉智洋（サルゴリラ）、水田信二、稲田直樹（アインシュタイン）、堂前透（ロングコートダディ）、ガク（真空ジェシカ）、兼近大樹（EXIT）、信子（ぱーてぃーちゃん） Bグループ飯尾和樹（ずん）、ふかわりょう、鳥居みゆき、KAƵMA（しずる）、R藤本、すゑひろがりず、ルシファー吉岡、福田麻貴（3時のヒロイン）、ナダル（コロコロチキチキペッパーズ）、檜原洋平（ママタルト）、永見大吾（カベポスター） | Aグループ大喜利・ギャグ・モノボケ・歌・キス・メンチ・ふすま・ぬいぐるみ・反対・有名人 Bグループ大喜利・ギャグ・モノマネ・モノボケ・歌・土下座・作家・楽屋・司令官・ビンタ | バカリズム                                       | 笑いの総合格闘技!千原ジュニアの座王 新春SP 10度目の全国ネットとして1時間半の放送（22:00 - 23:30）。 笑い飯西田が70回目の座王を獲得。 有名人のお題で、木村拓哉のモノマネをした広燈が出演。 作家のお題で、レギュラーが出演。 |
| 345               | 1/10              | 未公開SP | 未公開SP | 未公開SP                                         | 1月2日放送の新春SP、および2024年の放送からの未公開ネタ特集。 |
| 346               | 1/17              | 細身センスメガネSpecial Edition | 細身センスメガネSpecial Edition | 細身センスメガネSpecial Edition                  | 2024年12月24日放送の聖夜の細身センスメガネSPの未公開ネタ、および細身センスメガネ芸人の過去の傑作ネタの特集。 |
| 347               | 1/24              | ママタルト、ジョックロック、バッテリィズ、金魚番長、例えば炎 | 大喜利・ギャグ・モノマネ・モノボケ・歌・1分トーク・土下座・ビンタ | 岩尾望（フットボールアワー）                     | M-1戦士大集結SP |
| 348               | 1/31              | 島田珠代、R藤本、村上健志（フルーツポンチ）、紺野ぶるま、ZAZY、にぼしいわし、すがちゃん最高No.1（ぱーてぃーちゃん）、植田紫帆（オダウエダ）、浦田スターク（cacao） | 大喜利・ギャグ・モノマネ・モノボケ・歌・キス・楽屋・視聴者 | お〜い!久馬（ザ・プラン9）                       | プレイヤーの男女比が5:5のため「合コン座王」と題して放送。 |
| 349               | 2/7               | 兼光タカシ、田崎佑一（藤崎マーケット）、村上健志（フルーツポンチ）、西森洋一（モンスターエンジン）、稲田直樹（アインシュタイン）、サツマカワRPG、伊織（からし蓮根）、ラパルフェ | 大喜利・ギャグ・モノマネ・モノボケ・歌・司令官・駆け込み | 岩尾望（フットボールアワー）                     | プレイヤー9名での放送。 アインシュタイン稲田が10回目の座王を獲得。 |
| 350               | 2/14              | 街裏ぴんく、村上健志（フルーツポンチ）、稲田直樹（アインシュタイン）、カゲヤマ、鬼としみちゃむ、サツマカワRPG、白桃ピーチよぴぴ | 大喜利・ギャグ・モノマネ・モノボケ・歌・1分トーク・子守り | お〜い!久馬（ザ・プラン9）                       | プレイヤー9名での放送。 放送日がバレンタインデーであり、独特な外見の芸人が多く出演したため「キモ芸人より愛を込めて」と題して放送。                                                                                         |
| 351               | 2/21              | ネコニスズ、R藤本、ななまがり、稲田直樹（アインシュタイン）、橋本市民球場（隣人）、ジョックロック、浦田スターク（cacao） | 大喜利・ギャグ・モノマネ・モノボケ・歌・1分トーク・インターホン・ぬいぐるみ                                                                                               | ほんこん                                         | |
| 352               | 2/28              | チャンス大城、ヤナギブソン（ザ・プラン9）、岩部彰（ミサイルマン）、街裏ぴんく、稲田直樹（アインシュタイン）、ななまがり、紺野ぶるま、真輝志 | 大喜利・ギャグ・モノボケ・歌・小窓・耳打ち・暗転 | くっきー!（野性爆弾）                            | プレイヤー9名での放送。 ミサイルマン岩部が99勝目を記録した2024年6月7日深夜放送分から12連敗となり、連敗ワースト記録に並ぶ。 敗退したミサイルマン岩部の寸劇に参加させられた竹上がくっきー!に対しメンチを切るシーンがあった。 |
| 353               | 3/7               | 西田幸治（笑い飯）、市川義一（女と男）、トム・ブラウン、ルシファー吉岡、堂前透（ロングコートダディ）、永見大吾（カベポスター）、浦田スターク（cacao）、北川（シカノシンプ） | 大喜利・モノマネ・モノボケ・歌・死に際・ビンタ | お〜い!久馬（ザ・プラン9）                       | 武道館ライブ前哨戦SP プレイヤー9名での放送。 |
| 354               | 3/14              | チャンス大城、アキラ100%、ルシファー吉岡、お見送り芸人しんいち、紺野ぶるま、マツモトクラブ、ZAZY、キンタロー。、田津原理音、友田オレ | 大喜利・モノマネ・モノボケ・1分トーク・歌・キス・土下座・殉職・駆け込み                                                                                                   | お〜い!久馬（ザ・プラン9）                       | R-1戦士大集結SP |
| 355               | 3/21              | 鰻和弘（銀シャリ）、田所仁（ライス）、水田信二、インポッシブル、稲田直樹（アインシュタイン）、ヤジマリー。（スカチャン）、パンプキンポテトフライ、浦田スターク（cacao） | 大喜利・ギャグ・モノマネ・モノボケ・歌・1分トーク・土下座・ふすま | お〜い!久馬（ザ・プラン9）                       | |
| 356               | 3/28              | 千原ジュニアの座王 in 日本武道館 Special Edition | 千原ジュニアの座王 in 日本武道館 Special Edition | 千原ジュニアの座王 in 日本武道館 Special Edition | 千原ジュニアの座王 in 日本武道館 Special Edition |
| 357               | 4/4               | 島田珠代、木本武宏（TKO）、くっきー!（野性爆弾）、西森洋一（モンスターエンジン）、KAƵMA（しずる）、村上健志（フルーツポンチ）、高野正成（きしたかの）、賀屋壮也（かが屋）、マーティー | 大喜利・ギャグ・モノマネ・モノボケ・歌・死に際・すりガラス・駆け込み | なだぎ武                                         | この回から放送時間を10分繰り上げ（0:45 - 1:15）。 |
| 358               | 4/11              | 市川義一（女と男）、あぁ〜しらき、兼光タカシ、村上健志（フルーツポンチ）、ルシファー吉岡、溜口佑太朗（ラブレターズ）、堂前透（ロングコートダディ）、サツマカワRPG、谷拓哉、伽説いわし（にぼしいわし） | 大喜利・ギャグ・モノマネ・モノボケ・歌・ぬいぐるみ・司令官・暗転 | お〜い!久馬（ザ・プラン9）                       | |
| 359               | 4/18              | 木本武宏（TKO）、KAƵMA（しずる）、大須賀健剛（セルライトスパ）、スタミナパン、九条ジョー、大東翔生（ダブルヒガシ）、Den（リンダカラー∞）、北川（シカノシンプ） | 大喜利・ギャグ・モノボケ・歌・1分トーク・キス・ビンタ | 岩尾望（フットボールアワー）                     | プレイヤー9名での放送。 セルライトスパ大須賀が100勝を達成し、20回目の座王を獲得。 |
| 360               | 4/25              | ザ・ギース、鰻和弘（銀シャリ）、稲田直樹（アインシュタイン）、橋本市民球場（隣人）、鬼としみちゃむ、紺野ぶるま、栗谷（カカロニ）、白桃ピーチよぴぴ | 大喜利・ギャグ・モノマネ・モノボケ・歌・1分トーク・楽屋・暗転 | ほんこん                                         | |
| 361               | 5/2               | チャンス大城、岩部彰（ミサイルマン）、あぁ〜しらき、高佐一慈（ザ・ギース）、街裏ぴんく、R藤本、大須賀健剛（セルライトスパ）、溜口佑太朗（ラブレターズ）、浦田スターク（cacao）、友田オレ | 大喜利・ギャグ・モノマネ・モノボケ・歌・1分トーク・殉職・小窓 | お〜い!久馬（ザ・プラン9）                       | この回から、セルライトスパ大須賀がゴールドビブスを着用。 ミサイルマン岩部が13連敗となり、連敗ワースト記録を更新。 |
| 362               | 5/9               | 浅越ゴエ（ザ・プラン9）、すゑひろがりず、出井隼之介（ヤーレンズ）、栗谷（カカロニ）、すがちゃん最高No.1（ぱーてぃーちゃん）、信子（ぱーてぃーちゃん）、京極風斗（9番街レトロ）、吉原怜那（ダウ90000） | 大喜利・ギャグ・モノマネ・モノボケ・歌・ビンタ・駆け込み | 岩尾望（フットボールアワー）                     | プレイヤー9名での放送。 |
| 363               | 5/16              | 西田幸治（笑い飯）、岩部彰（ミサイルマン）、兼光タカシ、田崎佑一（藤崎マーケット）、水田信二、村上健志（フルーツポンチ）、大須賀健剛（セルライトスパ）、ルシファー吉岡、溜口佑太朗（ラブレターズ）、紺野ぶるま、マツモトクラブ、サツマカワRPG、とりあえず谷、信子（ぱーてぃーちゃん）、Den（リンダカラー∞）、園田祥太（ダウ90000） | 大喜利・モノボケ・モノマネ・歌・1分トーク・土下座・キス・すりガラス・ふすま・反対・ビンタ・暗転                                                                           | お〜い!久馬（ザ・プラン9）                       | チャンピオン大会 2週完結。 ミサイルマン岩部が14連敗となり、連敗ワースト記録を更新。また、番組初となる100敗も達成。 |
| 364               | 5/23              | 西田幸治（笑い飯）、岩部彰（ミサイルマン）、兼光タカシ、田崎佑一（藤崎マーケット）、水田信二、村上健志（フルーツポンチ）、大須賀健剛（セルライトスパ）、ルシファー吉岡、溜口佑太朗（ラブレターズ）、紺野ぶるま、マツモトクラブ、サツマカワRPG、とりあえず谷、信子（ぱーてぃーちゃん）、Den（リンダカラー∞）、園田祥太（ダウ90000） | 大喜利・モノボケ・モノマネ・歌・1分トーク・土下座・キス・すりガラス・ふすま・反対・ビンタ・暗転                                                                           | お〜い!久馬（ザ・プラン9）                       | チャンピオン大会 2週完結。 ミサイルマン岩部が14連敗となり、連敗ワースト記録を更新。また、番組初となる100敗も達成。 |
| 365               | 5/30              | ぼんちおさむ（ザ・ぼんち）、島田珠代、市川義一（女と男）、モンスターエンジン、兼光タカシ、田崎佑一（藤崎マーケット）、稲田直樹（アインシュタイン）、ジェラードン | 大喜利・ギャグ・モノマネ・モノボケ・歌・1分トーク・土下座・駆け込み | 田中卓志（アンガールズ）                         | |
| 366               | 6/6               | 高木晋哉（ジョイマン）、ネコ二スズ、稲田直樹（アインシュタイン）、ジェラードン、堂前透（ロングコートダディ）、大須賀健剛（セルライトスパ）、人間横丁 | 大喜利・ギャグ・モノマネ・モノボケ・歌・ぬいぐるみ・メンチ・面会 | 田中卓志（アンガールズ）                         | |
| 367               | 6/13              | R藤本、水田信二、お見送り芸人しんいち、溜口佑太朗（ラブレターズ）、ガク（真空ジェシカ）、橋本市民球場（隣人）、浦田スターク（cacao）、三遊間、友田オレ | 大喜利・ギャグ・モノマネ・モノボケ・歌・すりガラス・反対・マネージャー | 竹若元博（バッファロー吾郎）                     | |
| 368               | 6/20              | 木本武宏（TKO）、市川義一（女と男）、西森洋一（モンスターエンジン）、すゑひろがりず、ななまがり、九条ジョー、栗谷（カカロニ）、竹上萌奈 | 大喜利・ギャグ・モノマネ・モノボケ・歌・土下座・ぬいぐるみ・訂正 | お〜い!久馬（ザ・プラン9）                       | 竹上アナ参戦!35分SP アシスタントとして、ミサイルマン岩部が出演。 |
| 369               | 6/27              | はりけ〜んず、西田幸治（笑い飯）、西森洋一（モンスターエンジン）、稲田直樹（アインシュタイン）、出井隼之介（ヤーレンズ）、ツートライブ、カゲヤマ | 大喜利・モノマネ・モノボケ・歌・1分トーク・土下座・ぬいぐるみ・訂正 | 岩尾望（フットボールアワー）                     | |
| 370               | 7/4               | 島田珠代、大須賀健剛（セルライトスパ）、カゲヤマ、サツマカワRPG、ひつじねいり、京極風斗（9番街レトロ）、萌々（爛々）、警備員（ハチカイ） | 大喜利・ギャグ・モノボケ・1分トーク・キス・暗転・面会 | お〜い!久馬（ザ・プラン9）                       | |
| 371               | 7/11              | 西田幸治（笑い飯）、西森洋一（モンスターエンジン）、池田一真（しずる）、トム・ブラウン、愛凛冴、蓮見翔（ダウ90000）、園田祥太（ダウ90000）、吉原怜那（ダウ90000） | 大喜利・ギャグ・モノボケ・歌・効果音・耳打ち・面会・映画監督 | くっきー!（野性爆弾）                            | |
| 372               | 7/18              | 橋本市民球場（隣人）、豪快キャプテン、ジョックロック、カベポスター、大東翔生（ダブルヒガシ）、浦田スターク（cacao）、北川（シカノシンプ） | 大喜利・ギャグ・モノボケ・歌・1分トーク・土下座・小窓・探偵 | お〜い!久馬（ザ・プラン9）                       | マンゲキSP |
| 373               | 7/25              | かもめんたる、田所仁（ライス）、セルライトスパ、ルシファー吉岡、スタミナパン、ガク（真空ジェシカ）、永見大吾（カベポスター） | 大喜利・ギャグ・モノボケ・歌・1分トーク・効果音・暗転・腕まくら | くっきー!（野性爆弾）                            | ダブルインパクトの決勝進出コンビ3組が出演。 |
| 374               | 8/1               | 西森洋一（モンスターエンジン）、鰻和弘（銀シャリ）、R藤本、森下直人（ななまがり）、ちょんまげラーメン、ナダル（コロコロチキチキペッパーズ）、浦田スターク（cacao）、グレン世紀、友田オレ | 大喜利・ギャグ・モノボケ・1分トーク・叫び・司令官・駆け込み・歌謡曲 | 西田幸治（笑い飯）                               | |
| 375               | 8/8               | 街裏ぴんく、脇田（シシガシラ）、大須賀健剛（セルライトスパ）、ルシファー吉岡、和田まんじゅう（ネルソンズ）、麻婆（スタミナパン）、しみちゃむ（鬼としみちゃむ）、山下ギャンブルゴリラ（豪快キャプテン）、大東翔生（ダブルヒガシ）、大鶴肥満（ママタルト） | 大喜利・ギャグ・モノボケ・歌・土下座・反対・駆け込み・腕まくら | ケンドーコバヤシ                                 | 真夏のセンスわがままボディ大会 |
| 376               | 8/15              | 市川義一（女と男）、R藤本、出井隼之介（ヤーレンズ）、ルシファー吉岡、カラタチ、京極風斗（9番街レトロ）、林田洋平（ザ・マミィ）、三遊間 | 大喜利・ギャグ・モノボケ・歌・1分トーク・ふすま・反対・視聴者 | くっきー!（野性爆弾）                            | |

## ネット局
2025年4月現在
| 放送対象地域   | 放送局                    | 系列           | 放送日時                     | ネット状況 | 備考      |
| -------------- | ------------------------- | -------------- | ---------------------------- | ---------- | --------- |
| 近畿広域圏     | 関西テレビ（KTV）         | フジテレビ系列 | 土曜 0:45 - 1:15（金曜深夜） | 制作局     | 制作局    |
| 中京広域圏     | 東海テレビ（THK）         | フジテレビ系列 | 土曜 0:45 - 1:15（金曜深夜） | 遅れネット | [ 注 63 ] |
| 静岡県         | テレビ静岡（SUT）         | フジテレビ系列 | 土曜 0:45 - 1:15（金曜深夜） | 遅れネット |           |
| 長野県         | 長野放送（NBS）           | フジテレビ系列 | 木曜 0:45 - 1:15（水曜深夜） | 遅れネット |           |
| 石川県         | 石川テレビ（ITC）         | フジテレビ系列 | 土曜 0:45 - 1:17（金曜深夜） | 遅れネット | [ 注 64 ] |
| 高知県         | 高知さんさんテレビ（KSS） | フジテレビ系列 | 金曜 0:15 - 0:45（木曜深夜） | 遅れネット |           |
| 広島県         | テレビ新広島（tss）       | フジテレビ系列 | 金曜 0:15 - 0:45（木曜深夜） | 遅れネット | [ 注 65 ] |
| 島根県・鳥取県 | さんいん中央テレビ（TSK） | フジテレビ系列 | 金曜 0:15 - 0:45（木曜深夜） | 遅れネット | [ 注 66 ] |
| 岡山県・香川県 | 岡山放送（OHK）           | フジテレビ系列 | 土曜 0:50 - 1:25（金曜深夜） | 遅れネット |           |
| 長崎県         | テレビ長崎（KTN）         | フジテレビ系列 | 土曜 1:23 - 1:55（金曜深夜） | 遅れネット |           |
| 鹿児島県       | 鹿児島テレビ（KTS）       | フジテレビ系列 | 木曜 1:15 - 1:45（水曜深夜） | 遅れネット |           |

過去のネット局
- さくらんぼテレビ（SAY） - 2023年3月12日（11日深夜）から日曜 1:15 - 1:45（土曜深夜）に放送されていたが、打ち切り。
- 福島テレビ (FTV)  - 2021年10月9日（8日深夜）から土曜 2:10 - 2:40（金曜深夜）に放送されていたが、2022年4月2日（1日深夜）に一旦打ち切り。2023年4月4日から水曜 0:55 - 1:25（火曜深夜）に放送再開（第251回から）したが、再度打ち切り。
- テレビ山梨（UTY・TBS系列） - 2022年4月から月曜 1:20 - 1:50（日曜深夜）に放送されていたが、同年9月打ち切り。
- テレビ愛媛（EBC） - 水曜 0:25 - 1:00（火曜深夜）に放送されていたが、打ち切り。
- テレビくまもと（TKU） - 月曜 1:25 - 1:55（日曜深夜）に放送されていたが、打ち切り。

この他にも、不定期放送（フジテレビなど）や全国ネットSPのみを同時ネットする系列局が多数存在する。
全国ネットSPのネット局
| 放送対象地域   | 放送局                    | 系列                                         | ネット状況 |
| -------------- | ------------------------- | -------------------------------------------- | ---------- |
| 関西広域圏     | 関西テレビ（KTV）         | フジテレビ系列                               | 制作局     |
| 北海道         | 北海道文化放送（uhb）     | フジテレビ系列                               | 同時ネット |
| 岩手県         | 岩手めんこいテレビ（mit） | フジテレビ系列                               | 同時ネット |
| 宮城県         | 仙台放送（OX）            | フジテレビ系列                               | 同時ネット |
| 秋田県         | 秋田テレビ（AKT）         | フジテレビ系列                               | 同時ネット |
| 山形県         | さくらんぼテレビ（SAY）   | フジテレビ系列                               | 同時ネット |
| 福島県         | 福島テレビ（FTV）         | フジテレビ系列                               | 同時ネット |
| 新潟県         | NST新潟総合テレビ（NST）  | フジテレビ系列                               | 同時ネット |
| 長野県         | 長野放送（NBS）           | フジテレビ系列                               | 同時ネット |
| 関東広域圏     | フジテレビ（CX）          | フジテレビ系列                               | 同時ネット |
| 静岡県         | テレビ静岡（SUT）         | フジテレビ系列                               | 同時ネット |
| 中京広域圏     | 東海テレビ（THK）         | フジテレビ系列                               | 同時ネット |
| 富山県         | 富山テレビ（BBT）         | フジテレビ系列                               | 同時ネット |
| 石川県         | 石川テレビ（ITC）         | フジテレビ系列                               | 同時ネット |
| 福井県         | 福井テレビ（FTB）         | フジテレビ系列                               | 同時ネット |
| 岡山県・香川県 | 岡山放送（OHK）           | フジテレビ系列                               | 同時ネット |
| 島根県・鳥取県 | さんいん中央テレビ（TSK） | フジテレビ系列                               | 同時ネット |
| 広島県         | テレビ新広島（tss）       | フジテレビ系列                               | 同時ネット |
| 愛媛県         | テレビ愛媛（EBC）         | フジテレビ系列                               | 同時ネット |
| 高知県         | 高知さんさんテレビ（KSS） | フジテレビ系列                               | 同時ネット |
| 福岡県         | テレビ西日本（TNC）       | フジテレビ系列                               | 同時ネット |
| 佐賀県         | サガテレビ（STS）         | フジテレビ系列                               | 同時ネット |
| 長崎県         | テレビ長崎（KTN）         | フジテレビ系列                               | 同時ネット |
| 熊本県         | テレビくまもと（TKU）     | フジテレビ系列                               | 同時ネット |
| 宮崎県         | テレビ宮崎（UMK）         | フジテレビ系列 日本テレビ系列 テレビ朝日系列 | 同時ネット |
| 鹿児島県       | 鹿児島テレビ（KTS）       | フジテレビ系列                               | 同時ネット |
| 沖縄県         | 沖縄テレビ（OTV）         | フジテレビ系列                               | 同時ネット |

前述の通り2022年始の新春SPは、2024年5月より、放送ライブラリー（神奈川県横浜市中区、横浜情報文化センター内）にて視聴可能となっている。

### インターネット配信
最新回配信は関西テレビ放送日基準のため、遅れネット局ではインターネット配信が放送より先行する。
| 配信元         | 更新日時       | 配信期間 | 備考                 |
| -------------- | -------------- | -------- | -------------------- |
| カンテレドーガ | 土曜 10:00更新 | 7日      | 最新回限定で無料配信 |
| TVer           | 土曜 10:00更新 | 7日      | 最新回限定で無料配信 |

過去のインターネット配信
- GYAO! - 2023年3月31日をもって動画配信サービスを終了した。

### アーカイブ配信
以下の動画配信サービスサイトで、過去回のアーカイブを配信している。
| 配信元                 | 配信内容                           | 備考                                 |
| ---------------------- | ---------------------------------- | ------------------------------------ |
| FANYチャンネル         | 関西テレビでの前回放送分までを配信 | 有料会員向け配信、独自の特典映像付き |
| フジテレビオンデマンド | 過去の放送の一部を配信             | 有料会員向け配信                     |
| SPOOX                  | 過去の放送の一部を配信             | 有料会員向け配信                     |
| U-NEXT                 | 過去の放送の一部を配信             | 有料会員向け配信                     |

過去のアーカイブ配信
- Paravi - 有料会員向けに過去の放送の一部を配信。2023年6月30日をもってU-NEXTに統合された。
- Amazonプライム・ビデオ[注 69]、Netflix、Hulu- 有料会員向けに過去の放送の一部を配信。配信終了時期不明。

## テーマ曲

### オープニングテーマ
- バカサバイバー（ウルフルズ） - 2020年6月6日深夜の放送から使用。

番組開始当初は、独自のインストゥルメンタル曲を使用した。
放送回によっては、『バカサバイバー』以外の楽曲をオープニングテーマに使用することもある。

### エンディングテーマ
エンディングテーマは月替わりとなっている。
特番時代は、エドワード・エルガーの『威風堂々』をロックアレンジした楽曲を使用した。レギュラー放送でも、エンディングの冒頭で同曲が流されている。
全国ネットSPでは、オープニングと同じく『バカサバイバー』を使用する。
| 2018年04月 | レディース ハウス♡心へ         | チョ・ジョンミン |
| 2018年05月 | どうなりたいの?                | PICKLES          |
| 2018年06月 | Ray                            | PassCode         |
| 2018年07月 | キャパオーバー節               | モケーレムベンベ |
| 2018年08月 | 大阪もんのうた                 | 酒井藍 ほか      |
| 2018年09月 | NIGHT FLAVER                   | G.U.M            |
| 2018年10月 | 僕だって泣いちゃうよ           | NMB48            |
| 2018年11月 | 三ツ寺慕情 -west one way ver.- | Calmera          |
| 2018年12月 | 泣かせてくれよ                 | 吉本坂46         |

| 2019年01月 | ミニマリスト      | Half time Old    |
| 2019年02月 | スポットライト    | Re:Complex       |
| 2019年03月 | Back Stub         | ジラフポット     |
| 2019年04月 | Elegante          | 伊礼彼方         |
| 2019年05月 | 猫の逆襲          | カノエラナ       |
| 2019年06月 | 今夜はええやん    | 吉本坂46         |
| 2019年07月 | 東京              | アルコサイト     |
| 2019年08月 | Sunshine Duration | Sing Sing Rabbit |
| 2019年09月 | ベイビーダンス    | chocol8 syndrome |
| 2019年10月 | 神推しベイビー    | Awake            |
| 2019年11月 | Sailing           | LOCAL CONNECT    |
| 2019年12月 | 初恋至上主義      | NMB48            |

| 2020年01月 | WONDERLAND                   | Heartful☆Funks           |
| 2020年02月 | 無限大                       | JO1                      |
| 2020年03月 | Colors in my heart           | ANIME GIRL               |
| 2020年04月 | Sorry                        | Runny Noize              |
| 2020年06月 | ネバーランド                 | こまごめピペット         |
| 2020年07月 | スノードーム                 | フラスコテーション       |
| 2020年08月 | Time Files                   | Runny Noize              |
| 2020年09月 | ドライブ                     | ギターパンダ             |
| 2020年10月 | KYOTO 踊ろう ASHITATO 歌おう | Kyoto Film Festival Band |
| 2020年11月 | 始まりの合図                 | PICKLES                  |
| 2020年12月 | Shine A Light                | JO1                      |

| 2021年01月 | あの言葉          | バウンダリー     |
| 2021年02月 | 満開              | 神野美伽         |
| 2021年03月 | 完璧なし          | ハシリコミーズ   |
| 2021年04月 | 4B                | merico           |
| 2021年05月 | Dear Myrai        | JOY VAN CREW     |
| 2021年06月 | シダレヤナギ      | NMB48            |
| 2021年07月 | 海岸線            | Blue Mash        |
| 2021年08月 | Bubble Up!        | Rocket Punch     |
| 2021年09月 | LET HOT!          | GUNIX            |
| 2021年10月 | ザ☆マッソーサイズ | なかやまきんに君 |
| 2021年11月 | テテレパシー      | 弥生時代の末裔   |
| 2021年12月 | REBOOT            | Risky Melody     |

| 2022年01月 | timelimit.            | CAT ATE HOTDOGS        |
| 2022年02月 | BLUE WIND             | The Grateful a MogAAAz |
| 2022年03月 | おやすみ!ロックスター | ソウルフード           |
| 2022年04月 | はじまりはこれから    | トキメロ               |
| 2022年05月 | FANTASY               | Northern19             |
| 2022年06月 | エトワール            | COLOR'z                |
| 2022年07月 | 或ルところに          | UtaKata                |
| 2022年08月 | 声をきかせて          | 中孝介                 |
| 2022年09月 | 愛愛愛                | NiL                    |
| 2022年10月 | ドキドキLOVE          | Rocket Punch           |
| 2022年11月 | efforts               | the paddles            |
| 2022年12月 | My Journey            | MindaRyn               |

| 2023年01月 | 地球宛に僕からの手紙                         | 握りしめた2円    |
| 2023年02月 | Fly-Day CHINATOWN                            | M sis            |
| 2023年03月 | Decision                                     | BLACKNAZARENE    |
| 2023年04月 | 真夜中のドア〜Stay With Me〜                 | M sis            |
| 2023年05月 | TONIGHT                                      | NiL              |
| 2023年06月 | Brand New Day                                | DXTEEN           |
| 2023年07月 | 現実逃亡愛好歌                               | ワンダフル放送局 |
| 2023年08月 | めっせいじ                                   | 未知やすえ       |
| 2023年09月 | SPRINT!!!                                    | CULTURES!!!      |
| 2023年10月 | ☆MADA☆MADA☆ 〜底なしPOWERはどこまでも〜      | 日谷ヒロノリ     |
| 2023年11月 | WARNING!                                     | the paddles      |
| 2023年12月 | ぼくのともだち featuring イ・チャンミン(2AM) | ZEROSTYLE        |

| 2024年01月 | 夜のせいだ                            | オンリーオンナイト     |
| 2024年02月 | ぴーち鬼ぱーち鬼 〜We are the world〜 | ジュースごくごく倶楽部 |
| 2024年03月 | カーテンコール                        | Ribet towns            |
| 2024年04月 | Test Drive                            | JO1                    |
| 2024年05月 | あざとすきっ!                         | すずしょうと           |
| 2024年06月 | Try Again                             | miru.                  |
| 2024年07月 | Alma                                  | LUCY IN THE ROOM       |
| 2024年08月 | ワイドショーで笑って                  | 河口恭吾               |
| 2024年09月 | 電光少女                              | UtaKata                |
| 2024年10月 | つぼみ大革命                          | つぼみ大革命           |
| 2024年11月 | 真夜中のANTHEM                        | Dear Chambers          |
| 2024年12月 | 七転八起                              | ナナコロビヤオキ       |

| 2025年01月 | 倦怠モラトリアム             | the paddles            |
| 2025年02月 | KICK ASS                     | IRIS MONDO             |
| 2025年03月 | アンチピボット               | UtaKata                |
| 2025年04月 | カム・オーヴァー・トゥナイト | Junk Unit              |
| 2025年05月 | It's a show time             | LOWBORN SOUNDSYSTEM    |
| 2025年06月 | 123笑顔                      | サカガミトモノリ       |
| 2025年07月 | ロールシャッハの数奇な夢     | PompadollS             |
| 2025年08月 | SUMMER MAGiC                 | マジカル・パンチライン |

## ライブ
2025年3月11日に日本武道館でのライブイベント「千原ジュニアの座王 in 日本武道館」が開催された。2024年7月26日深夜放送の「チャンピオン大会45分SP」にて開催の第一報が報じられた。会場観覧のほか、動画配信（生配信・期間限定アーカイブ）も行われた。
21名のプレイヤーがイス取りゲームを行う形式で、座王のロングコートダディ堂前には特製のチャンピオンベルトが贈られた。なお、日本武道館ライブの座王は番組公式記録の座王獲得回数に含まれない。
当初はプレイヤーとして錦鯉渡辺、サルゴリラ児玉も出場予定だったが、体調不良のため欠場となり、リザーバーとして出演予定だったななまがり森下がプレイヤーに昇格した。
2025年3月28日深夜に、名勝負ハイライトや裏話を特集した「千原ジュニアの座王 in 日本武道館 Special Edition」を放送した。

### 出演者
MC
- 千原ジュニア（千原兄弟）

アシスタント
- 竹上萌奈（関西テレビアナウンサー）

審査委員長
- 博多大吉（博多華丸・大吉）[61]

プレイヤー
芸名の後の☆は座王（グランド座王）獲得により出場権を獲得、■は通常回では審査委員長として出演することを示す。
- 初瀬悠太☆、森下直人（以上 ななまがり）、西田幸治（笑い飯）、R藤本、堂前透（ロングコートダディ）、村上健志☆（フルーツポンチ）、ケンドーコバヤシ■、くっきー!■（野性爆弾）、長谷川雅紀（錦鯉）、阪本（マユリカ）、稲田直樹（アインシュタイン）、出井隼之介（ヤーレンズ）、ガク（真空ジェシカ）、サーヤ（ラランド）、福田麻貴（3時のヒロイン）、ルシファー吉岡、ナダル（コロコロチキチキペッパーズ）、溜口佑太朗（ラブレターズ）、芝大輔（モグライダー）、渡辺江里子、木村美穂（以上 阿佐ヶ谷姉妹）[61]

ゲスト
- カゲヤマ - 開幕直前に前説を担当した[62]。
- IKKO - IKKOを題材にした大喜利の問題で、プレイヤーが出した回答を代読した。
- レギュラー - 作家のお題で、プレイヤーが考えたネタを披露した。
- Mr.シャチホコ - 有名人のお題で和田アキ子に扮し、プレイヤーが考えたセリフを披露した。

## 受賞
- ギャラクシー賞
  - 第59回テレビ部門 選奨 - 2022年1月2日放送「笑いの総合格闘技!千原ジュニアの座王 新春SP」に対して[34][35]。
- 放送文化基金賞
  - 第48回奨励賞 - 2022年1月2日放送「笑いの総合格闘技!千原ジュニアの座王 新春SP」に対して[36]。
  - 第48回企画賞 - 番組の企画者である千原ジュニアに対して[36]。

## スタッフ

### レギュラー
2025年8月8日深夜放送分以降
- 企画：千原ジュニア
- ナレーション：畑中ふう（メインナレーション）、大橋雄介（関西テレビアナウンサー、お題の問題読み）
- 構成：長谷川朝二、田中亮治、中野貴至
- TD/SW：西村武純（カンテレ、TD/CAMの場合あり）
- CAM：井上佑介、宇治澤晋吾（以上カンテレ、井上はTD/SWの場合あり）【週替り】
- VE：結城芳彦、中川裕貴、松井勝正（以上カンテレ）【週替り】
- 照明：原口祥明（大阪共立）、盛麗依奈【週替り】
- 音声：大貫修平（カンテレ）、小原智美【週替り】
- MA：野口嵩仁
- 効果：増田恭土
- 編集：角野靖明、高尾匡秀
- 美術制作：大石竜也（カンテレ）
- 美術進行：バンブルビー
- デザイン：井内克信（レフティーデザイン）
- 装置：大神良一（以前は大道具操作、全国ネットSPでは大道具）
- 大道具：袖垣成治（装置を担当する場合もあり）
- 装飾：川本美唯菜
- 園芸：山藤園芸
- 衣装：東京衣裳
- メイク：パウダー
- 編成：木村弥寿彦（カンテレ、以前はチーフプロデューサー）
- 配信：向山敬子（カンテレ）
- 宣伝：柴崎由紀乃（カンテレ）
- ロゴ：アイデアリミックスクラブ
- 写真提供：PIXTA
- 協力：ウエストワン、大阪共立、イノセント、SOUND-K、東京オフラインセンター
- キャスティング協力：BE-HONEST
- 衣装協力：洋服の青山、TAKEO KIKUCHI、FABRIC TOKYO ほか
- AD：笹橋功一、黒清夏（以上カンテレ）、谷藤雪乃、髙橋慶太郎
- AP：水流園修二（ビーオネスト）、大谷智郎（吉本興業）
- ディレクター：芳仲真雪子、赤司京香、吉川敦也（以上カンテレ、赤司は以前はFD、吉川は以前はAD）、佐久間俊輔（バックアップメディア）、岡本和樹（レジスタx1）、東啓慈（メディアプルポ）
- 演出：鴨脚光貴（カンテレ、以前はFD→ディレクター）
- プロデューサー：池田和彦（カンテレ、以前は演出も兼務）、真鍋理恵（吉本興業）
- 制作協力：吉本興業
- 制作：カンテレクリエイティブ本部制作局 制作部
- 制作著作：カンテレ（関西テレビ放送）

#### 全国ネットSPのみのスタッフ
- TM：大嶋徹（共同テレビジョン）
- CAM：西口雄太、山本美咲（以上共同テレビジョン）
- VE：小野寺毅（共同テレビジョン）
- 音声：河田菜央佳（共同テレビジョン）
- 照明：堀田耕二（fmt）
- 編集：加田晃紀（イノセント）
- 美術制作：木村文洋（フジアール）
- 美術進行：横山勇（フジアール）、永田道徳、西口英希（以上バンブルビー）
- 大道具：村上公示（東宝舞台）
- 小道具：石橋莉理子
- 特別効果：菅谷守（東京特殊効果）
- アクリル装飾：松浦由佳（ヤマモリ）
- 電飾：藤村香那
- メイク：櫻井菜々子
- 衣装：東京衣装
- 協力：共同テレビジョン、フジアール、fmt
- 衣装協力：京都丸紅株式会社、Cupid Heart、ADELLY、azabu tailor ほか
- プロデューサー：坂口大輔（吉本興業）

#### 過去のスタッフ
- ナレーション：林弘典、堀田篤（以上関西テレビアナウンサー、お題の問題読み）
- SW：堀田香菜美（共同テレビジョン）
- CAM：横山和明、鈴木智雄、伊地知孝仁、古川歩、宮田大（以上カンテレ）
- VE：中島知晶、田中翔、松岡泰助、大西祐輔、帆足聡一郎（以上カンテレ）、越水隆太、大森喜章、松浦洋輔（以上ウエストワン）、野瀬かおり、草場博基（以上共同テレビジョン）
- 音声：伊藤裕樹、澤津橋武志（以上共同テレビジョン）、中西俊介、野村理恵、中道尚宏（以上カンテレ）、村脇昭一
- MA：中川和哉
- 照明：穴田建二（fmt）、大塚美穂、二位裕之
- 効果：片岡幸司
- 編集：平賀雄貴（Reファクト）、藤崎一成、吉原裕樹
- 美術制作：西川夏子、岡﨑忠司、乗本孝治（以上カンテレ、岡崎は以前は美術プロデューサー）、中越章浩（バンブルビー）
- 小道具：小澤智子
- 装飾：三村つかさ、三島吾子（全国ネットSPでは小道具）
- 特別効果：菅谷守、川上勝大、西川隼人、田中沙季（以上東京特殊効果、全国ネットSPのみ）
- 電飾：桑島亮太（テルミック）
- アクリル装飾：松本健（ヤマモリ、全国ネットSPのみ）
- 衣装：田中由紀
- メイク：水落万理子（山田かつら）、安井文江
- 編成：西井孝、中村道郎、前洋平、廣瀬重之（以上カンテレ）
- 配信：駒井有紀子、村岡嶺（以上カンテレ）
- 宣伝：秋田成子、長谷川由紀、石岡雅樹、松川さやか、春田享子（以上カンテレ、石岡は以前は配信）
- 協力：エビスラボ、Step、レモンスタジオ、PIXTA
- 衣装協力：HANABISHI、ARTISAN、FABRIC TOKYO ほか
- FD：橋本堅史（カンテレ）
- AD：田中健太、木下裕正、石田聖乃、永富康太郎、赤松秀政、川原悠、田中悠司（以上カンテレ、田中悠は以前はD）、進藤咲和（レジスタx1、全国ネットSPのみ）、吉田光希、姉﨑珠有
- AP：森本将也、西山扶三予、谷澤開人（以上吉本興業）
- ディレクター：吉岡治郎、田中祥吾、増倉直人、柳百恵、石田陽希（以上カンテレ、増倉は以前はAD）、加藤伸一（バックアップメディア）
- プロデューサー：佐野拓水（カンテレ）、小林めい、後藤ちあき、亀井俊徳、牧里子（以上吉本興業）